# Magyarország építészete
Magyarország építészetén a Magyar Királyság és Magyarország területének építészetét értjük a honfoglalástól napjainkig.
A magyar építészet története főleg I. István országépítő munkájával, nevezetesen a királyi és püspöki székesegyházak építésével kezdődik, ezek legnevezetesebbike a székesfehérvári volt. A XI—XII. sz.-tól monostorok sora épült, melyek közül reánk maradtak a jáki, a lébényi, romjaiban a zsámbéki. A XII. sz. végén épült Esztergomban a pompás, román stílusú királyi palota, melyet úgy, mint a legtöbb egyházi épületet, francia és itáliai mesterek építettek, bár kétségtelen, hogy e korban már magyarok is közreműködtek, nevezetesen magyar kőfaragók, akiknek keze nyomát láthatjuk pl. a kisbényi  apátság oszlopfőin. A XIII. sz. közepén a magyar építészetben is uralkodóvá válik a csúcsíves stílus, legkorábbi emlékei a soproni Kecske-templom, a pozsonyi klarissza-templom. A XIV. sz. végén kezdik építeni a legnagyobb szabású magyar csúcsíves templomot, a kassai Szent Erzsébet-dómot, mely a XV. sz. végére készült el. Ez időben alakult ki a magyar városi templomok csarnokrendszere. Jelentős szerepet játszanak a tágas egyhajós templomokat építő ferencesek (Szeged, Jászberény, Nyírbátor, Kolozsvár). A középkori világi építészet nagy alkotása volt Zsigmond budavári palotája, melyet Mátyás király reneszánsz ízlésben fejlesztett tovább, s a vajdahunyadi és lékai lovagvárak. Mátyás király vezette be az olasz reneszánszot építészetünkbe s halála után tovább művelték ez irányt udvarának tagjai és utódai: Ulászló, a Szatmáriak, Bakócz bíboros, aki Esztergomban pompás vörösmárvány kápolnát építtetett, a Perényiek, akik Sárospatak várát átalakíttatták és bővítették. A XVII. sz. elején az itáliai ízlés a nyugati országvégeken nyomult be, számos kastély (Nagybiccse, Kistapolcsány) és városháza (Lőcse, Pozsony, Besztercebánya) árkádos udvarai tanúskodnak erről. Az olaszos stílus nagy barátja volt Bethlen Gábor Erdélyben, ahol ez az építészeti irány a XVIII. sz. elejéig virult. A reneszánszból fejlődött barokk az ellenreformációval érte el hazánkat, számos középkori templomot ekkor alakítottak át, de nagyszabású új templomok is épültek (→ A barokk kiemelkedő templomépületei). A barokk döntően befolyásolta városaink arculatát (Sopron, Győr, Székesfehérvár, Eger). A nagy földbirtokokon pompás barokk kastélyok épültek (Eszterháza, Gödöllő, Köpcsény), amelyek egyrészt a nyugati országok hasonló épületeivel is felveszik a versenyt, másrészt sok tekintetben jellegzetes hazai zamattal teljesek. Nevezetes városi paloták is épültek, így Pozsonyban, Szombathelyen, Egerben, Kassán, Kolozsvárott, Nagyszebenben. A XIX. sz. eleji klasszicizáló stílus nagy mestere Pollack Mihály (Nemzeti Múzeum, régi Vigadó, Ludovika Akadémia), Hild József (→ Hild József által tervezett épületek listája), Zitterbarth Mátyás (pesti vármegyeháza). A század közepén a romantika felé fordult építészetünk, kiváló mestere Feszl Frigyes (a pesti Vigadó). Az 1870-es évektől európai nyomokon a legkülönfélébb stílusok utánzása divatozott: Ybl Miklós a neoreneszánsz mestere, Hauszmann Alajos a neobarokké.
Steindl Imre az Országház palotájával (1889—1902) a neogótika legnagyobb alkotását hozta létre, Schulek Frigyes pedig a romanizáló Halászbástyával Budapest városképének kiválóan hatásos tényezőjét alkotta meg.  
Az 1890-es években Lechner Ödön magyar nemzeti építőstílus kialakítását kísérelte meg.

## Az államalapításkor

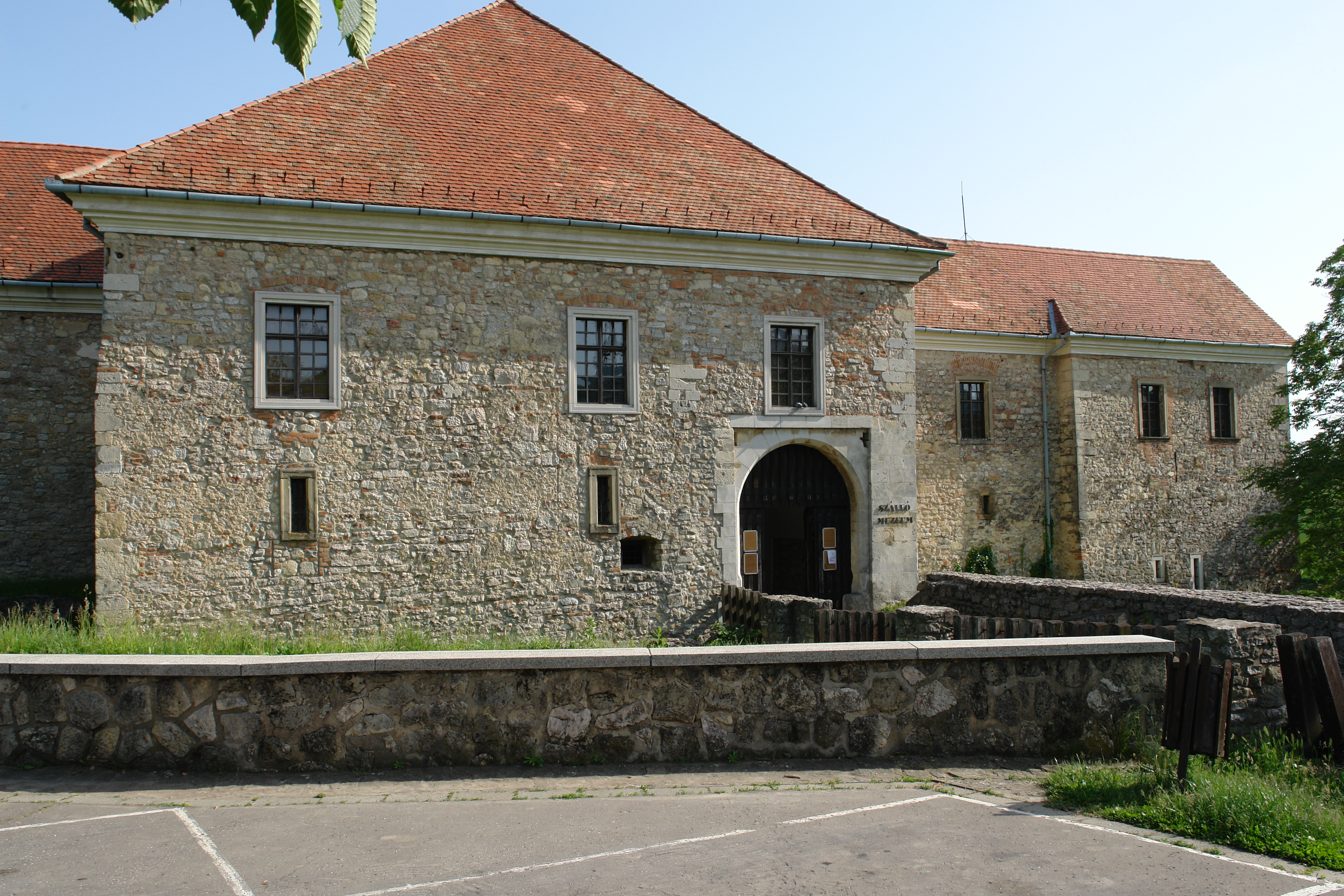
A Szent István király által 1015-ben alapított pécsváradi bencés kolostor

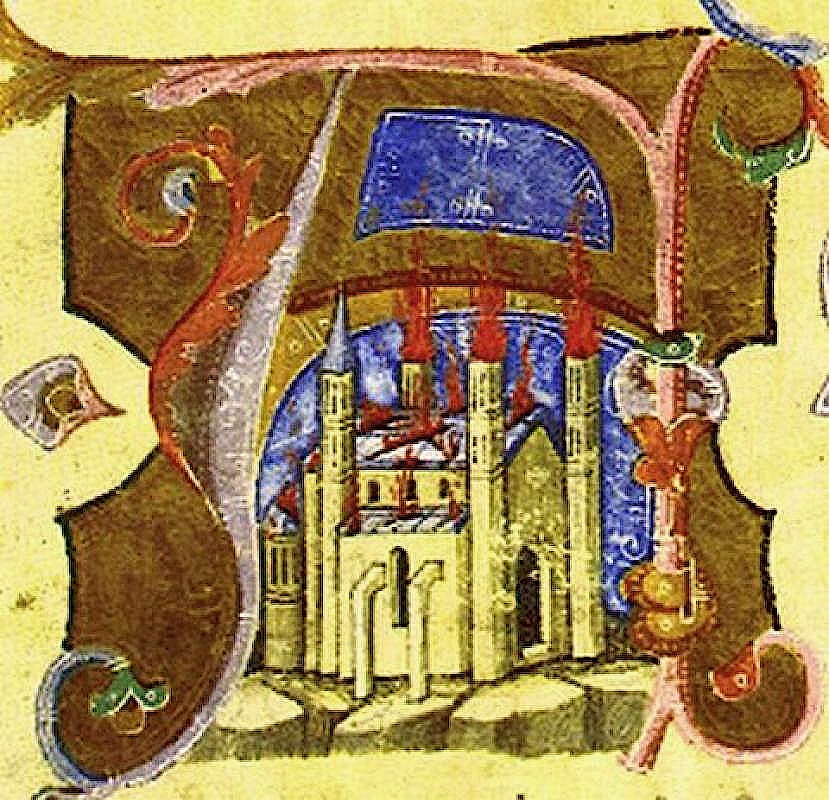
Az égő székesfehérvári főbazilika. Miniatúra a Képes krónikából

A honfoglaló magyarság jelentős építészeti múlttal rendelkező vidéken telepedett le. A római provinciák útjai és városai nem pusztultak el egészen a népvándorláskorban, hanem új települések keletkeztek rajtuk. Az épületeket bányának, majorságnak használták (például Kurszán vára Óbudán). Az itt lakó és keresztény hitre térített szláv népek templomai is fennmaradtak, mint például Zalavárott.
Szent István király munkássága, a feudális állam megteremtése monumentális kőépületek építését tette szükségessé. Ezt az igényt kezdetben nyugatról rabolt szolgák, mesteremberek elégítették ki, majd elsősorban Itáliából behívott mesteremberek, kőművesek és kőfaragók. Itáliai előképekre, ókeresztény és ravennai hatásokra mutat a kalocsai első templom háromhajós bazilikális elrendezésével és apsziszáródásával. Szintén ide tartozik a korabeli Európa egyik legnagyobb temploma, az I. István király által alapított székesfehérvári Nagyboldogasszony-bazilika, mely később a Magyar Királyság adminisztrációs központjává, koronázótemplomává és hagyományos királyi temetkezőhelyévé vált.
Itáliai hatást őriznek a kisebb templomok is, mint a pécsváradi kolostor és a tihanyi apátsági templom feltárt falai. A feldebrői templom egykori alapfalai és az altemploma pedig keletre, talán bizánci gyakorlatra utal. A megerősödő feudalizmus új lehetőségeket teremtett. A pécsi székesegyház újjáépítése közben alakult ki a magyarországi román stílus alaptípusa, a háromhajós, kereszthajó nélküli, félköríves apszisokkal záruló bazilika. A faragott kőanyag dalmáciai közvetítéssel lombard hatásra utal. Ez az alaprajzi rendszer a 11. és 12. századig szinte változatlanul megmaradt, a toronypárok pécsi elrendezéseit viszont nem követték. A tornyok előbb csak a nyugati, majd pár évtizeddel később csak a keleti homlokzatot díszítették.

## Az Árpád-korban

### III. Béla korában

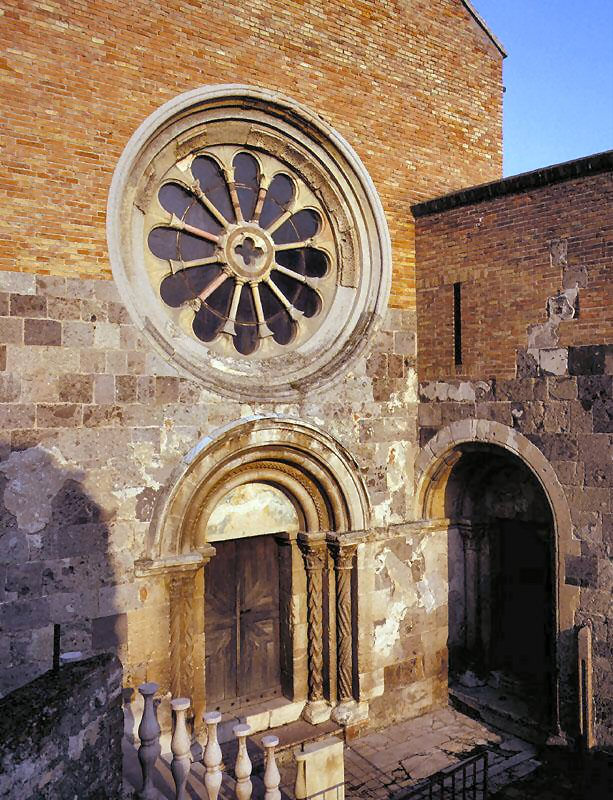
Az esztergomi vár és a Vármúzeumban bemutatott gótikus rózsaablak

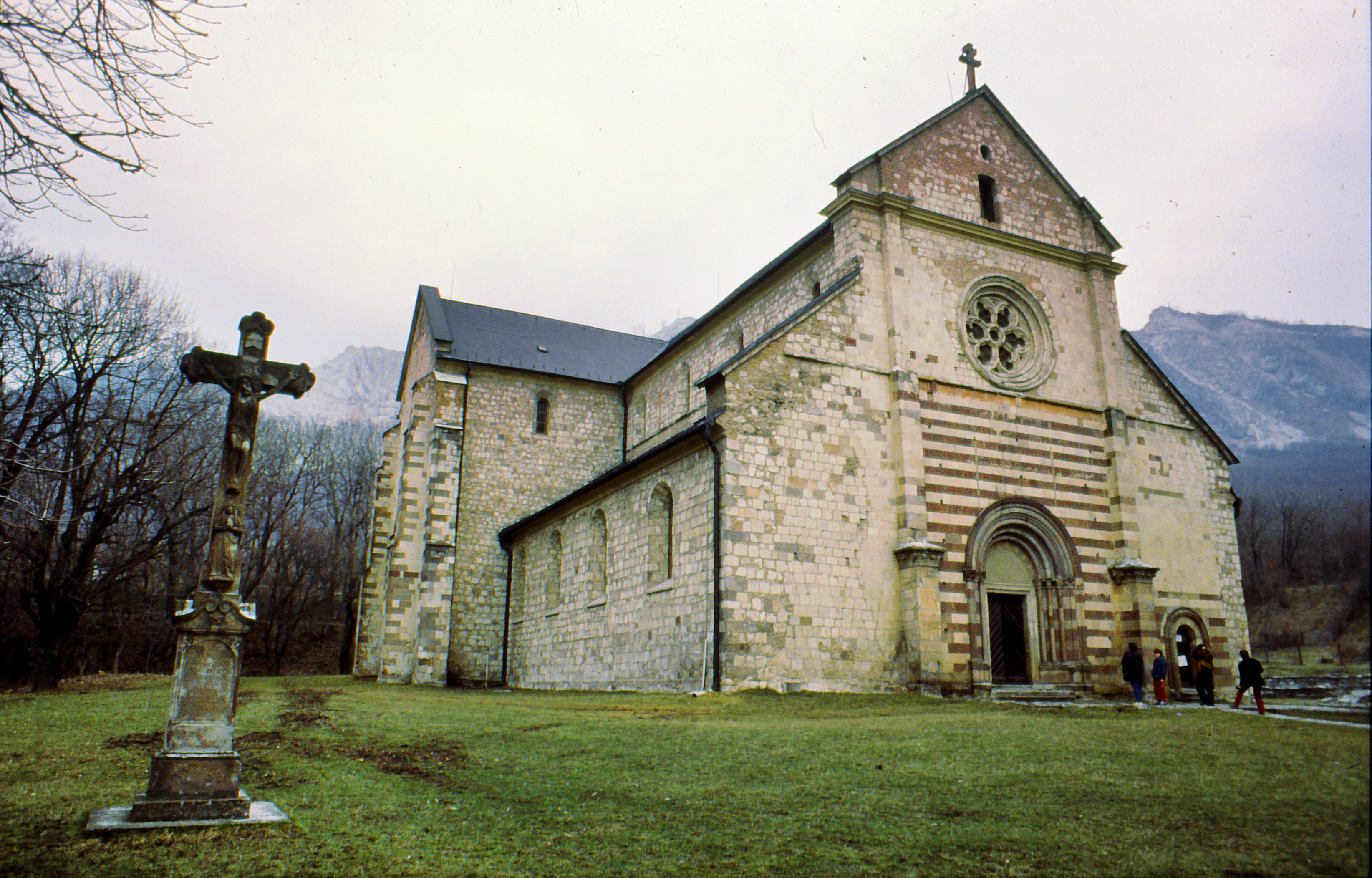
A bélapátfalvai templom, amely az ország egyedüli román stílusban fennmaradt, a ciszterciek által emelt kolostora

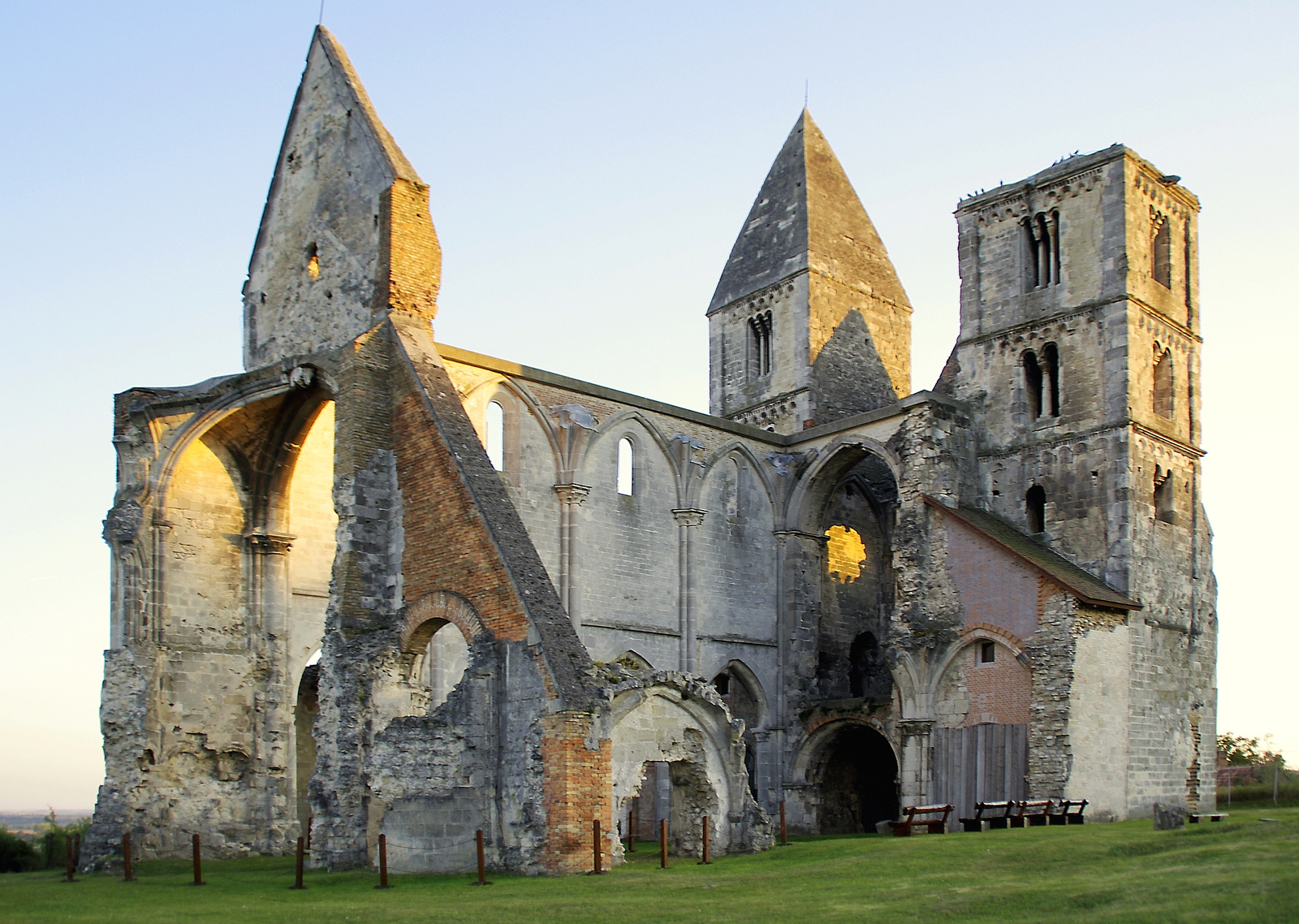
A valamikor 1220 és 1235 között épült zsámbéki premontrei kolostor

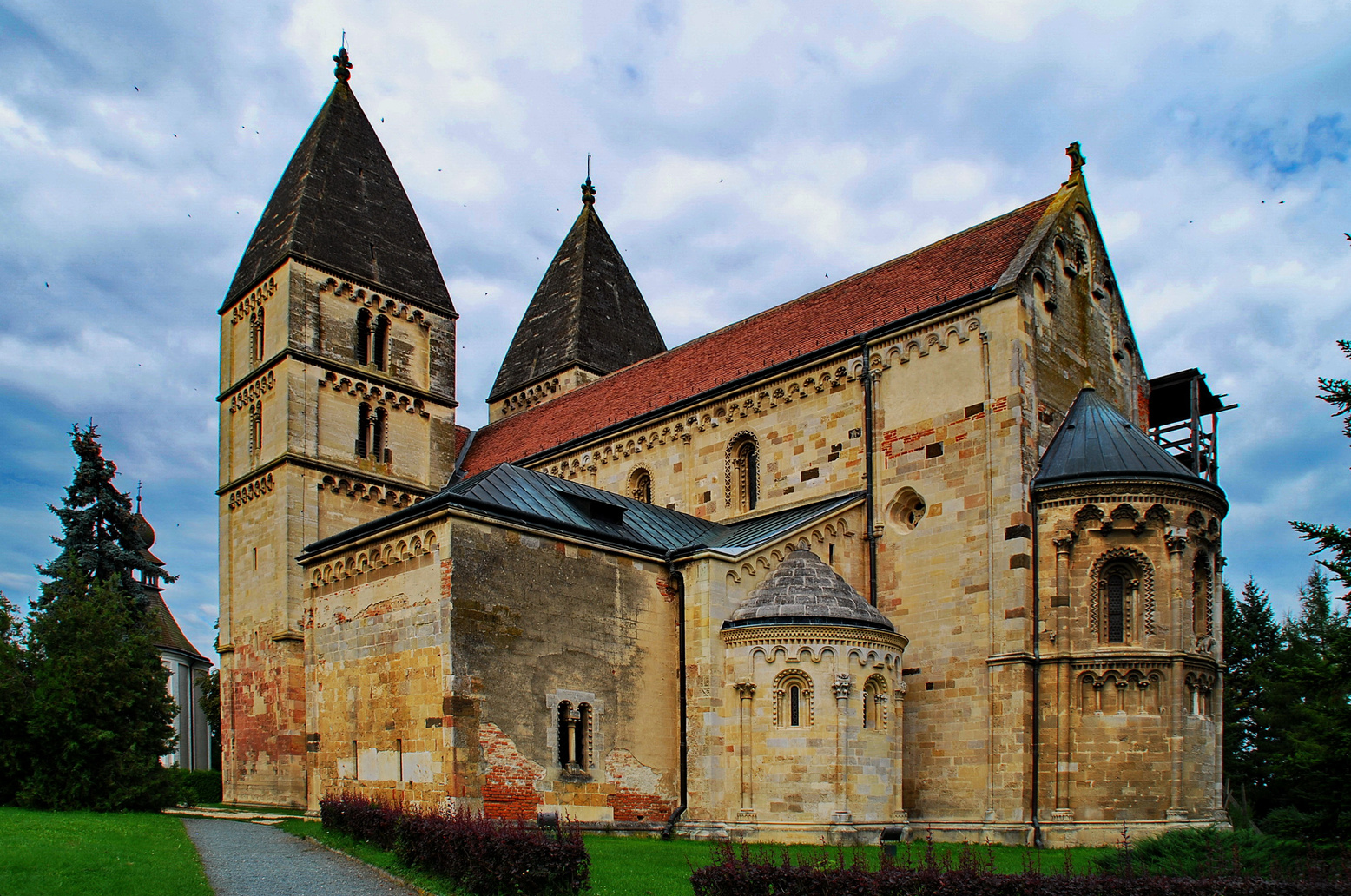
A magyarországi romanika legmonumentálisabb alkotásaként számon tartott, feltehetően 1220 és 1256 között épült Jáki templom

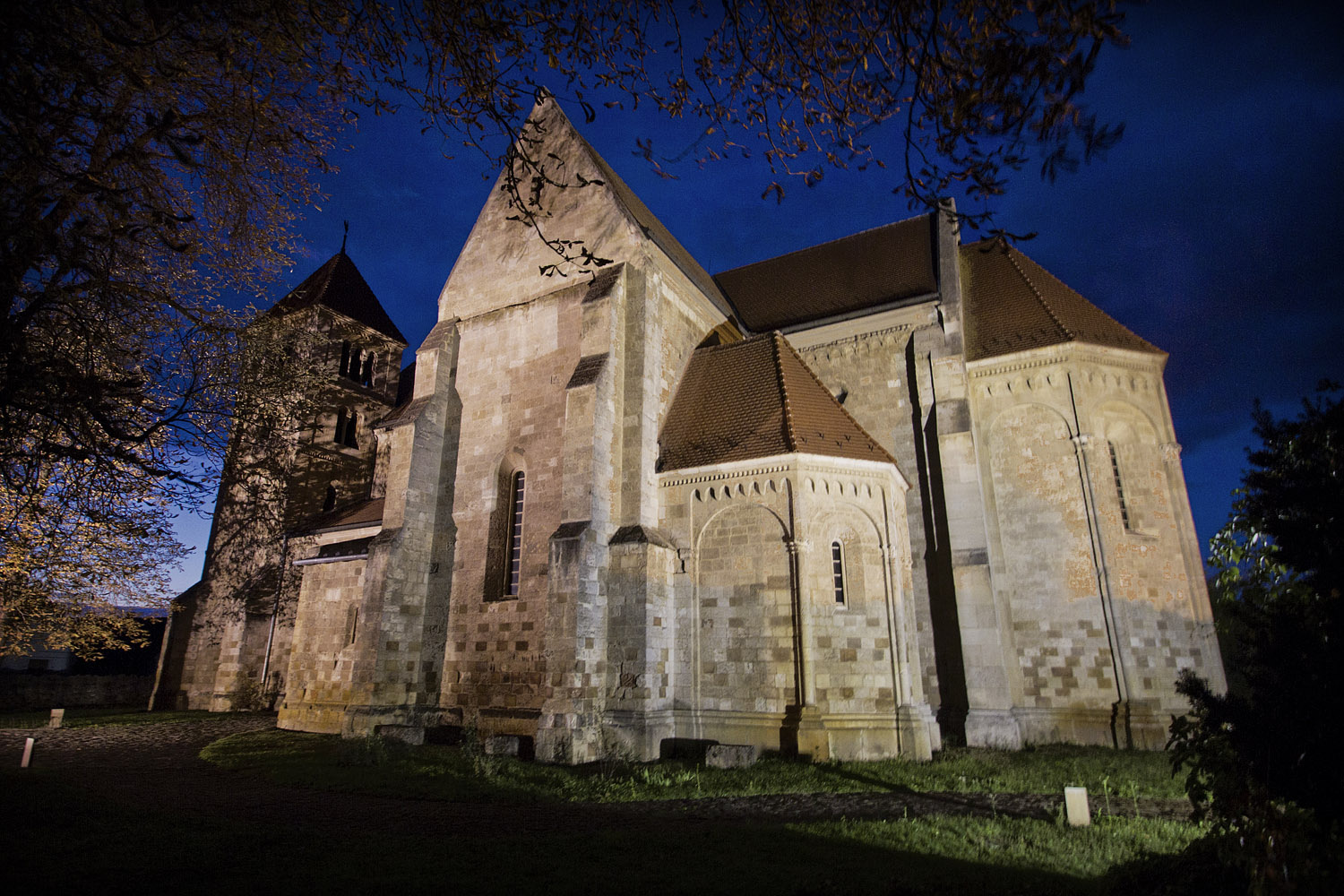
Az Ócsán található 13. századi Premontrei kolostor esti megvilágításban

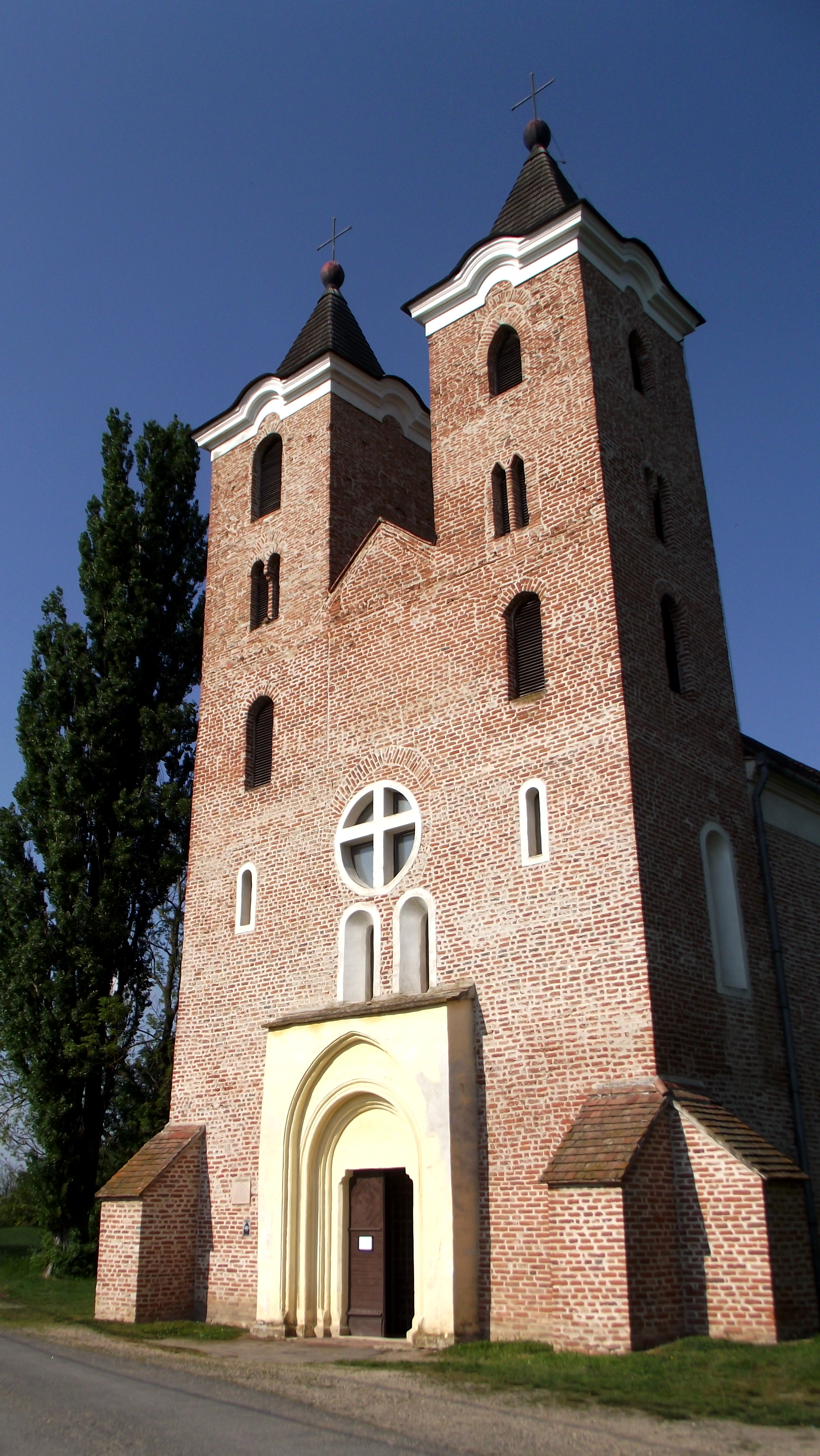
1251-ben épült Szent Jakab apostolról elnevezett premontrei prépostság, Mórichida és Árpás között

A kialakult egységességeset III. Béla idején összetettebb művészet váltotta fel. A Bizáncban nevelkedett uralkodó idején már jelentős francia hatással is számolni kell a bizánci mellett. Ez többek között Esztergomban nyilvánult meg leginkább, ahol is a világi és egyházi építészet egységével, egy Konstantinápolyhoz hasonló központot akart létrehozni. Erre, az 1181-ben leégett Szent Adalbert székesegyház indokot is adott. Jób érsek emelt egy pompás templomot, a székesegyháztól délre pedig egy királyi palotát és kápolnát építtetett. III. Béla ugyan nem érte meg terve megvalósulását, így az alig befejezett épületet az érseknek engedték át. Az ekkori székesfehérvári építkezések azonban továbbra is a pécsi mintát követték. Az Esztergomban kialakult keverékstílus többféle vonatkozásban mutatkozott a 13. század elején. Különösen a kaputípus vált kedveltté, mint ezt a gyulafehérvári érseki székesegyház déli kapuja is mutatja. Az egyes részletformák is szétterjedtek, mint az ócsai templomban megjelenő örvényes levelű oszlopfő. Az esztergomi indíttatás legtisztábban a kisbényi református templomban jelenik meg.

#### A ciszterciták hatása
Esztergom francia kapcsolatainak nyomán jelent meg a Magyar Királyságban a ciszterci rend. A rend határozott művészeti programot hozott magával, tiltotta többek között a figurális faragványokat, a falfestményeket és a tornyok építését is, viszont a kortárs burgundi kor gótika stílusát alkalmazta. A rend Egresen telepedett meg először 1142-ben. A virágkorát III. Béla uralkodása alatt érték meg, ekkor ugyanis ugyanolyan kiváltságokat élveztek, mint amilyeneket a francia földön is. Az ekkor alakult zirci, pilisi apátsági templomokból csak töredékek maradtak fenn, ezzel szemben szinte teljes épségben maradt fenn a tatárjárás után befejezett bélapátfalvai templom. Ciszterci hatást tükröz a még Géza fejedelem idején alapított pannonhalmi apátság altemploma is, és szintén ebben a stílusban épült az óbudai királynői vár.

#### A premontreiek hatása
A premontrei kanonokrend magyarországi első monostorukat a hagyomány szerint az 1130-as években, Váradhegyfokon (a mai Nagyvárad mellett) alapították, jelenlétüket 1135 előtt már dokumentumok is bizonyítják. Az Árpád-korban 39 prépostság jött létre, többek között Adonyban, Csornán, Hatvanban, Kaposfőn, Majkpusztán, Türjén, a Nyulak szigetén (a mai budapesti Margit-szigeten) és Zsámbékon, valamint női rendházak pedig Mórichidán (Szent Jakab apostol templom), Somlóvásárhelyen és Szegeden működtek. A szerzetesek a kolostori életen kívül lelkipásztorkodással és hiteleshelyi tevékenységgel foglalkoztak, utóbbival nagy szerepet vállaltak az írásbeliség magyarországi elterjedésében. A török hódoltság idején a premontrei rend hazai működése csaknem teljesen megszűnt. Birtokaik a 18. században az ausztriai prépostságok tulajdonába kerültek.

#### Francia romanika hatása
A ciszterciták hatása mellett a 13. század első harmadában jutottak el francia romanika eredményei. Ennek nyomán változott meg az eddig szokásos alaprajzi rendszer, a főhajó kereszthajóval bővült, a félköríves szentélyeket francia szentély váltotta fel. Így építették át a kalocsai templomot, mely kereszthajót és kápolnakoszorút kapott (csak ásatásból ismerjük). Ugyanez vagy hasonló műveltségű műhely építette a vértesszentkereszti bencés apátsági templomot kereszthajóval és sokszögű szentéllyel. Sokszögű szentélyek kapcsolódnak az ócsai templomhoz is. A leggazdagabb megoldást a gyulafehérvári székesegyház képviseli, ahol már kéthajós keresztház épült négyezeti toronnyal.

### Nemzetségi monostorok
A 13. századra megerősödő, földbirtokkal rendelkező réteg építkezésekben is ki akarta fejezni öntudatát. Birtokaik központjában temetkezési helyükül is szolgáló templomokat emeltek, ezek mellé rendszerint kis létszámú kolostor is került. Az első nemzetségi monostort még a 11. században alapították, de az épülettípus virágkora a 13. század volt. Alapformája a pécsi székesegyháznál meghonosodott háromhajós rendszer, apszisai félkörívvel záródnak, a tornyok elhelyezése azonban változó. Boldván keleti tájolású toronypár áll, de Ákoson a keleti építését már félbehagyták, és nyugatit építettek. A belső térben mindig helyet kap az urasági karzat. A nemzetségi monostorok legérettebb emlékei – iskolát alkotva – a Dunántúlon maradtak fenn. Először a lébényi templom épült 1208-tól, majd a jáki apátsági templom 1220. körül. Az építkezéseket a tatárjárás megszakította, csak az ötvenes években folytatták újra. A típust követi a türjei, az ócsai, az aracsi, a sopronhorpácsi, a zsámbék és a felsőörsi prépostsági templom. Zsámbék temploma formájában már gótikus jegyeket mutat fel.
A nemzetségi templomok épültek szerényebb változatban is. Szent István 10 templom építésére vonatkozó törvényének értelmében a falvak összefogtak. Templomaik azonban nem időtálló anyagból épültek, hanem fából, paticsból, vesszőből fonva. Ezen templomok alapján ismerjük a falvak magját, a törvény ugyanis azt is előírta, hogy a falu ne legyen távol a templomtól (ilyen például Himesháza vagy Kiskunfélegyháza is). A fennmaradt templomok között találni centrális és hosszházas típusokat is. Gyakori a kívül körfallal, belül karéjosan megoldott elrendezés (Gerény, Karcsa, Pápoc). Ez a tisztán kör alaprajz csak temetőkápolnák megoldása volt. Az ezzel egykorú világi építészetről nem sokat tudni. A lakóhely sátor vagy fából készült ház lehetett, a kőház csak ritkaságként tűnik fel. A várépítésről sem tudunk többet. Anonymus szláv eredetű elemekkel rendelkező földvárakra, vesszőből font és sárral tapasztott erődítésekre utal. Az esztergomi lakótorony, mely a vár magját alkotta, arra utal, hogy ezen épülettípus is megjelent már.

### A gótika csírái
A 13. század második felétől új társadalmi réteg jelent meg a művészeti alkotások megrendelőjeként, a polgárság. A polgárság művészete számos vonásban érintkezett a királyi központok művészetével. A városi település védelmét IV. Béla törvénye óta kőfal látta el, ehhez épültek tornyok, kapuk. Az egyházi művészet mellett jelentős világi művészet bontakozott ki (lakóházak, kutak, utak). A városi kézművesek csak a falvak művészetére nem gyakoroltak hatást. A lakóház- és várépítés önálló művészi feladattá vált, kialakulóban volt a gótikus művészet. A gótikus építészet kialakításában fontos szerepe volt IV. Béla törvényének, miután is hatalmas arányú építkezések kezdődtek. IV. Béla kezdte meg az új királyi székhely, Buda kiépítését. Bár a királyi központ már korábban átkerült Óbudára, a hely hadászati szempontból alkalmatlannak bizonyult, így a Várhegy déli oldalán építkezések kezdődtek. Ekkor a budai építkezések még szerény színvonalon álltak, a fő szempont a védekezés volt. A vár mellett város is létesült az északi oldalon. A király építőműhely alkotása a franciás Boldogasszony- és az egyszerű Mária Magdolna-templom, a budai domonkosok temploma és a Nyulak szigeti domonkos apácák kolostora is. Ezekben az épületekben már megjelent a bordás keresztboltozat is.
Országszerte folytak az építkezések (visegrádi alsó vár, az szintén Visegrádon található, Salamonról tévesen elnevezett torony, a sárospataki lakótorony stb.). Béla a tehetős főrendieket adományokkal segítette, biztatta hasonló tevékenységre. A nemzetségek és püspökök szinte versengve építkeztek. Ezen várak központi lakótornya meredek sziklára vagy oromra épült, ehhez csatlakoztak a terepnek megfelelően a további helyiségek, falak és kapuk. A várudvar szűk volt, itt ciszterna és kút biztosította a vizet. A hatalmas öregtornyok általában komorak voltak, csak a legszerényebb igényeket elégítették ki (cseszneki vár, sümegi vár, trencséni vár).

### Városi építészet
A városok fejlődése a 13. században kezdődött meg. Egykorú források Sopront, Budát és Esztergomot már városias településnek mutatják be. E városokban érződik a budai építészet kisugárzása, mint a soproni ferences templom szentélyén, és a gyulafehérvári székegyház szentélyének kibővítésén. Ezeken alapszik az Anjou-kori kora gótika művészete.

## Anjou-kor és Zsigmond-kor

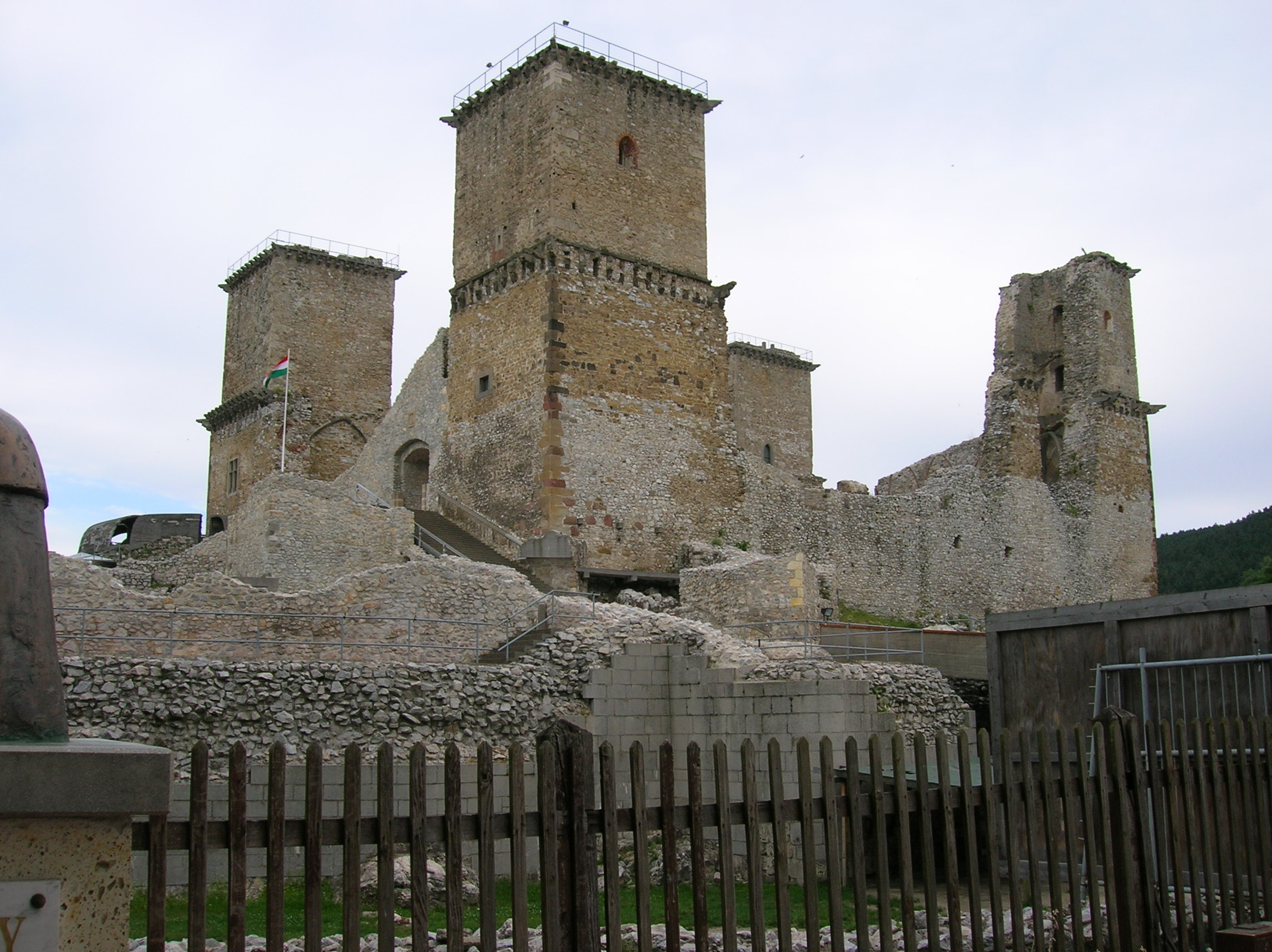
Diósgyőri vár

Az Anjou-k vetették meg a visegrádi fellegvár és a palota alapját. Ezzel párhuzamosan folyt a budai vár építése, Nagy Lajos korában a mai palota alapjai már álltak (István-torony). Zsigmond trónra lépése után közvetlen kapcsolat létesült a prágai Parler-építőpáhollyal. Zsigmond építtette a Friss-palota új szárnyát és a polgárváros felől emelkedő Csonkatornyot.
A gótikus várépítészet virágkora volt ez. Nagy Lajos diósgyőri vára a jellegzetes négy saroktornyos, négyszögletes vártípus legkorábbi alkotása. A típus példái még a tatai királyi vár és Zsigmond-kori pozsonyi vár. A királyi várépítészet mellett jelentős helyet foglalt el a főúri várépítészet is. Feltűntek a bordás keresztboltozatok, változatos ablak- és ajtóformák. Várkapukon családi címerek, tornyokban kandallók. A legszebb példák a Felvidékről kerülnek: Trencsén, Csák Máté vára; Beckó, a Stribor család vára; Hollókő a Kacsics-nemzetség; Nógrád a váci püspök vára; emellett Veszprém környéke (Csesznek a Garaiak, Sümeg a veszprémi püspök vára) és Alföld is jelentős (Gyula a Marótiak, Kisvárda a Várdaiak vára). Kőszegi és siklósi vár a Garaiaké volt. A korszak legpompásabb alkotása a vajdahunyadi várkastély.

### Korai gótikus templomépítészet

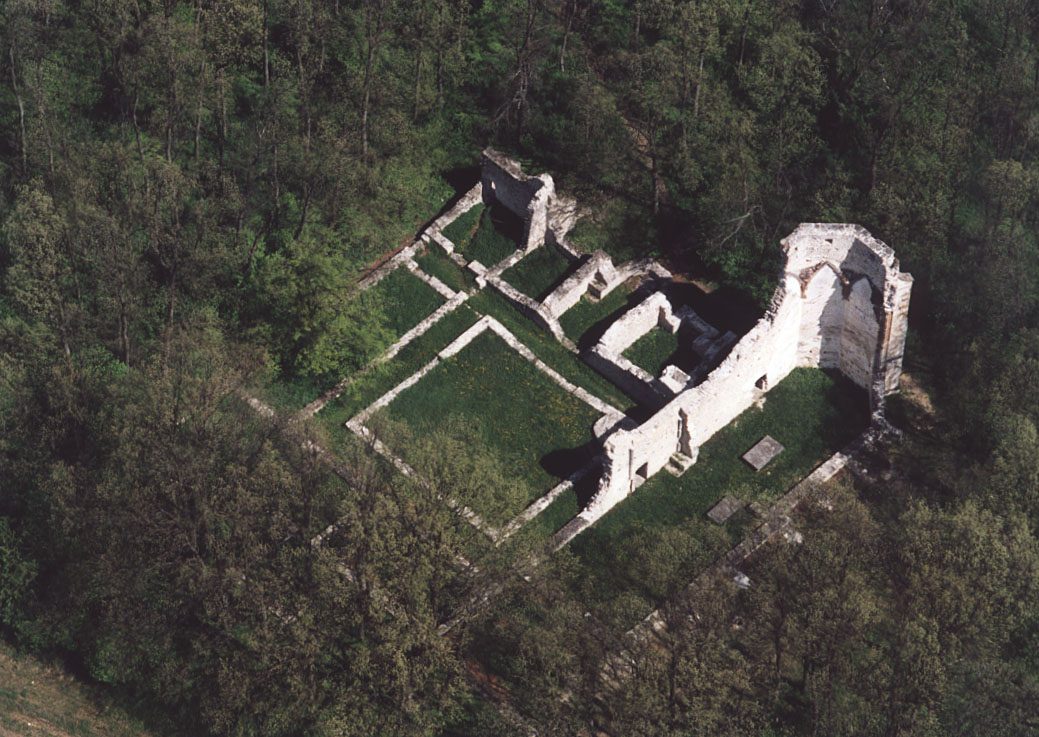
A nagyvázsonyi pálos kolostor romjai

A 14-15. században szinte az összes püspöki székesegyház kibővült vagy átépült (altemplom Veszprémben, Hédervári-kápolna Győrben, körüljárós szentély Egerben). Vidéken a főurak emeltettek szerzetesi és plébánosi templomokat. A szécsényi ferences templomot Szécsényi Tamás emeltette. Hunyadi János Tövisen építtetett ferences templomot, Kinizsi a nagyvázsonyi pálos kolostort alapította, Nyírbátorban a Báthoriak tevékenykedtek. Megjelent a teremtemplom típusa is, melynek előképe a párizsi Sainte-Chapelle az 1361-ben emelt János evangélista kápolnáján keresztül. A pozsonyi kápolna a főrendi sírkápolnáknak is előképe lett (Boldogasszony-templom Gara-kápolnája, Szepeshely Zapolya-kápolnája).

### A városi építészet virágkora

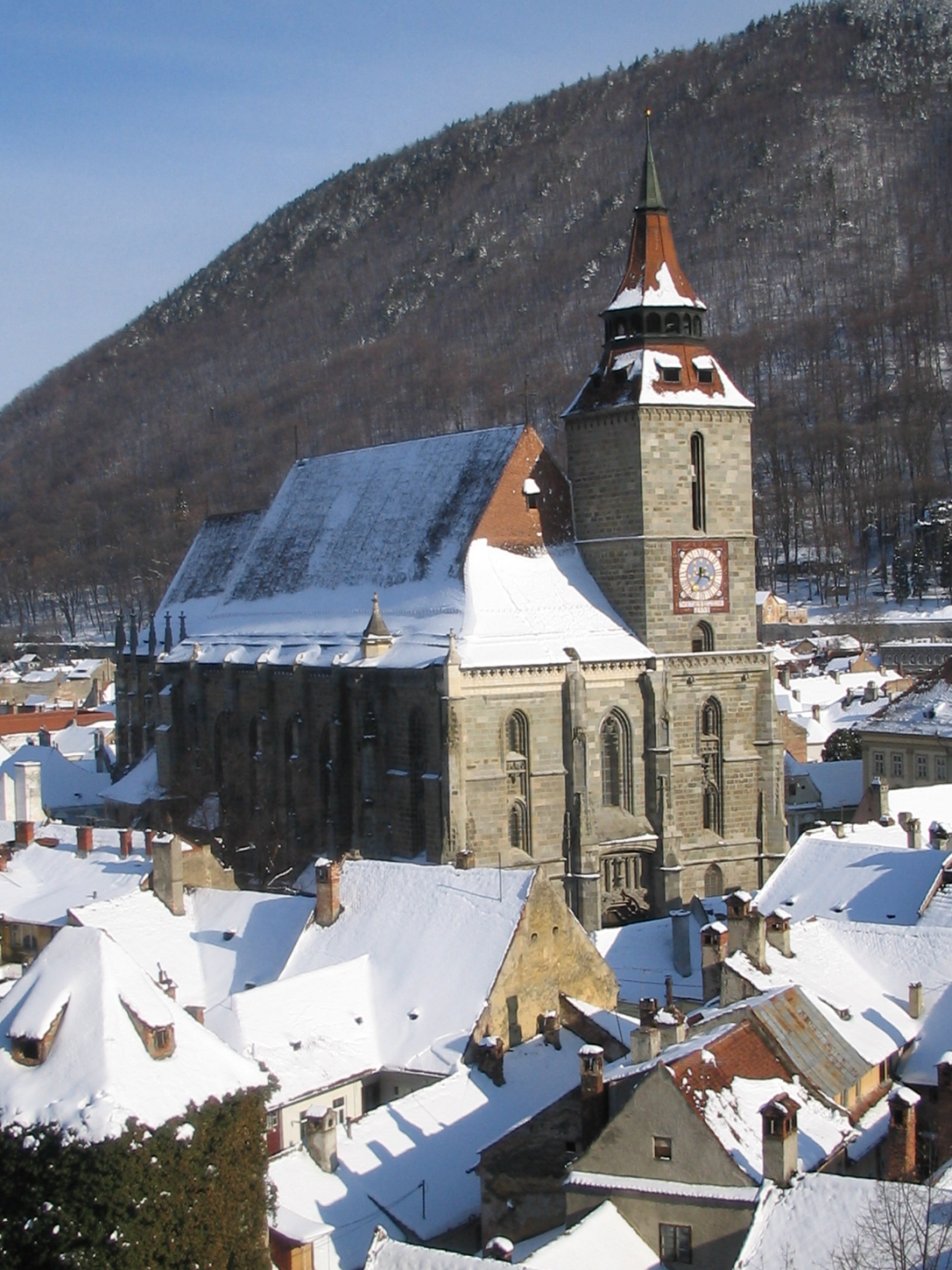
Brassói Fekete templom

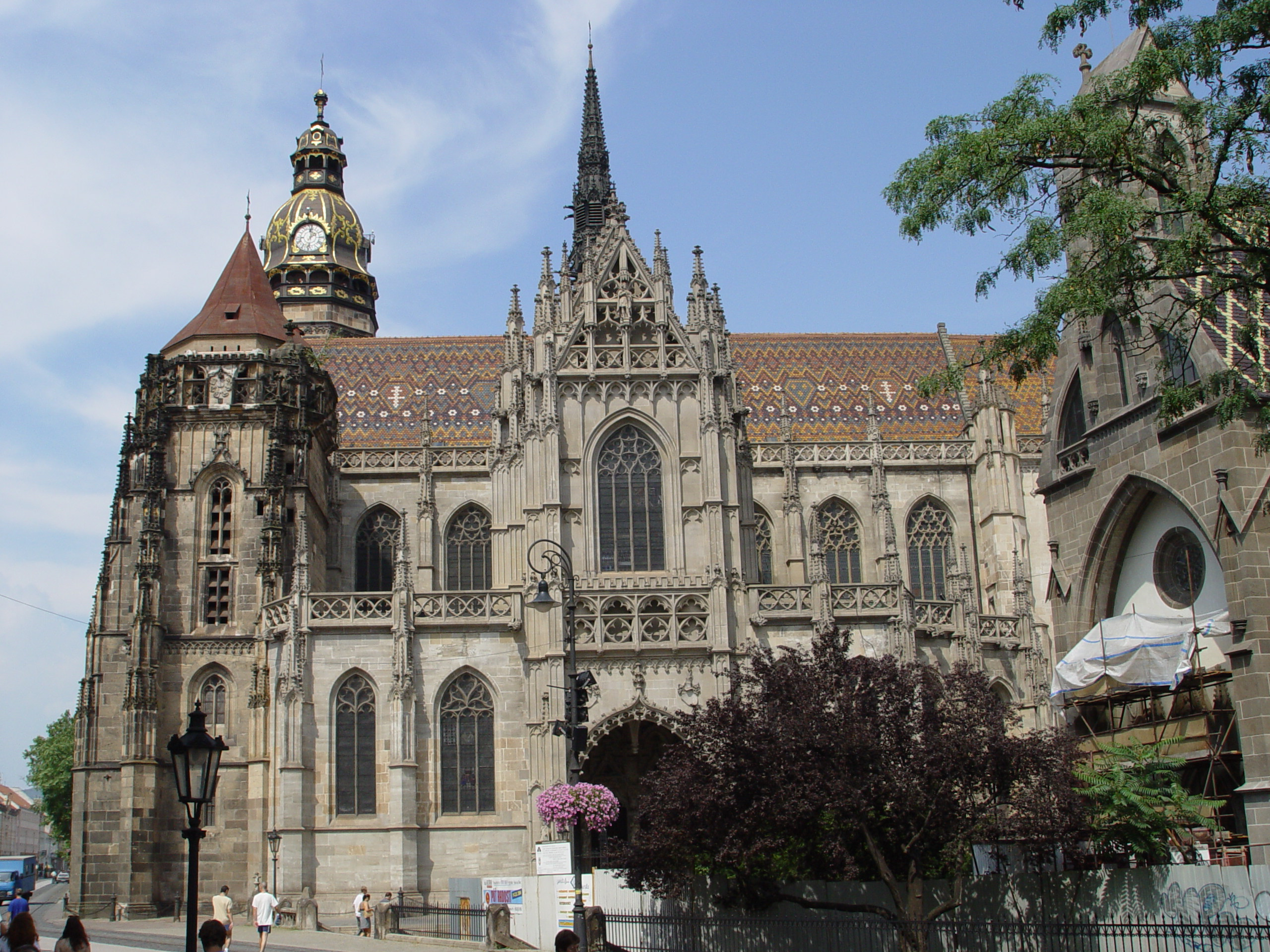
A kassai Szent Erzsébet-székesegyház

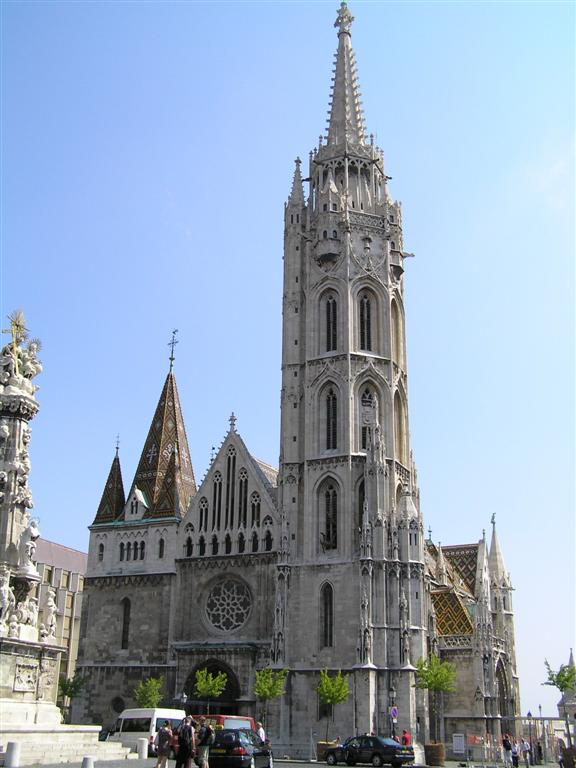
Nagyboldogasszony-templom (Mátyás-templom)

A 14. században szélesebb körben is kibontakozott a városi építészet. A főváros szerepét Buda vette át, a vár közelében gyorsan épült ki a polgárváros. A 14-15. században kialakult a jellegzetes budai háztípus, mely balkáni módra hosszanti homlokzatával néz az utcára. Ilyen típus képviselői az Országház utca 2. szám, Tárnok utca 14. szám, Uri utca 31. szám. Gótikus lakóházak vidéken is megmaradtak: Pécs – Káptalan utca 2.; Székesfehérvár, Sopron. Az ilyen házak tekintélyes része azonban fából épült, tűzvészek pusztították el őket. A faépítészetre vonatkozó egykorú források magas szintű ácsművészetre engednek következtetni. Gyarmati Dénes ácsmester esztergomi munkásságáról van tudomásunk, aki magas rangú megrendeléseket teljesített. A városi építészet többi épülettípusáról (városháza, céhház, fürdő, kórház) többnyire csak egykorú forrásokból tudunk. A budai városháza maradványai a Vármúzeum épületében vannak. Teljesen ránk maradt viszont a nagyszebeni és a pozsonyi városháza. A városkép kialakításában azonban még mindig az egyházi építészet volt döntő. A plébániatemplomok háromhajós, kereszthajó nélküli csarnoktemplomok voltak, a piactéren vagy annak közelében helyezkedtek el. A városi plébániák sokszor egyenesen királyi támogatással jöttek létre, Nagy Lajos címere ott van a szászsebesi csarnokszentélyen, Zsigmondé a kolozsvári Szent Mihály-templomon, Mátyásé a budai Boldogasszony-templom csúcsán. E templomokban továbbélt a nemzetségi templomok kéttornyos homlokzati típusa, azzal a különbséggel, hogy csak az egyik torony épült ki teljesen (kassai dóm, Mátyás-templom, brassói Fekete templom). A toronysisakokat rendszerint négy fiatoronnyal alakították ki. A városokban megjelentek a koldulórendek kolostortemplomai is. A kolduló rendek is egységes alapelvek alapján építkeztek. (Egyhajós felépítés, torony a szentély mellett.) Ennek szép példái a kolozsvári Farkas utcai, a Szeged-alsóvárosi ferences templom és a nyírbátori református csarnoktemplom hálóboltozatos terei. A kolduló rendek építkezései általában a városfal mellett zajlottak, így az épületek beletartoztak a város védelmi rendszerébe. A városfalak építését már IV. Béla is elrendelte, de építésük tömegesen Zsigmond 1405. évi rendelete után indult meg. A városfalakat pártázat koronázta, mögötte fából készült védőfolyosók húzódtak (budai, pesti, kolozsvári városfal). A mezővárosok építészete nem volt jelentős, bár a templomépítészet néha megközelítette a szabad királyi városok színvonalát (Miskolc: Avasi templom, Debrecen: Szent András-templom; Gyöngyös és Szombathely ferences templomai). A falusi templomok elrendezése nem változott, megmaradt a kétterű (szentély és hajó) szerkezet. Az épületek méretei megnőttek, a szentélyt sokszög alapú, bordás keresztboltozatot kapott. Torony a nyugati homlokzathoz kapcsolódott. Székelyföldön gyakran erődítésekkel és lőrésekkel látták el (Neszmély, Vörösberény). Az erdélyi szászoknál általános volt a román kori templomok gótikus átalakítása. Írott források a 15. század végéről a polgári művészek mellett mezővárosi és falusi mesterekről kezdenek beszélni. A falvak építészetének páratlan emléke az alsóörsi udvarház.

## Reneszánsz
A 15. század második felében a gótika helyét a reneszánsz kezdte felváltani, a német-francia hatást felváltotta az olasz. A változásokat politikai okok is segítették. Stílusváltozás először a budai székhelyen ment végbe Mátyásnak köszönhetően. A reneszánsz a nemesség és főpapság közvetítésével terjedt el. A magyar reneszánsz három stíluskorszakra osztható.
- kora reneszánsz (1460-1541)
- érett reneszánsz (1506-1570)
- késő reneszánsz (1570-1690 ill. 1750 között)

Jellemző, hogy helyi változatok alakultak ki, és egyes reneszánsz jelenségek párhuzamosan éltek egymás mellett.

### Korai reneszánsz
Az első reneszánsz épületek Mátyás palotái voltak, a budai vár keleti szárnya és annak udvara, a visegrádi palota, a nyéki villa. Stílusuk a toszkán reneszánszt követte. Ekkor alakult ki a homlokzat rendje (félkörívekkel vagy egyenes gerendázatokkal kapcsolt oszlopsorok), ablak és ajtótípusok, dekoratív motívumok, melyek mintaképszerűen hatottak a későbbi építkezésekre. Mátyás építésze a firenzei Chimenti Camicia volt. Budán jelentős kőfaragóműhely alakult ki, a kőfaragók innen ismerték meg az olasz motívumokat és vitték tovább. Mátyás építkezéseit rögtön követték az esztergomi érsekek építkezései (1480-1500), Aragóniai János, Estei Hippolit, Bakócz Tamás Esztergomban építkeztek, Báthory Miklós Nógrádban (1483) és Vácon (1485-95), Báthory András Ecsed várában (1484), Csáktornyai Ernust Zsigmond Zágrábban (1488) és Pécsett (1498), Geréb László erdélyi püspök Gyalu várában (1480-90), Váradi Péter kalocsai érsek Bácson (1490-es évek), Ráskai Balázs Csőváron, Kinizsi Pál Nagyvázsonyban.
A kora reneszánsz második felében az új stílus már nemcsak a Dunántúlon és a jelentősebb központokban tűnt föl, hanem a Szilágyságban, a Csíki-havasokban, Szabolcsban, Biharban, Zemplénben, a Szerémségben. A legtöbb emlék a Mátyás-kori hagyományokat követi: pesti tabernákulumok, nyírbátori faragványok, pécsi töredékek, a siklósi vár részletei, a pécsi Káptalan utca 2. szám homlokzata, a pápai boltozatos kapuátjáró 1515-ből. Erdélyben a toszkán hatás mellett lombard hatást is ki lehet mutatni (Lázói János kápolnája a gyulafehérvári székesegyház északi oldalán).

### Érett és késő reneszánsz

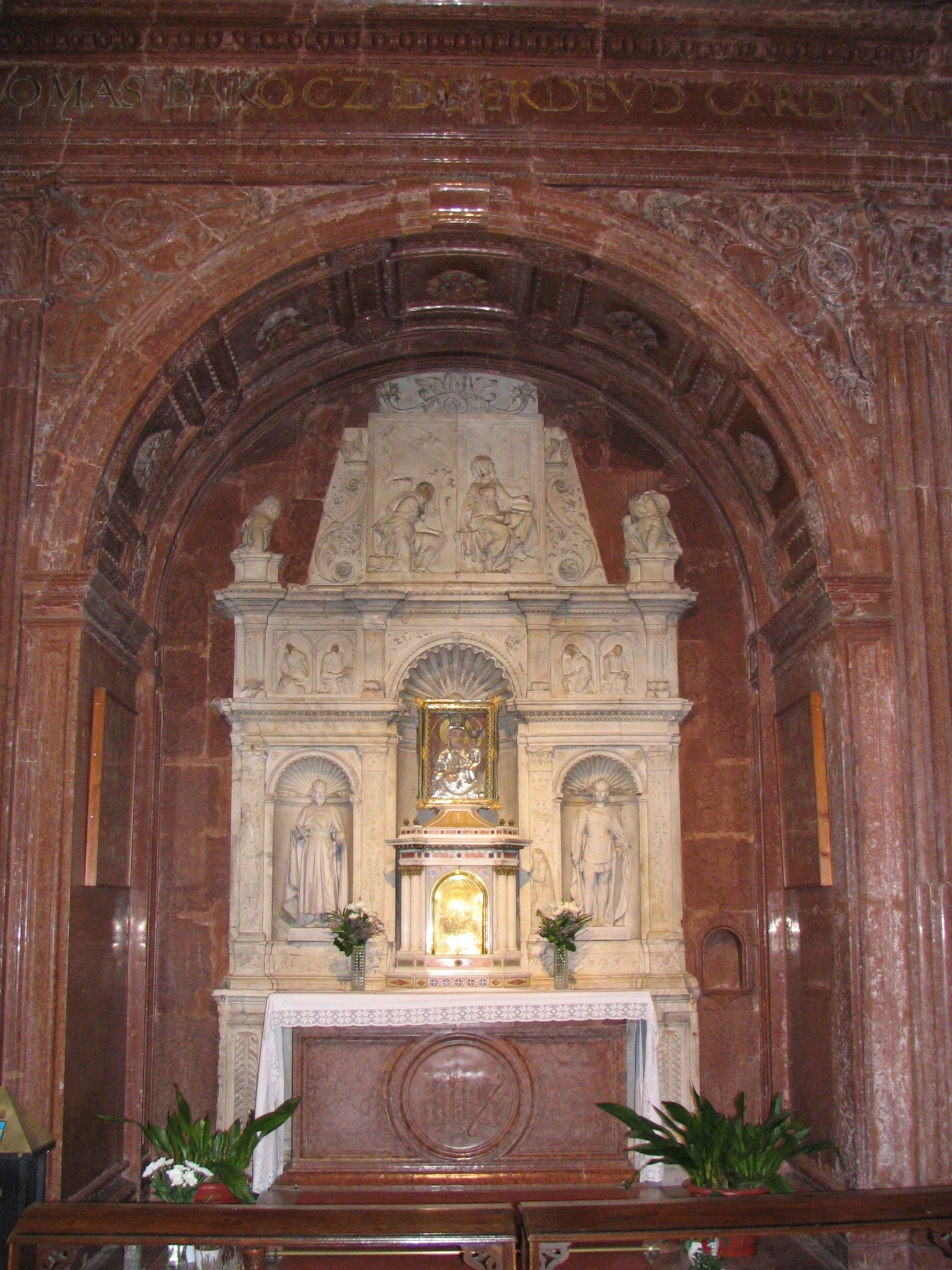
Bakócz-kápolna

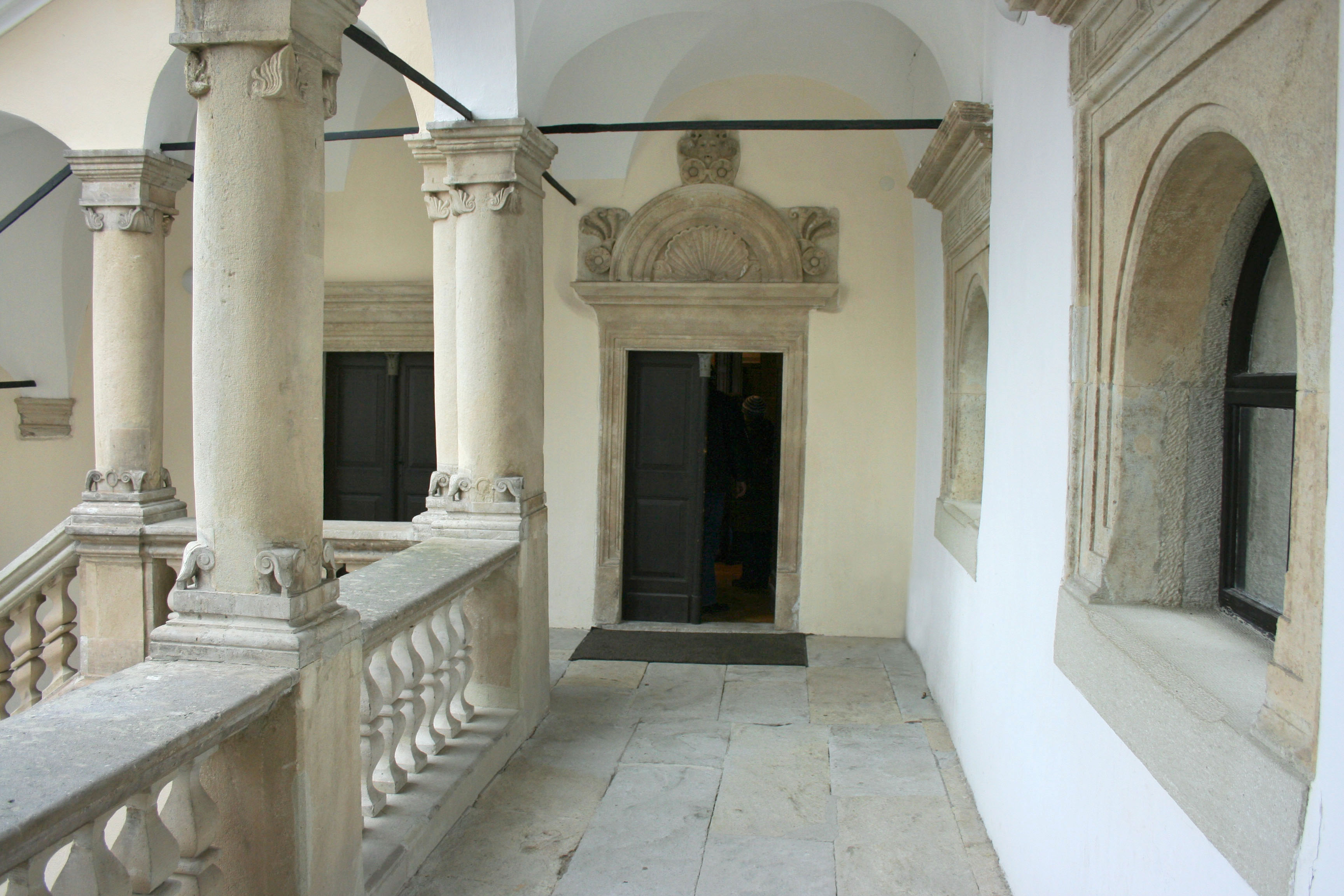
Sárospatak várának egyik gyönyörűen megmaradt része

Az érett reneszánsz jegyei 1506-tól mutathatók ki, mégpedig a Bakócz-kápolna építésétől. A Bakócz-kápolna már a cinquecentóhoz kapcsolódik. Ugyanezt az irányvonalat képviselik Joannes Fiorentinus faragványai és Szathmáry György pécsi érsek tabernákuluma.
A mohácsi vész és Buda eleste után merőben más vonalon haladt tovább az építészet. Az ország megosztottságának megfelelően három művészeti provincia alakult ki, melyeknek formanyelve jól elkülöníthető: Dunántúl, Felvidék, Erdély.
Azonban még mindig olasz hatás uralkodott, 1526-ig toszkán, ezután észak-itáliai, az 1570-80-as évektől a cinquecento szigorúbb formanyelve volt az irányadó, ismét toszkán hatással, különösen Erdélyben, míg a Dunántúlon továbbra is a felsőolasz mintákhoz igazodtak.
A késő reneszánsz idejére a magyaros jelleg meghatározóvá válik, olyan elem, ami tisztán olasz lenne, nincs is, annak ellenére, hogy sok olasz mester dolgozott az országban.

#### Dunántúl

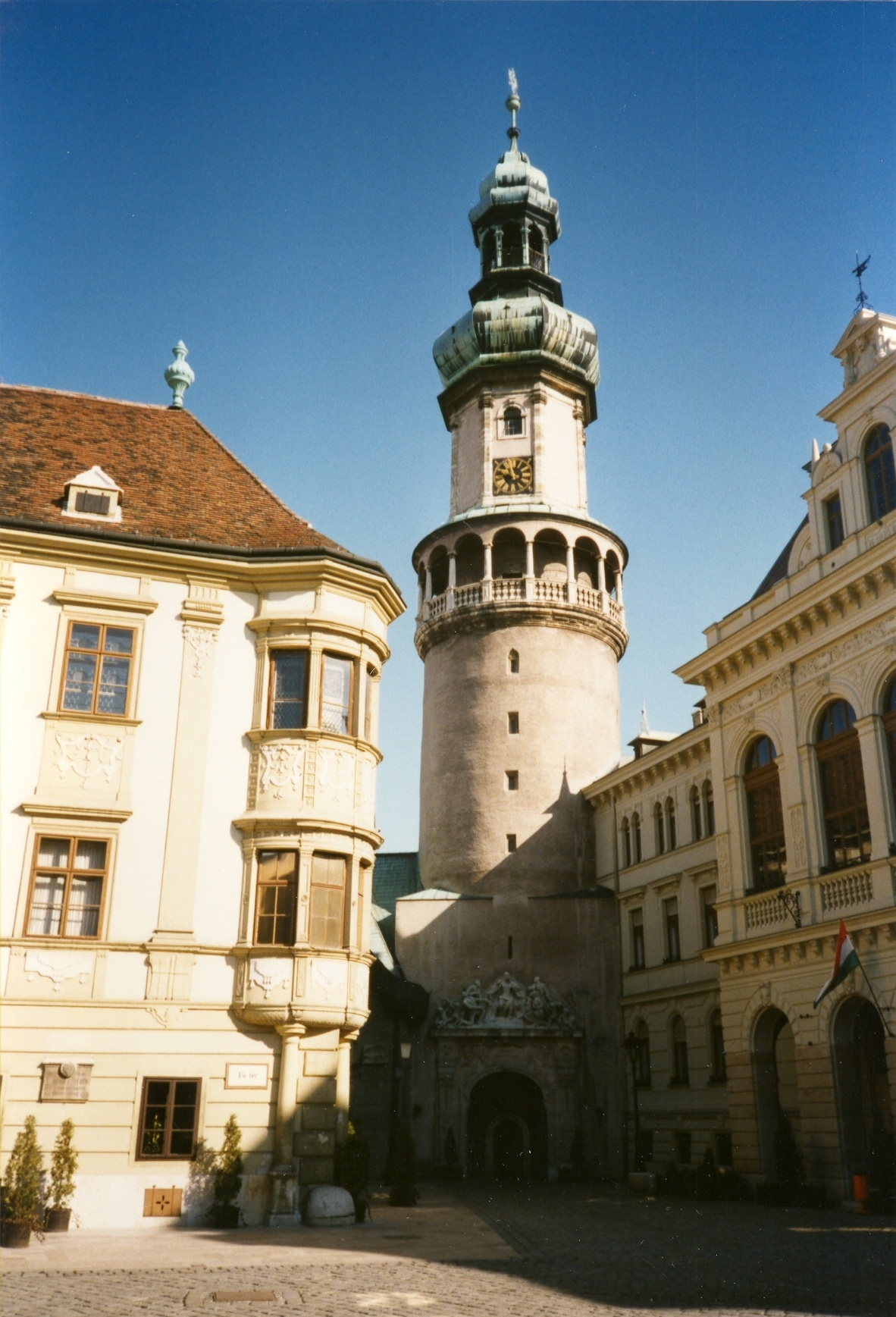
Sopron, Tűztorony

A Dunántúlon éltek legtisztábban az előző korszak hagyományai. Az olasz hadmérnökök meghonosították az olasz bástyás rendszert, és megjelentek a cinquecento formái is. A 16. század első feléig az 1526 előtti művészetet folytatták, a század második felében a kései cinquecento formái honosodtak meg és megjelent a késő reneszánsz is. Új épülettípusok honosodtak meg, ilyen a négyszögletes alaprajzú, árkádos udvarú kastélytípus, mint az elpusztult kanizsai vár, Pietro Ferrabosco műve; és az Egervári várkastély.
A dunántúli késő reneszánsz emlékei főként várkastélyok, mint a sopronkeresztúri, uralkodó formai elem a loggia (soproni tűztorony), amely lakóházakon is megjelent.

#### Felvidék

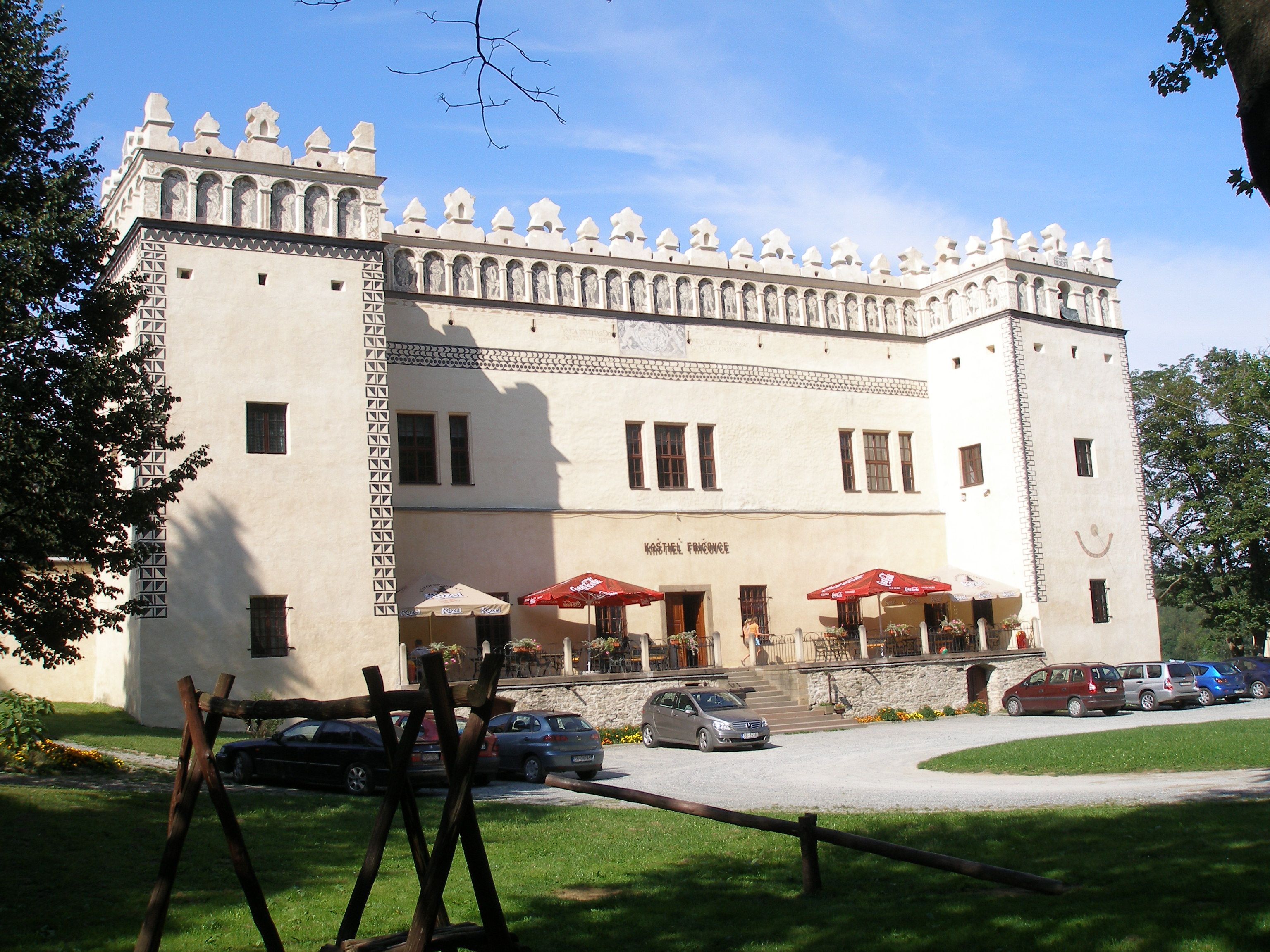
A fricsi kastély

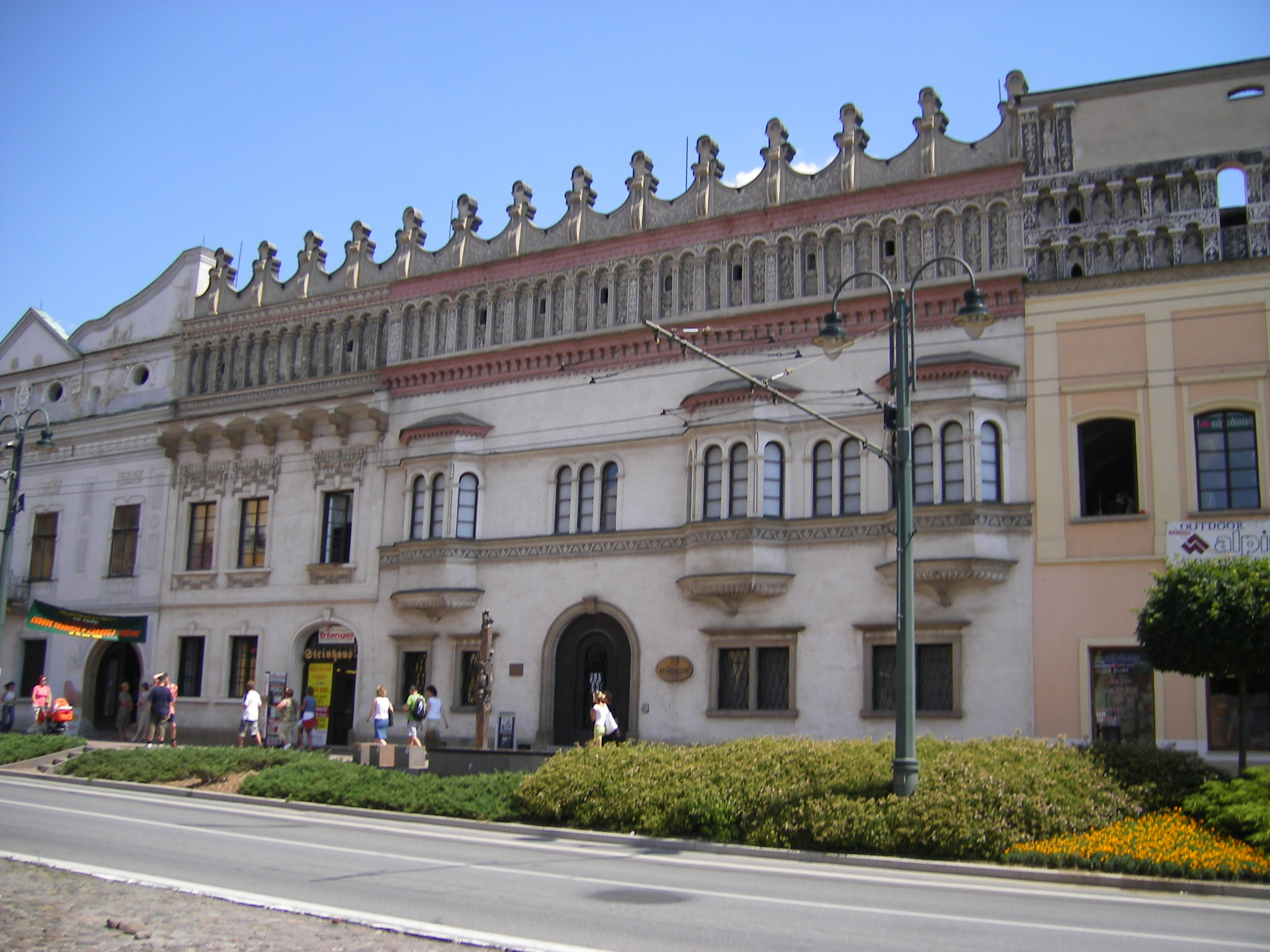
Rákóczi-ház Eperjesen

A sajátos felvidéki stílus felső olasz hatásra alakult ki és rendkívüli változatosságot mutat. A fejlődés kezdetére a sárospataki vár tehető. A Perényiek építkezéseit a 16. század második felében rengeteg építkezés követte, eleinte lombard, majd késő reneszánsz formák érvényesültek (Trencsén vára, 1540; Márkusfalva, 1567; Árva vára, 1561-1611; Besztercebányai városháza, 1564-65; nyitrai vár kapuja, 1582-87; Ugróc vára, 1589; nagybiccsei vár, 1571-1605).
A 17. században a késő reneszánsz uralkodott, s ez a kastélyok felépítésében és formakincsében mutatkozott meg (budatini vár, alsómicsinyei Beniczky-kastély, 1667; kistapolcsányi kastély, 1662; lőcsei és eperjesi házak). Sajátos színfoltot képvisel Szepes és Sáros megye építészete, amit pártázatos reneszánsznak kereszteltek el, és helyi jellege miatt könnyen megkülönböztethető a lengyel, osztrák, cseh pártázatos házaktól. Legszebb emlékei a Thurzók betlenfalvi kastélya (1564), a késmárki harangtorony (1591), szinyei templomtorony (1628), a késmárki Thököly-vár, a fricsi kastély (1623-30), illetve számos lőcsei és eperjesi ház.

#### Erdély

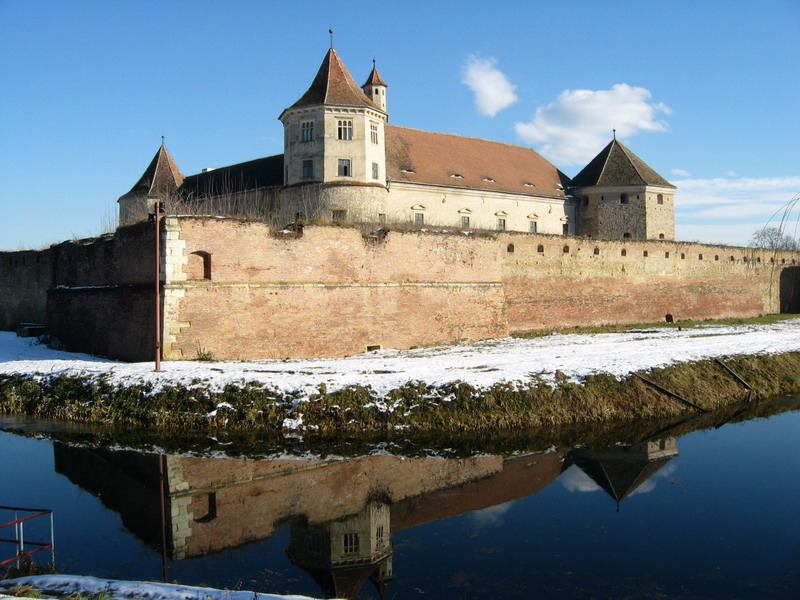
A fogarasi vár

Itt alakult ki a reneszánsz legsajátosabb arculata, mely olasz minták után alakult ki a fejedelmi központ irányítása alatt. A mecenatúra fokozta az építési kedvet. A cinquecento kb 1530-70 között éreztette hatását, ebből a korból való a szamosújvári vár, Adrianus Wolphard humanista kolozsvári lakóháza, az alvinci Bethlen-kastély déli szárnya, a szentbenedeki Ókastély.
A 16. század második felétől számítják a késő reneszánszt, mely várépítésekkel indult (nagyváradi vár, fogarasi várkastély, szilágysomlyói vár, Kokas István kolozsvári háza). Kialakult a kolozsvári kőfaragó iskola, mely egész Erdély területén teljesített megrendeléseket és működése 150 éven át nyomon követhető.
A 17. századi építészet egybeesik Erdély virágkorával, hatalmas várépítkezések, fejedelmi paloták épültek, melyek mintaként is szolgáltak (váradi ötszögletes belső várkastély, aranyosmeggyesi Lónyay-várkastély, radnóti és borosjenői vár).
A 17. század második felében az országos jelentőségű építkezések megálltak, várak helyett kastélyok épültek, mint a bethlenszentmiklósi, mely Bethlen Miklós író saját tervei alapján készült. A 17. század végén keletkezett az erdélyi virágos reneszánsz, mely elsősorban dekorativitásban nyilvánult meg, virágkorában a 18. századra esik és legteljesebben Sipos Dávid kidei kőfaragó munkásságban jelent meg.

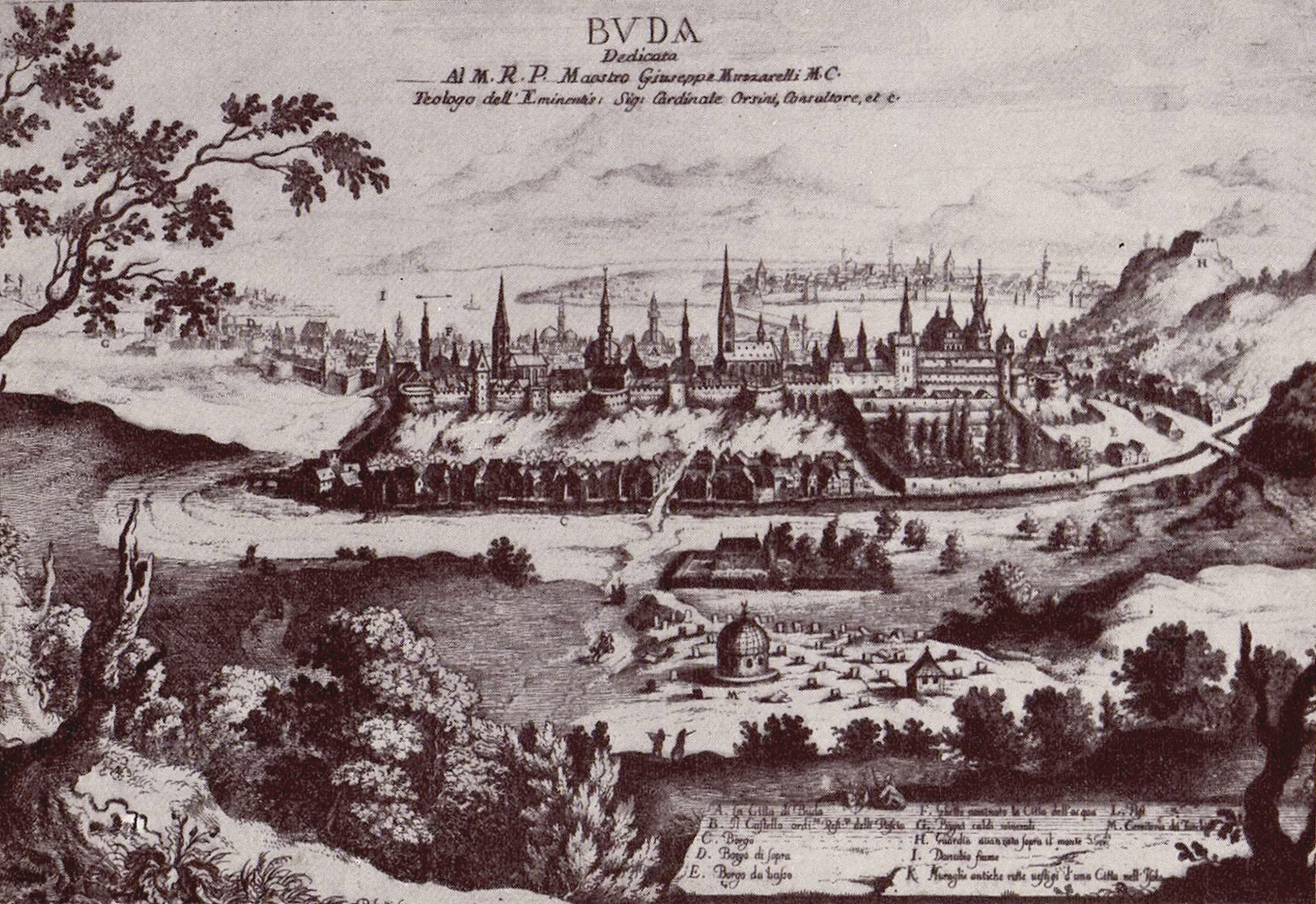
id. Math. Merian: Buda a 17. században

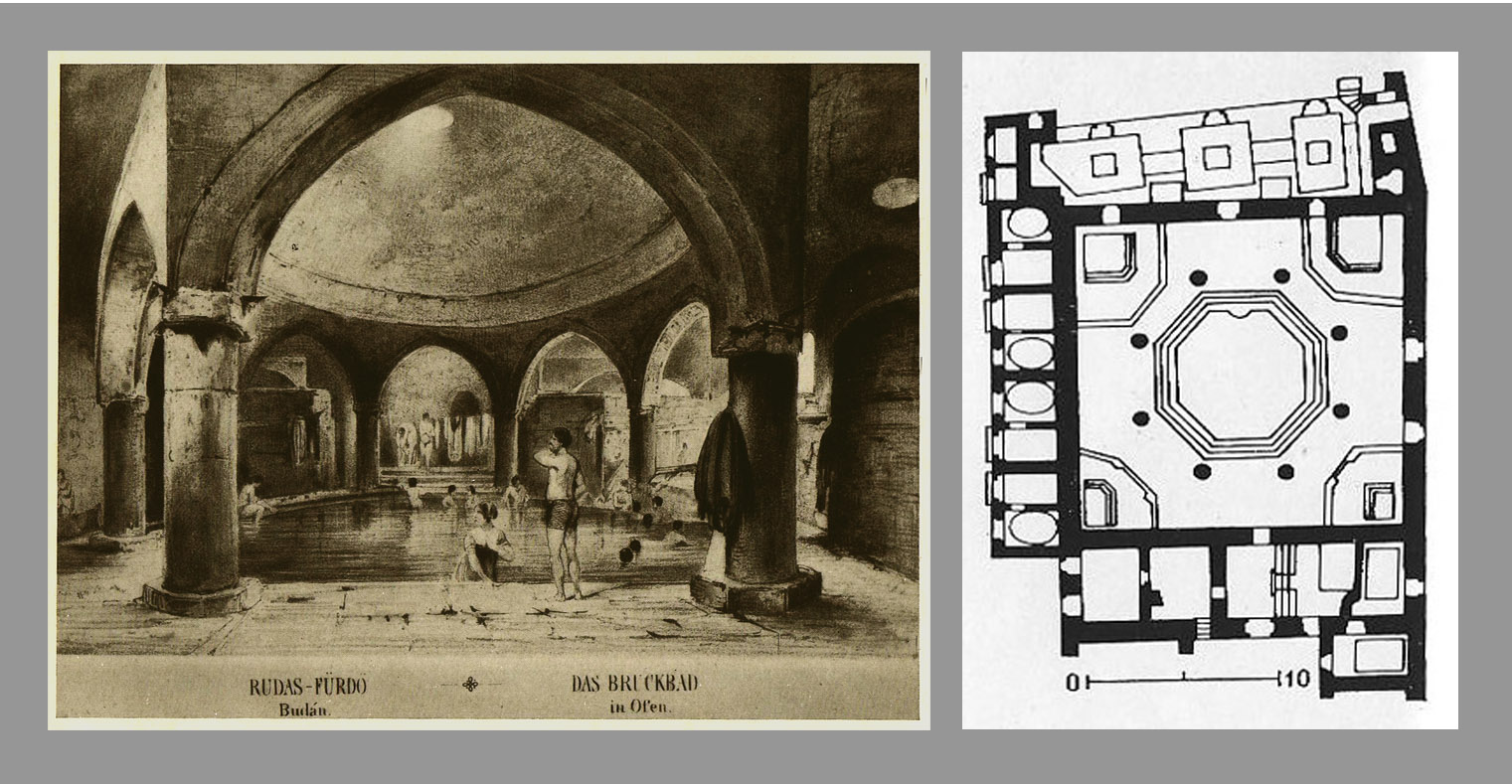
A Rudas gyógyfürdő

## Magyarországi török-iszlám építészet
Spanyolországon kívül alig van olyan európai ország, melyben muszlim emlékek egészítik ki az építészeti stílusok sorát. Ezért kívánnak különös figyelmet azok a művészi szintű – bár egyébként kimagasló értéket nem képviselő – török kori alkotások, amelyekkel Magyarországon még találkozni lehet. A magyar művészettörténetek zömmel mellőzik, vagy csak éppen – különösebb áttekintés nélkül – érintik a megszálló törökség emlékeit.
A törökök csak ott építettek, ahol megfelelő, felhasználható régi épület nem állt rendelkezésre, vagy kultúrájukból eredő új építménytípus létesítésére volt szükség. Ez mennyiségileg nem volt sok. Mégis – a korabeli városképek és metszetek tanúsága szerint – egyes városi sziluettek teljesen megváltoztak. Pest, Buda, Eger, Vác, Pécs, Temesvár XVII. századi ábrázolásain az erősen kihangsúlyozott kupolák és karcsú minaretek mozgalmas körvonalaival, a nyugatitól merőben eltérő, orientális ízű városképek keletkeztek.

## Barokk
A magyarországi barokk művészet sokáig együtt élt késő reneszánsszal. Az európai áramlatokkal jött be és először az irodalomban honosodott meg Pázmány Péter munkássága nyomán. Terjedésében tendencia nyugatról keletre mutatható ki, a török kiűzése után pedig az ország egész területén meghonosodott.

### Korai barokk

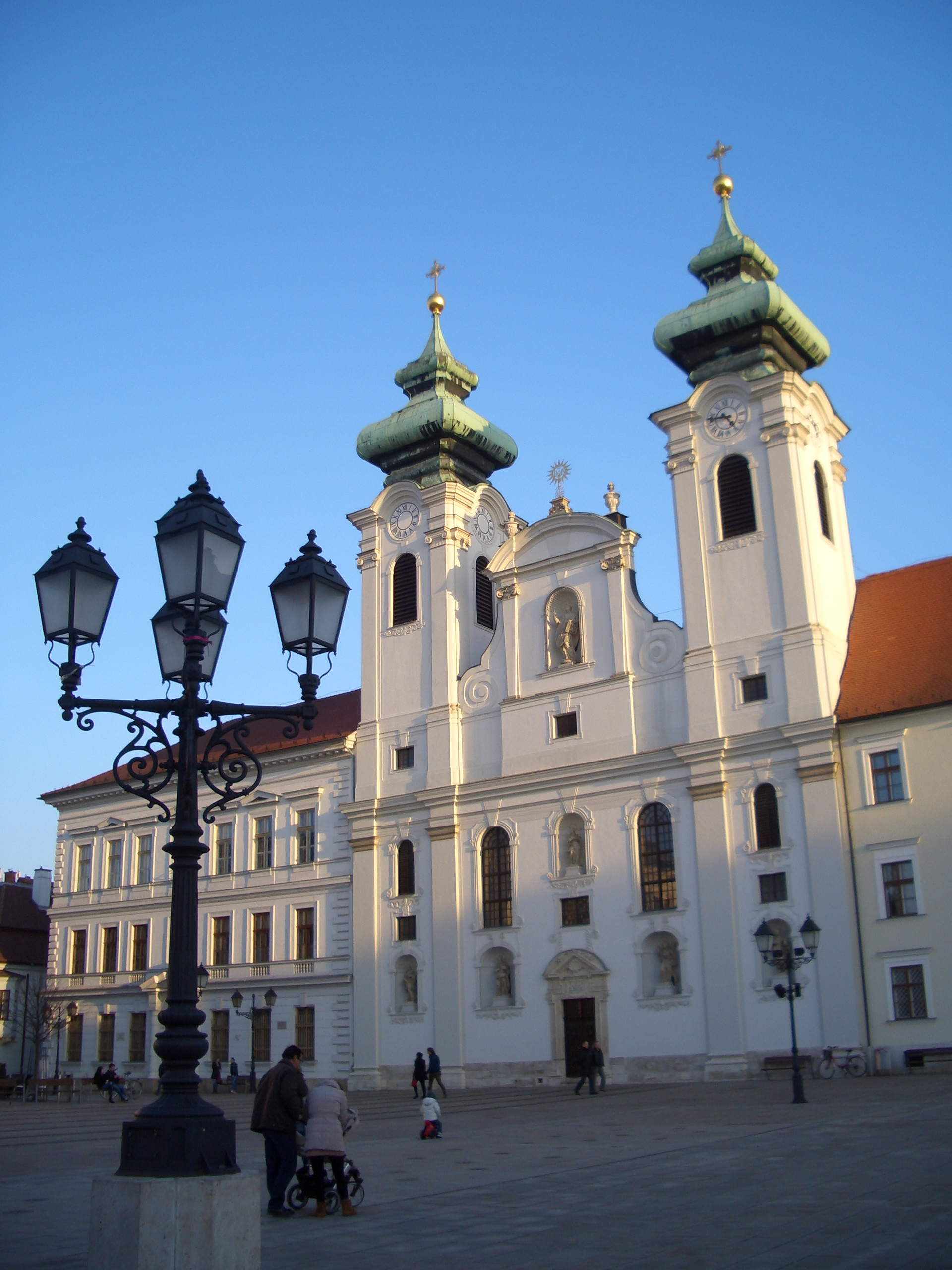
A győri Szent Ignác-templom

A 17. század építészetének szellemi hátterében az ellenreformáció állt. A katolikus főpapság és az arisztokrácia igényeit kielégítő munkálatok az 1620-as években indultak meg. A magyarországi barokk építészet első emléke a Spazzo által tervezett nagyszombati volt jezsuita templom. Elrendezésében a jezsuiták fő templomát, a római Il Gesùt követi. A jezsuiták nyomán meginduló építkezések emlékei a győri Szent Ignác-templom és a bazilika is, a soproni Szent György-templom átépítése valamint a kassai volt jezsuita templom is. A korszak építészei általában olasz mesterek voltak, mint Carlone (1616-1667), Martinelli (1684-1747). A magyar barokk templomépítészetre a hangsúlyos tornyok és kapuk, ablakokkal megvilágított, oldalkápolnákkal tagolt középhajó jellemző.
A várépítészet az előző század hagyományait követte (Márkusfalva, Rohonc, Sopronkeresztúr). Az első barokk kastélyt Esterházy Pál nádor emeltette Kismartonban Carlone olasz építésszel. A kastélyépítészet azonban csak a török harcok után bontakozott ki. Elsőként Savoyai Jenő ráckevei kastélya (1700-1702) épült fel Johann Lukas von Hildebrandt tervei szerint. U alakú alaprajza, mely a díszudvart (franciaudvar) fogja közre, teljesen eltér a korábbi kastélytípusoktól. A kastélyépítészet fő vonala mégsem ezt, hanem a francia mintát követte a 18. század húszas-harmincas éveitől.

### 18. század

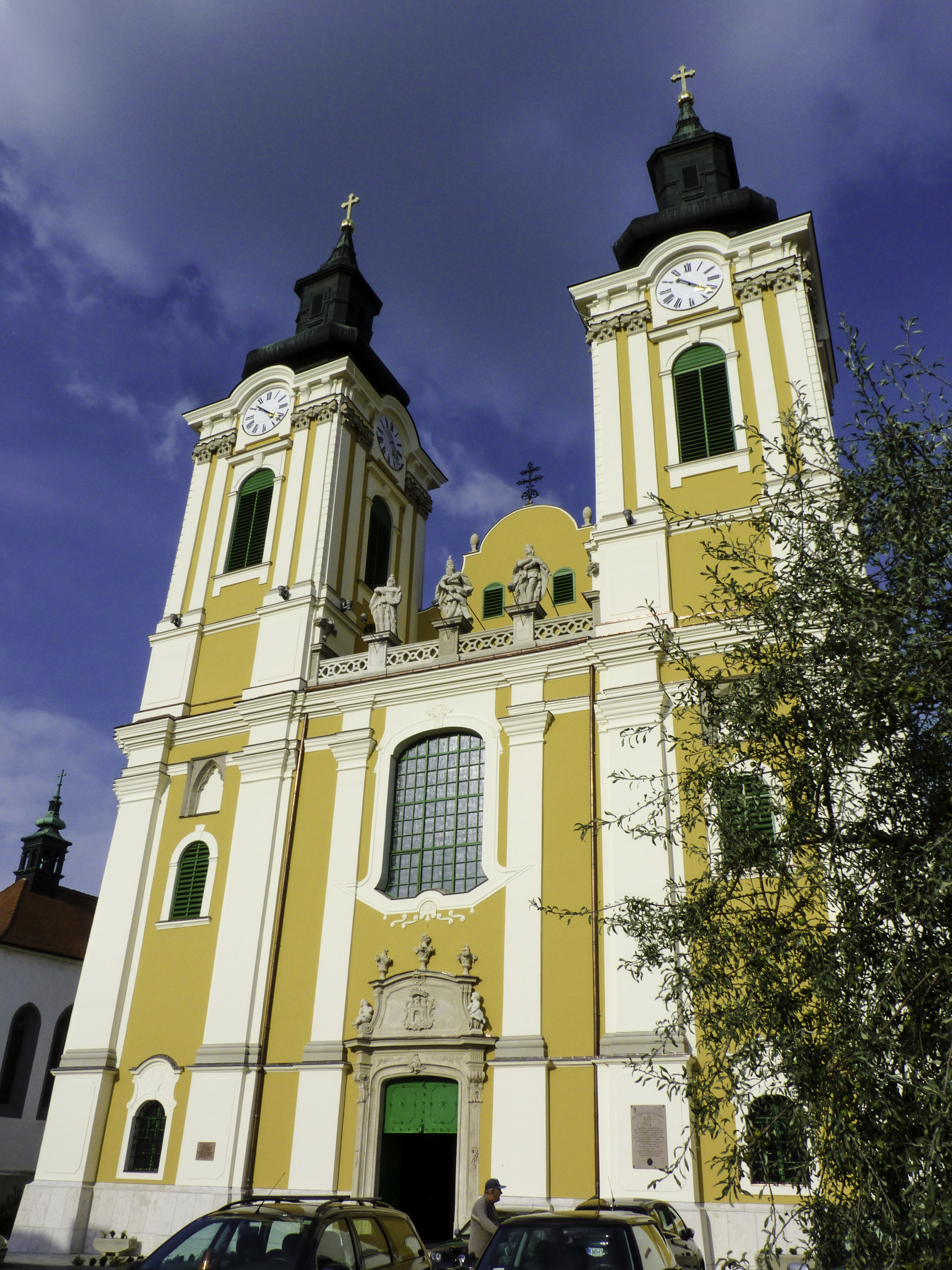
A székesfehérvári Szent István-bazilika

Kezdetben a világi építészetet elnyomták az egyházi építkezések, mint a győri karmelita templom, a trencséni jezsuita templom és rezidencia, a pesti pálos templom (egyetemi templom) stb. Ekkor épültek továbbá az újratelepülő Alföld templomainak nagy része is, ahol lehetett, a korábbi templomok maradványain (Kiskunfélegyháza, Kecskemét). A barokk világi építészet fénykorára végül a 18. század második felében került sor. Mária Terézia kívánságára kezdődött meg a budai királyi palota újjáépítése Jadot (1710-1797), Oracsek Ignác (1750-1770-ig működött) és Franz Anton Hillebrandt (1719-1797) közreműködésével. Egyházi pénzekből épültek püspöki paloták többek között Nagyváradon, Vácott, Szombathelyen, Székesfehérvárott és Kalocsán.
Az érett barokk alatt épült templomok legismertebbjeinek közé tartozik többek között a Franz Anton Pilgram tervezte jászói templom, az egri minorita templom és a budai Szent Anna-templom is. 1756-ra épült fel a székesfehérvári ciszterci templom, melynek sekrestyéjében Magyarország legértékesebb rokokó bútorzata található. Ugyanitt 1771-re készült el a Mária Terézia királynő által újjáépíttetett, rendkívül gazdag Szent István-bazilika, mely 1777-től a Székesfehérvári egyházmegye székesegyháza lett. Az egyházi építkezéseken főként délnémet hatás mutatható ki, míg a világi építészetben a francia hatás erősödött, ez jól látható a versailles-i kastély pompáját idéző fertődi Esterházy-kastélyon, melyen már a rokokó is jelentkezik. A magyarországi késő barokk kastélyépítészet egyik legkimagaslóbb és legszebb példája gödöllői Grassalkovich-kastély. A kastély hatását jól mutatja, hogy azóta a Grassalkovich-kastélystílusról is szokás beszélni, amely többek között hatott a városi főúri palotákra is. Barokk lakóházak Egerben, a budai várban, Sopronban és a veszprémi várban maradtak meg szép számmal. Az építők ekkor már javarészt magyar mesterek voltak. A barokk ekkor kezdett hatni a falusi építészetre is, kialakult a népies jellegű parasztbarokk. A kései barokk copf stílusba való hajlását Hefele Menyhért és Fellner Jakab alkotásai tükrözik, ilyen például a veszprémi Érseki palota, a szombathelyi székesegyház és püspöki palota, a székesfehérvári püspöki palota, a pápai nagytemplom vagy az egri líceum is. A klasszicizmusra jellemző elemek, mint a timpanon és a jón oszlop alkalmazása ekkor kezdtek elterjedni.

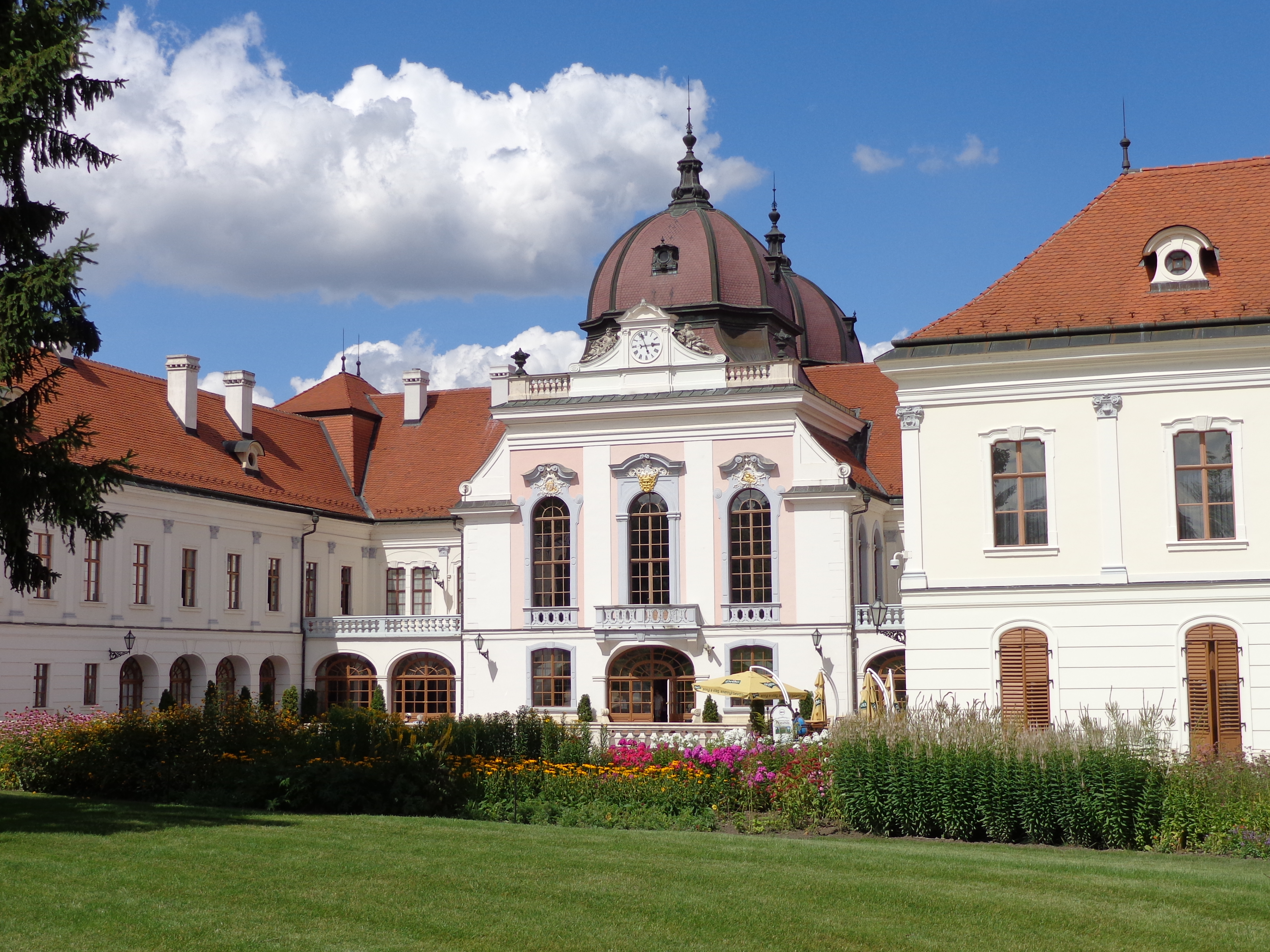
A Grassalkovich-kastély
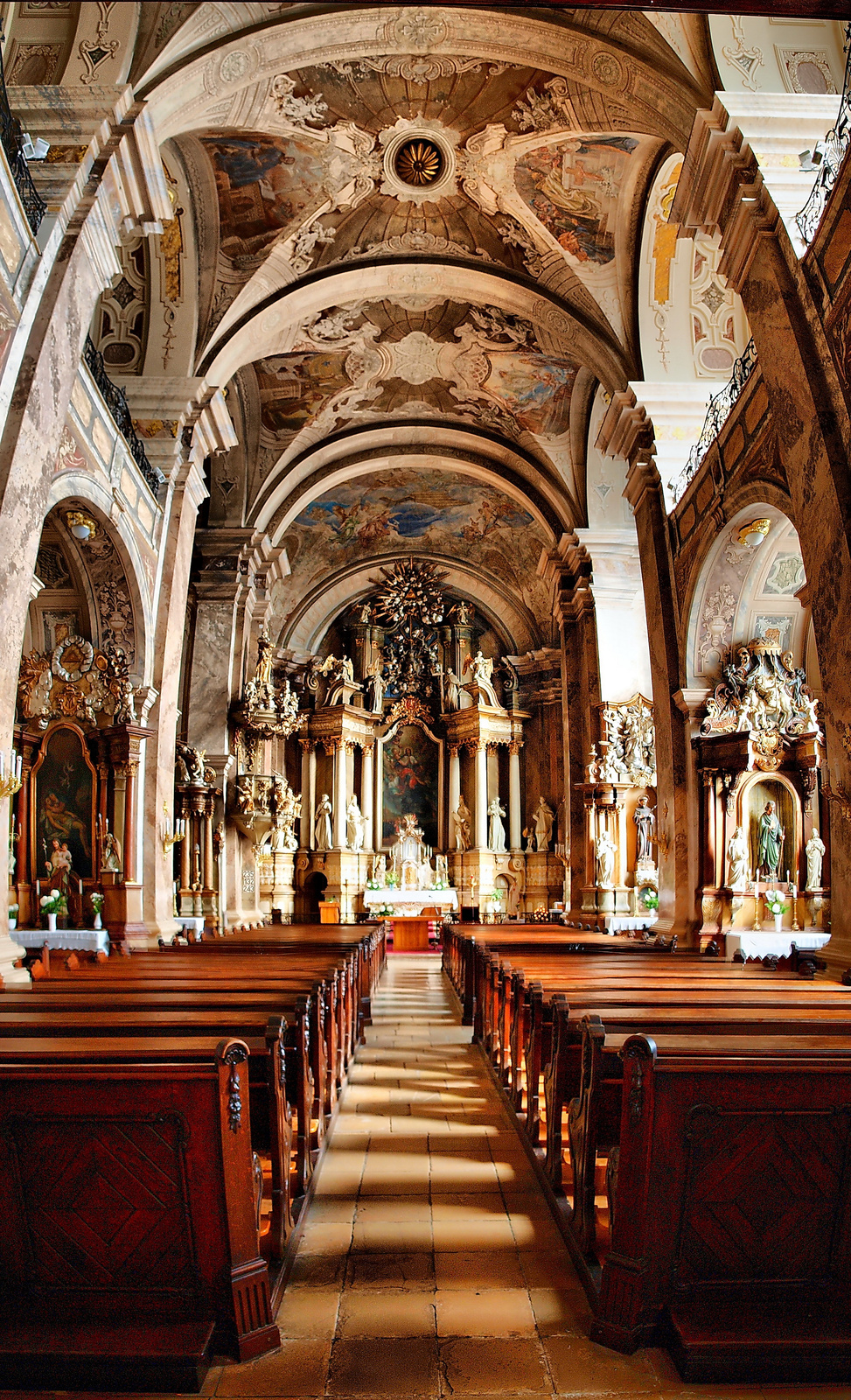
A székesfehérvári Szent Imre-templom belseje
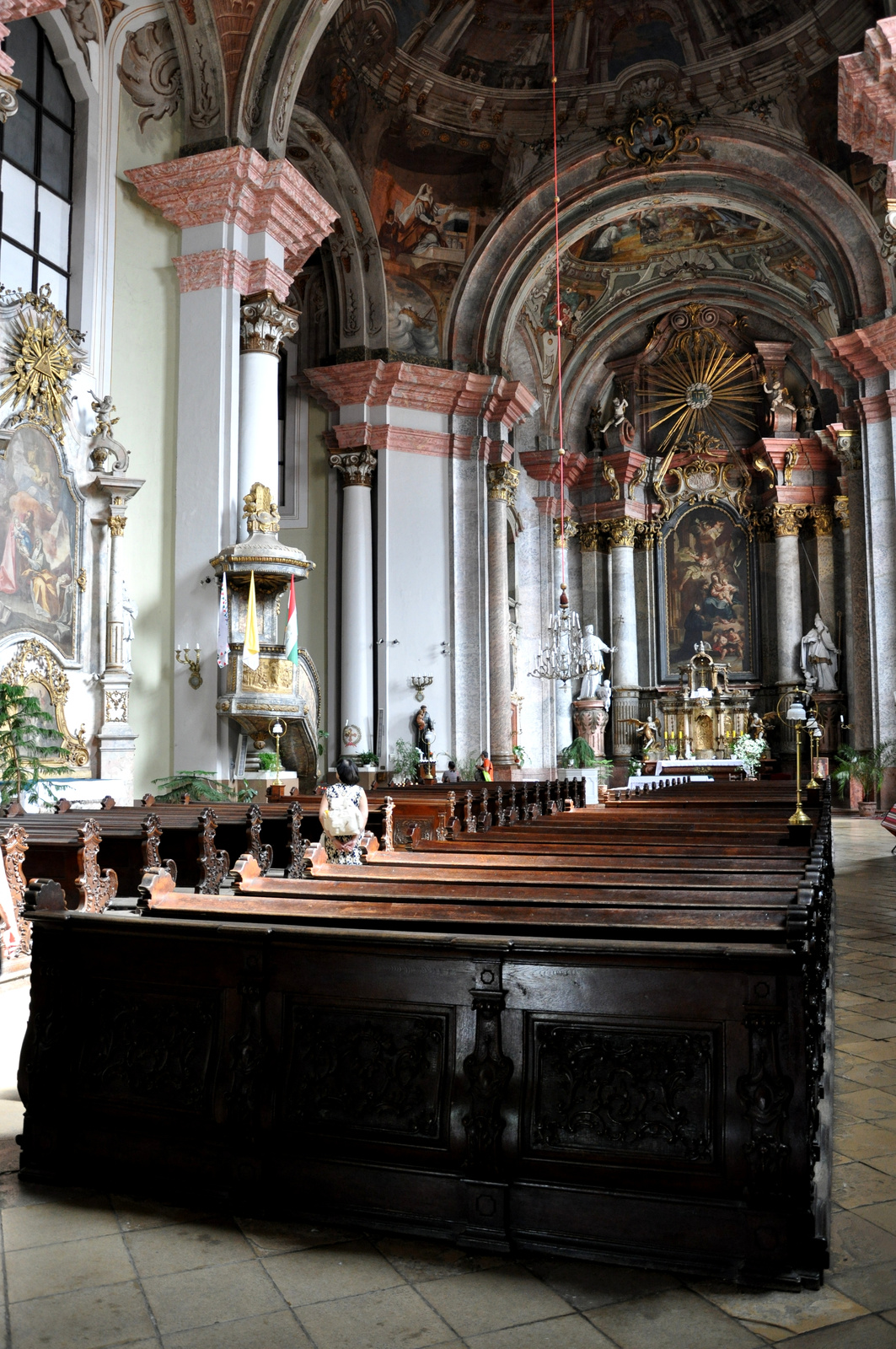
Az egri minorita templom belső tere
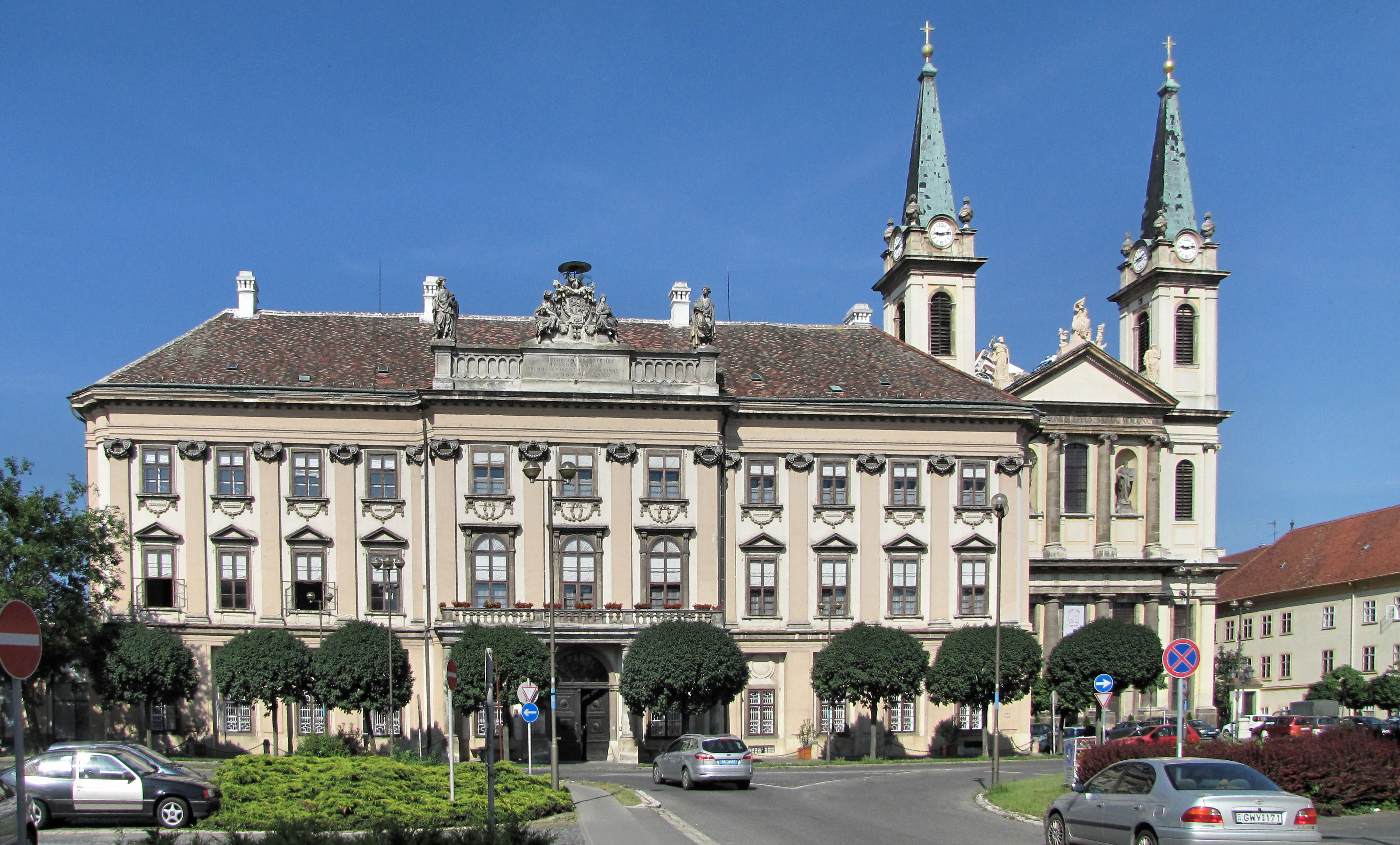
A szombathelyi püspöki palota és a székesegyház
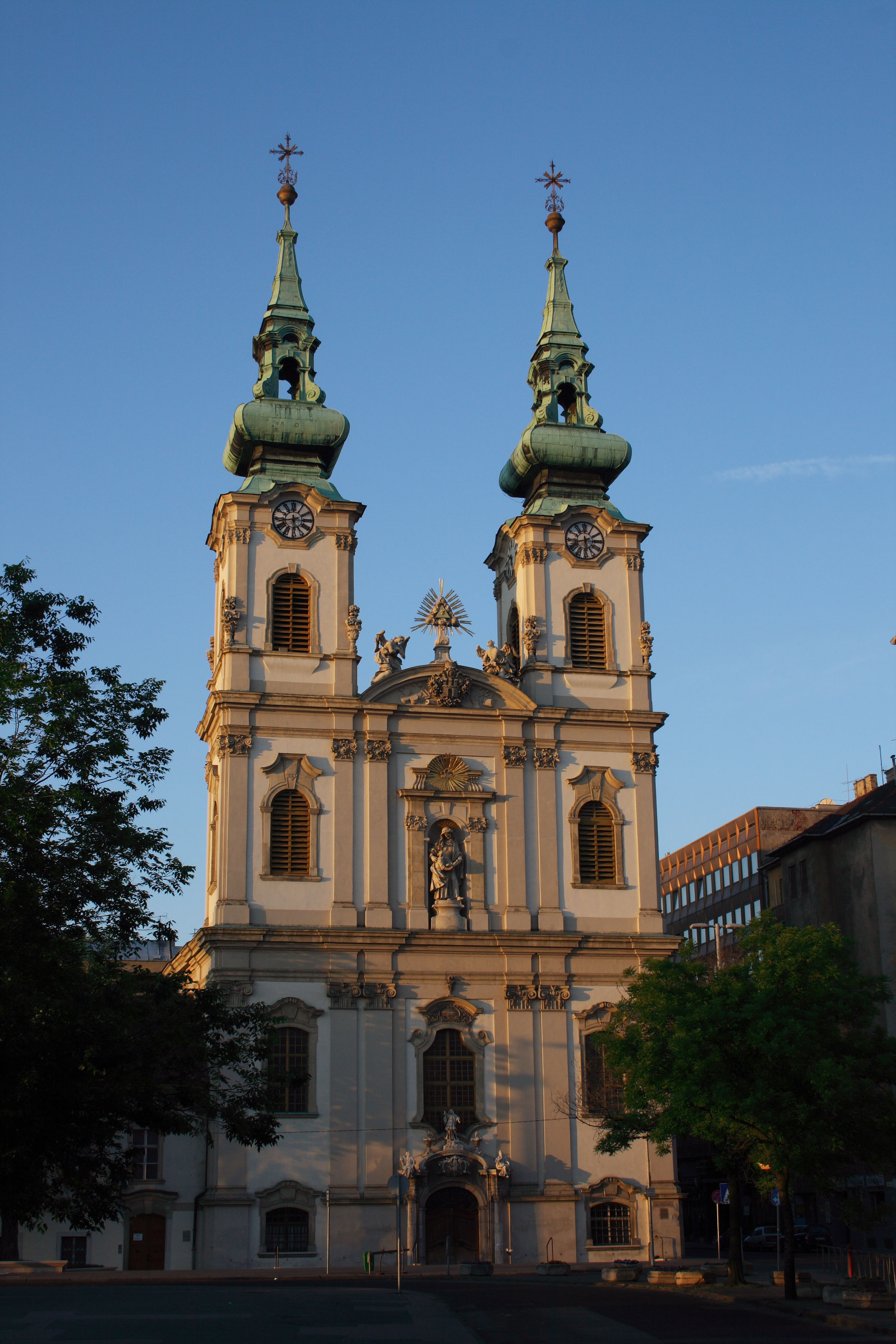
A budapesti Szent Anna-templom
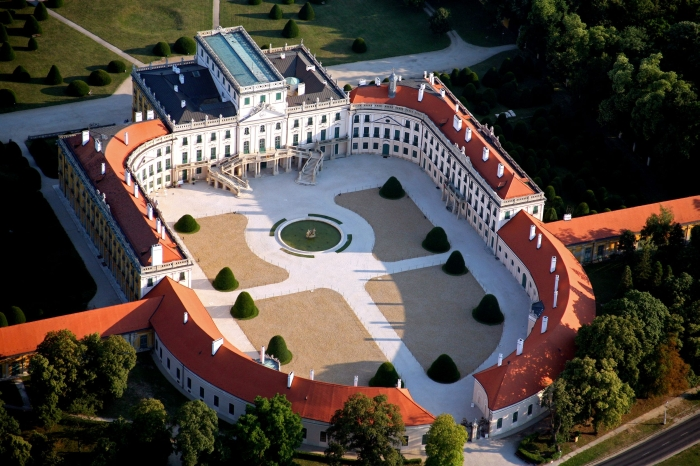
A fertődi kastély

## A 19. században

### A század első felében
Lásd még: a Klasszicista építészet Magyarországon és a Romantikus építészet Magyarországon cikkeket
A 19. század első felének magyar építészetét a sajátos nemzeti változatot öltő klasszicizmus szabta meg. A formálódó nemzeti öntudat ebben a stílusban öltött testet. Kazinczy Ferenc munkássága nyomán terjedt el és vált a táblabíróvilág kedvelt stílusává. Miután megindult Pest várossá fejlődése, 1808-ban József nádor létrehozta a Szépítő Bizottságot. Az 1857-ig működő Bizottság biztosította az új építkezések városépítészeti szempontból átgondolt jellegét és a stílusegységet, ezzel elősegítve a klasszicizmus polgári szemléletűvé válását. Az épületeket puritanizmus, józanság, mértékletes formamegoldás jellemezte. Kúriák, sorházak, középületek emelése kezdődött meg. Az első nagyobb jelentőségű épület a Péchy Mihály (1755-1819) tervezte debreceni Nagytemplom. A reformkor előtti évtizedekben két vezető mester vette át a helyét, Pollack Mihály (1773-1855) és Hild József (1789-1867). A vezető szerepet ők játszották a reformkorban is. Pollack első önálló alkotása a Deák téri evangélikus templom volt, majd számos palotát, kastélyt tervezett. Fő műve a magyar klasszicizmus európai viszonylatban is jelentős helyet betöltő Magyar Nemzeti Múzeum épülete. Hild működése a kialakuló főváros klasszicista arculatát szabta meg (Lloyd-palota, Tänzer-ház), emellett egyházi megrendeléseket is teljesített (egri főszékesegyház). A kisebb mesterek közül ifj. Zitterbarth Mátyás (1803-1867), Kasselik Ferenc (1795-1884), Hofrichter József (1779-1835) pesti építkezései jelentősebbek. Pest és Buda mellett a klasszicista építkezések fő központja Esztergom volt. Itt épült a Bazilika, kezdetben Packh János (1796-1839) tervei alapján, melyet végül Hild József fejezett be. Az ország egész területén épültek klasszicista házak, olykor provinciális jelleggel.
A 19. század közepétől kezdve érezteti hatását a romantika, amely már keleties elemeket is használt. Vezető mestere Feszl Frigyes (1821-1884) lett. Ő kísérelte meg először létrehozni a magyar nemzeti építészetet, mór és bizánci elemeket is felhasználva. Fő műve a Pesti Vigadó lett, ami egyben az európai romantika kiemelkedő alkotása is.

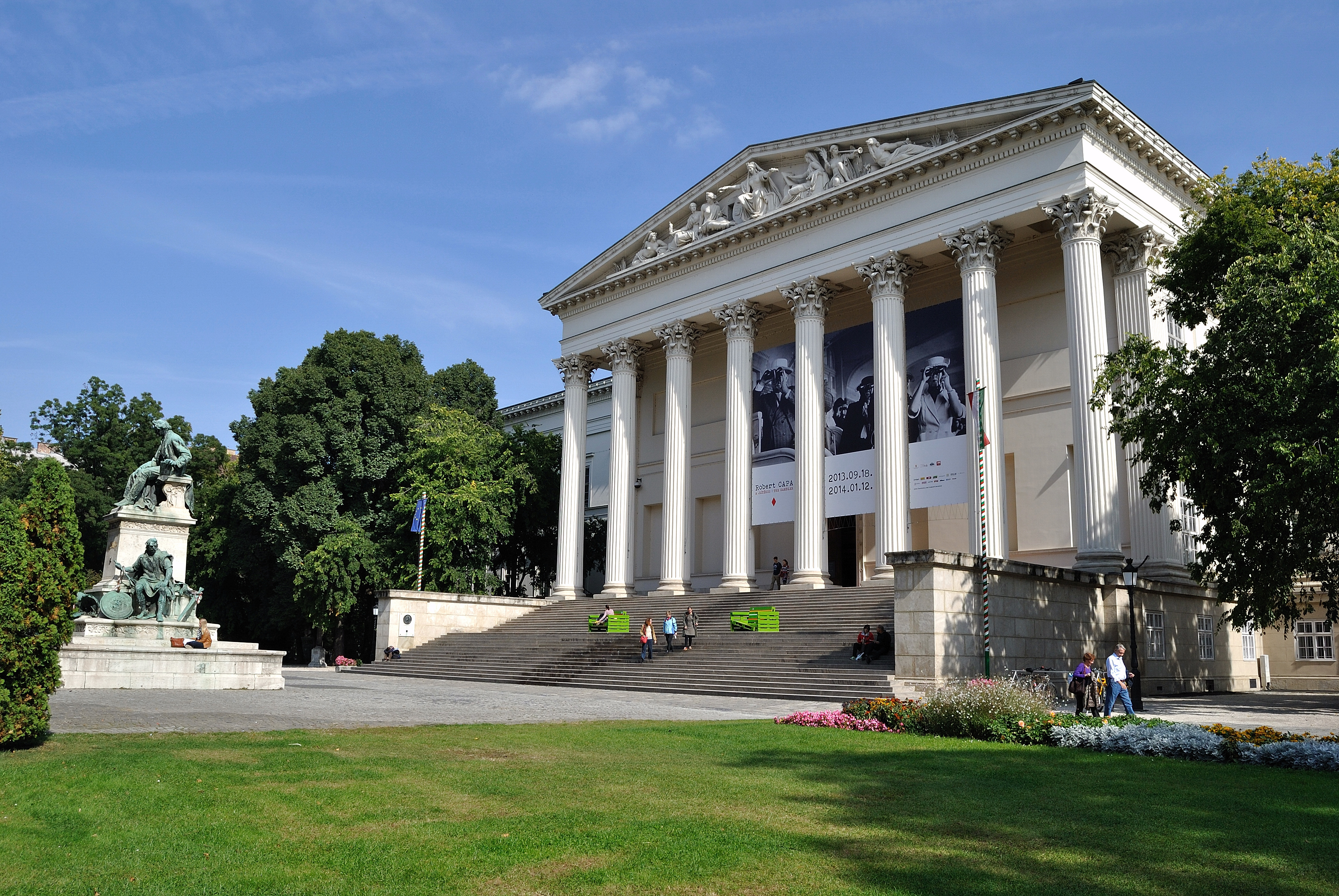
A Pollack Mihály tervezte Magyar Nemzeti Múzeum klasszicista főhomlokzata (1837 – 1847)
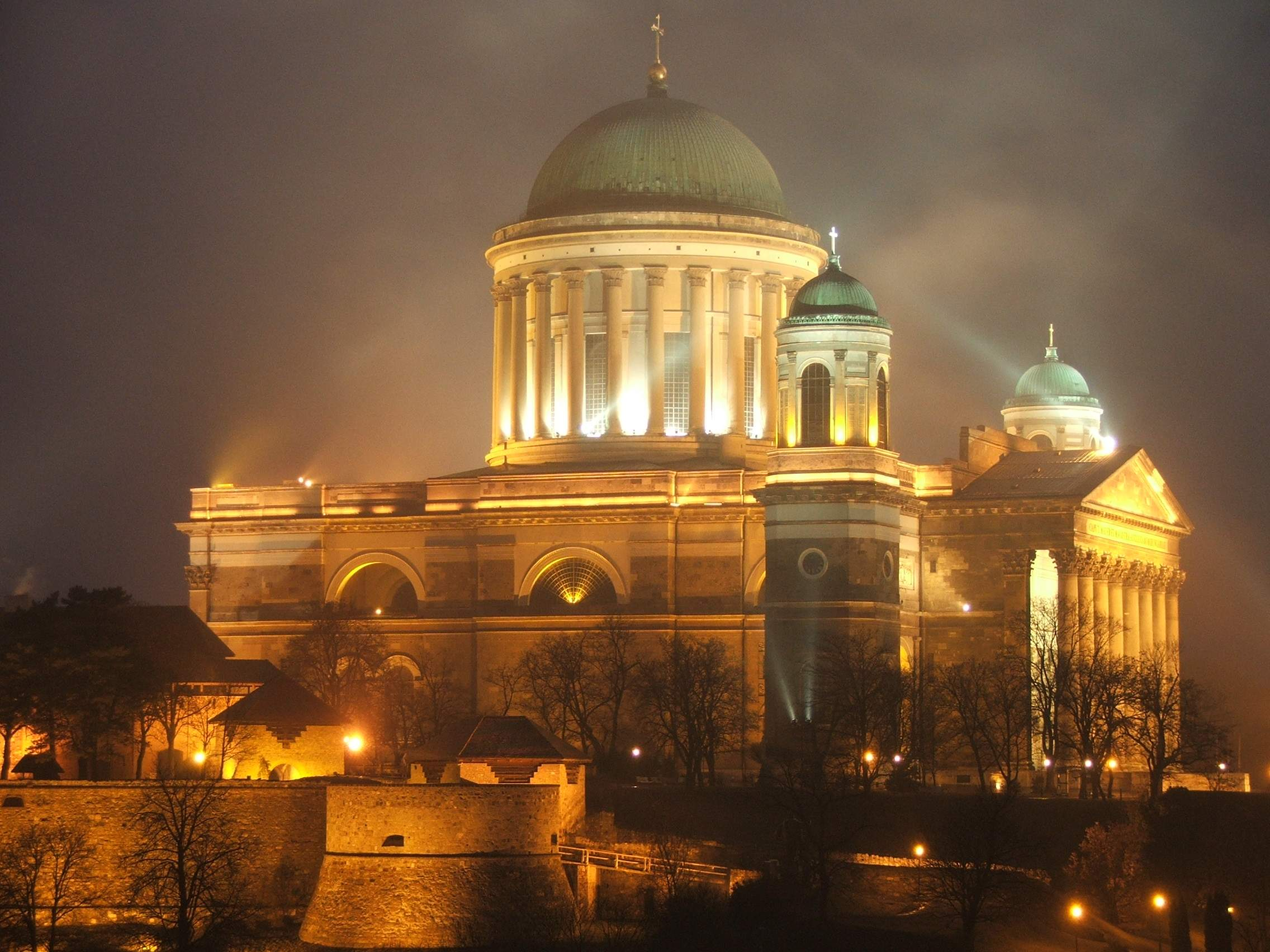
A négy építész, köztük Packh János és Hild József tervei alapján épült esztergomi bazilika éjszakai látványa (1822 – 1869)
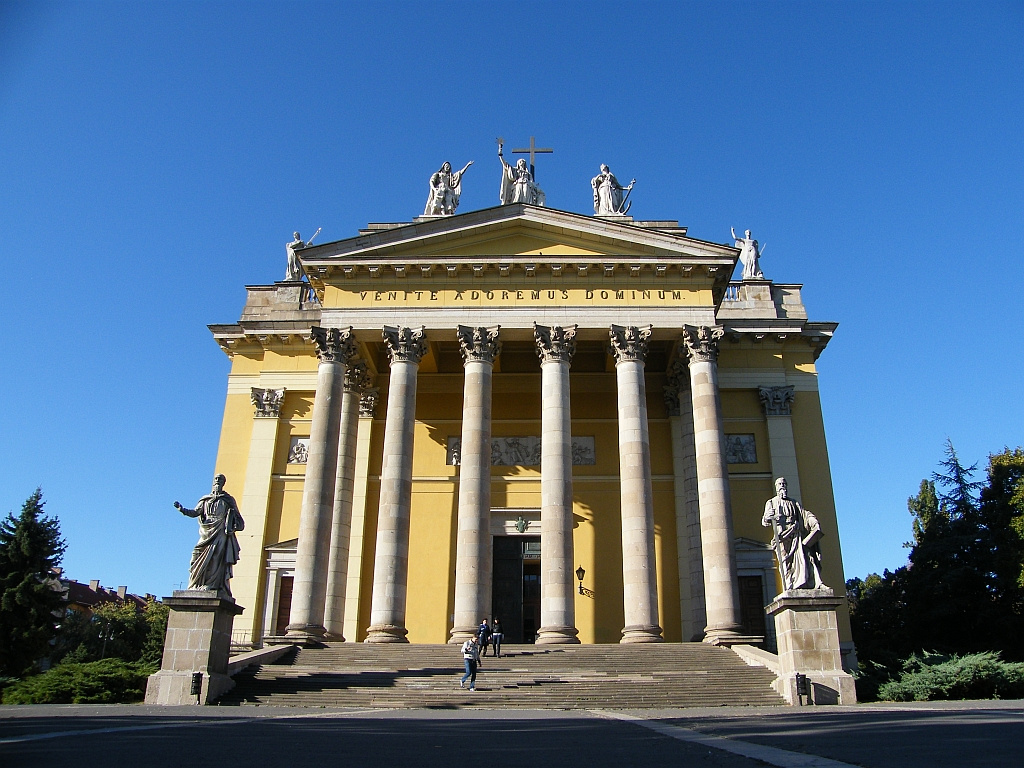
A klasszicista stílusban megépült egri főszékesegyház (1831 – 1836)
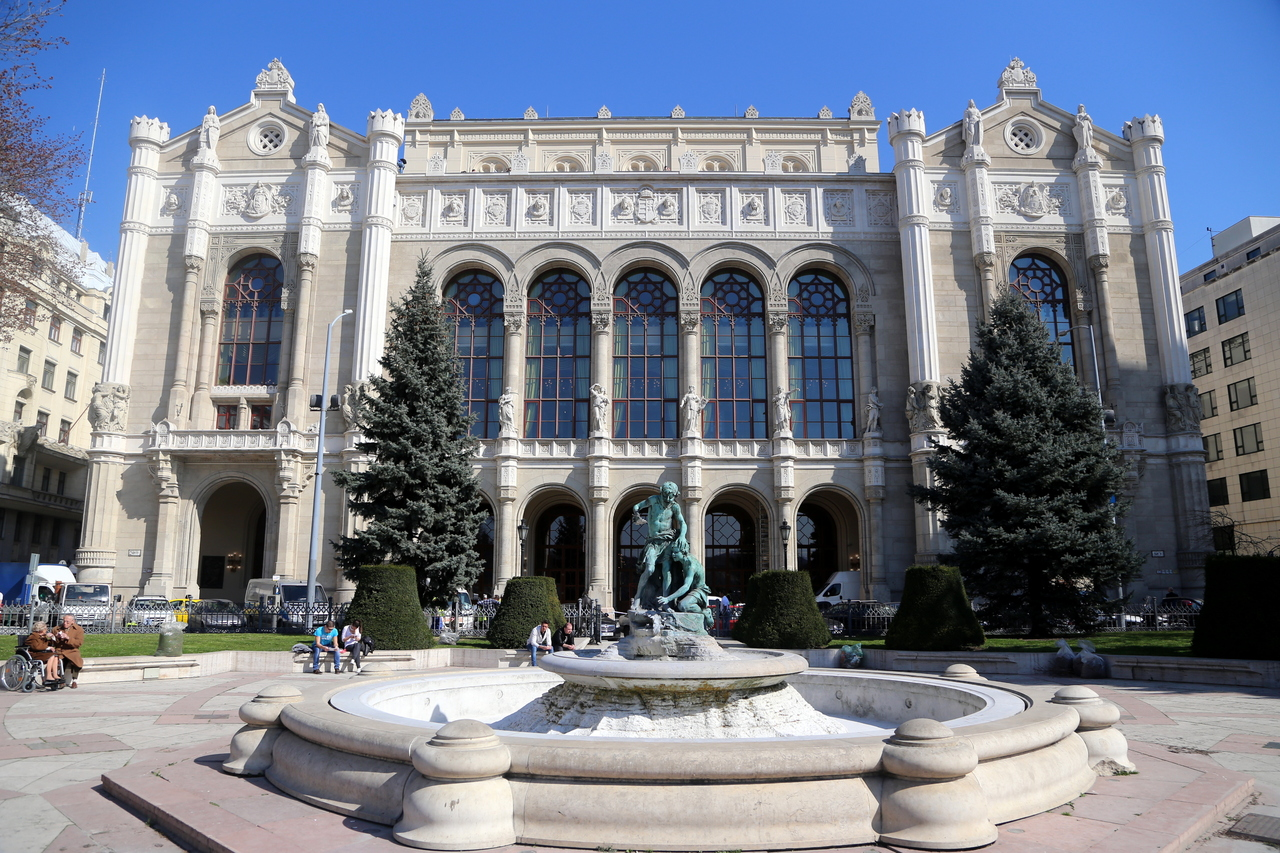
A magyar romantika legkiemelkedőbb alkotásának számító Pesti Vigadó (1859 – 1865)

### A dualizmus kora
Bővebben: Historizáló építészet Magyarországon és Szecessziós építészet Magyarországon
A romantikából indult ki a század második felének legjelentősebb építésze, Ybl Miklós (1814-1891). Az ő hatása azonban inkább a historizmus elterjesztésében mutatkozott meg. 1860 után jelentkeztek a historizáló törekvések, elsőként a neoreneszánsz (Ybl: Várkertbazár, Opera, Vámház; Petschacher Gusztáv és Hauszmann Alajos). Schulek Frigyes (1841-1919) és Steindl Imre (1839-1902) a gótika és romanika stílusának feltámasztásával foglalkoztak (Halászbástya, Országház). A századfordulón a különféle eklektikus és neobarokk bérpaloták szabták meg a városképeket.
Lechner Ödön a historizáló törekvésekkel helyezkedett szembe. Nemzeti építészetet akart létrehozni, ezért önálló formakincs létrehozására törekedett. A magyar nép keleti örökségét hangsúlyozva hozta be a magyar építészetbe a szamárhátívet és más keleti, indiai hatású elemeket, melyeket a magyar népművészetből vett formakinccsel toldott meg, létrehozva a sajátosan magyaros szecessziót. Munkássága óriási hatást gyakorolt a fiatalabb nemzedékre, főként a nem budapesti épületeivel (kecskeméti Városháza). Követői közé tartozott Toroczkai Wigand Ede (1870-1945), Kós Károly, Márkus Géza.
Sajátos nemzetközi technikával párosuló (vasbeton) nemzeti jellegű Medgyaszay István szecessziója (Veszprémi Petőfi Színház, Soproni Petőfi Színház, Rárosmulyadi templom), amely több vonatkozásban már az avantgárd felé mutat (Laczkó Dezső Múzeum Veszprémben). A magyar szecesszió virágzásának csak az első világháború vetett véget, bár vidéki szecessziós lakóházak még a húszas években is épültek. A motívumkincset azonban csak a vakolatarchitektúra őrizte meg népies jelleggel.

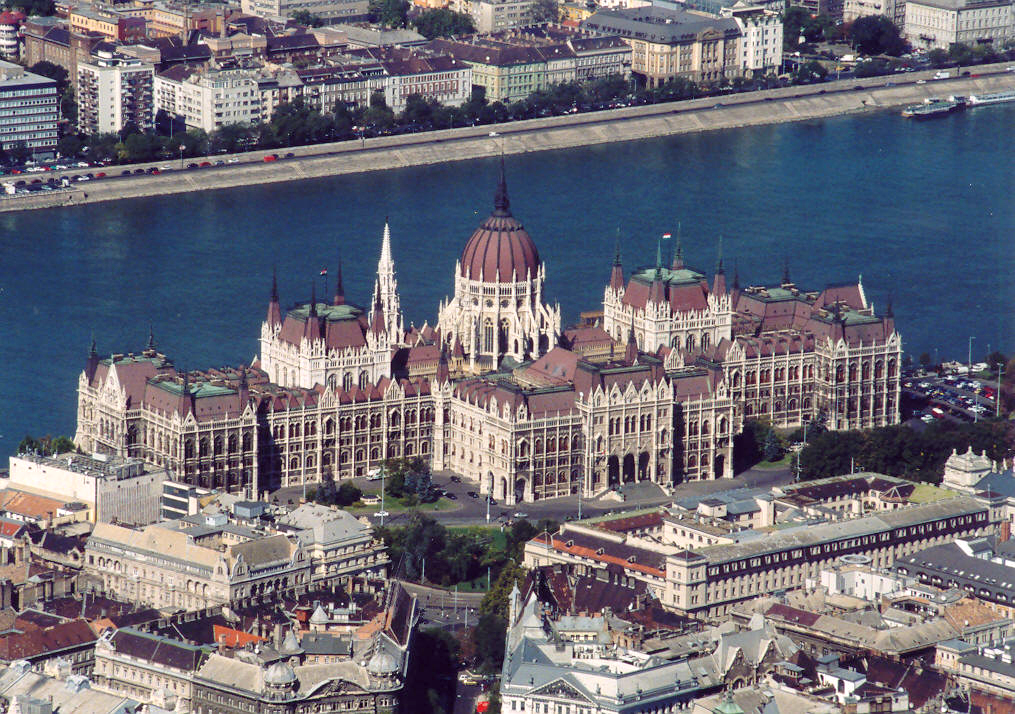
Steindl Imre: Országház
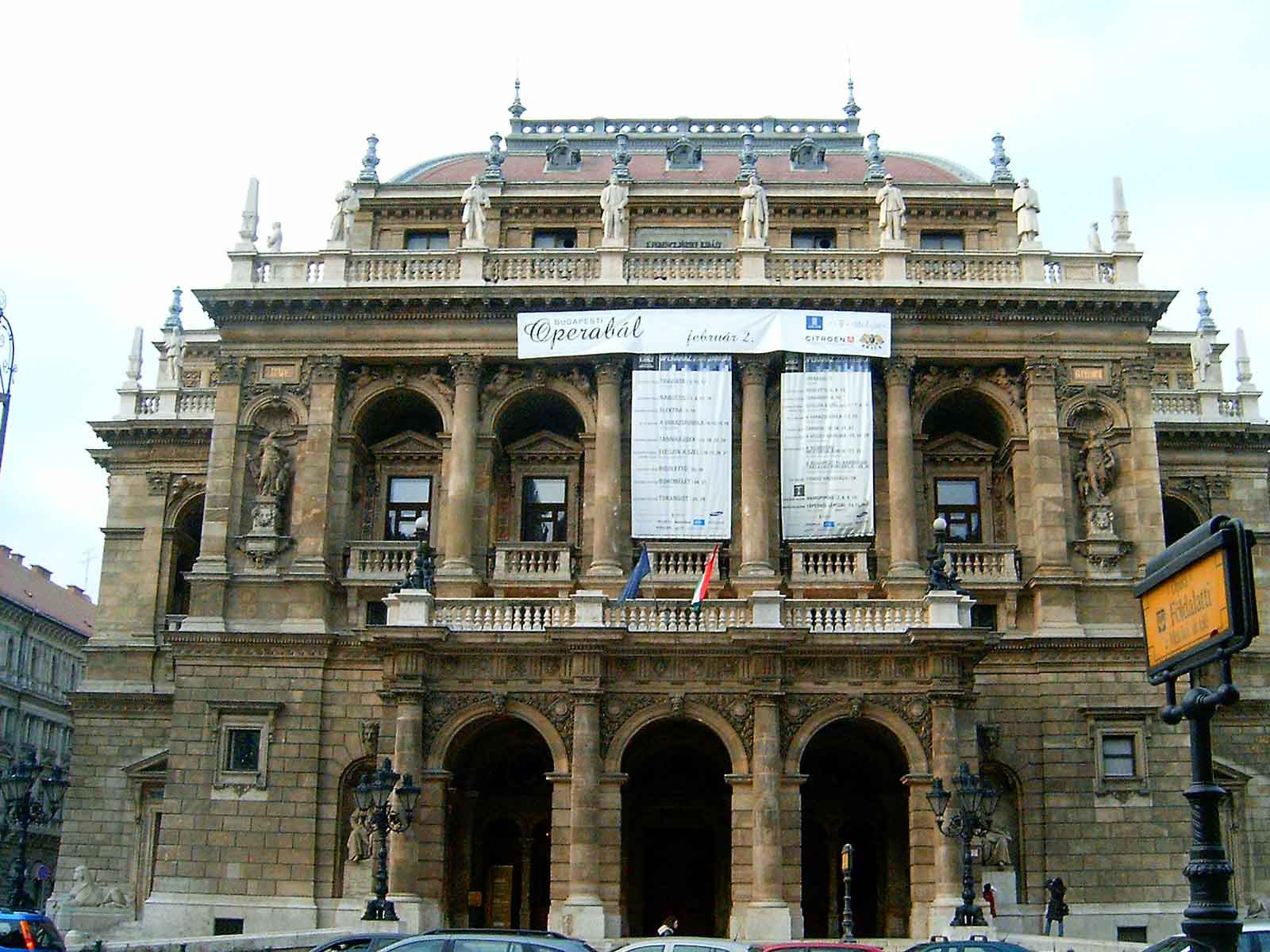
Ybl Miklós: Magyar Állami Operaház
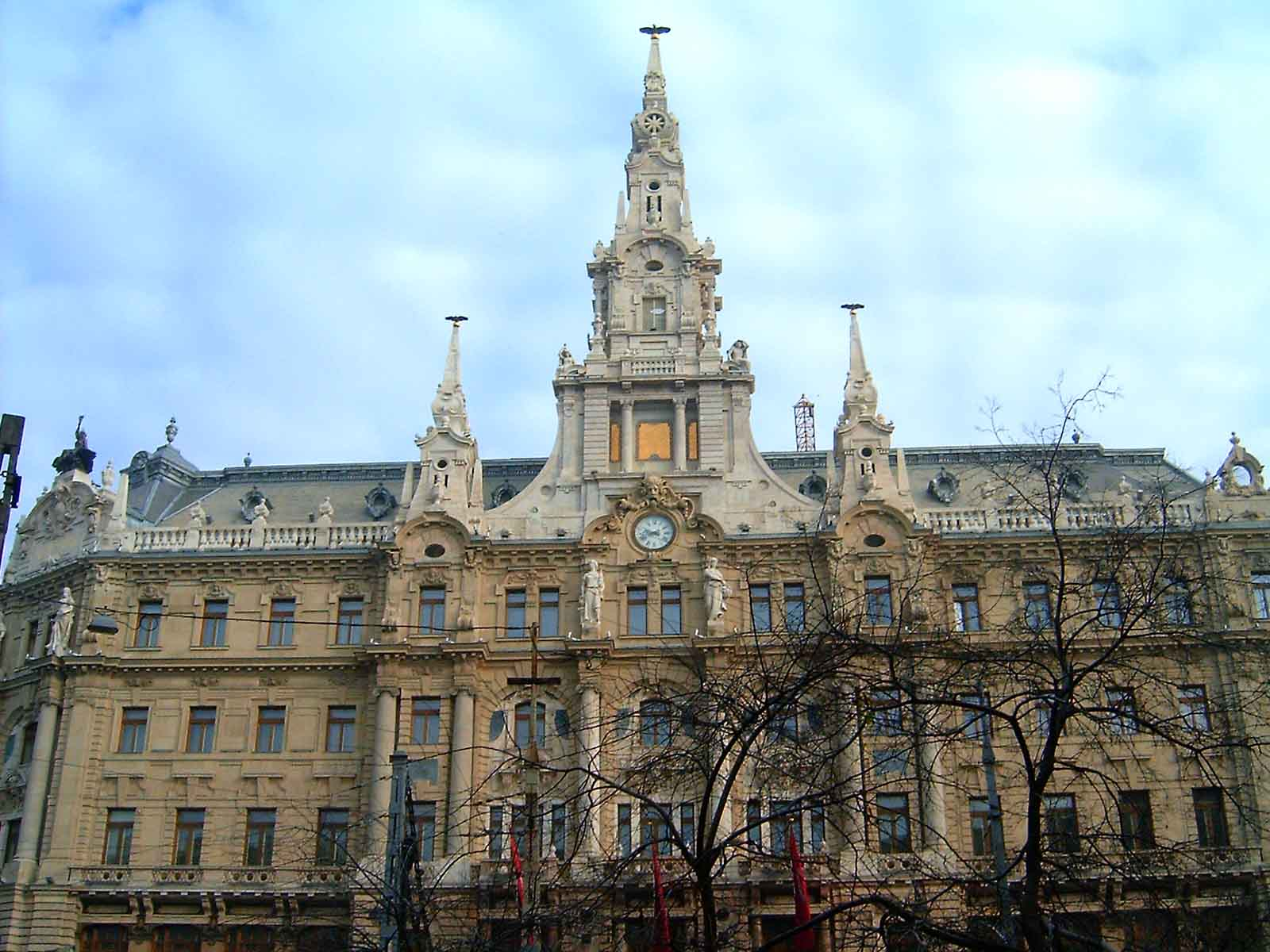
Hauszmann Alajos: New York-palota
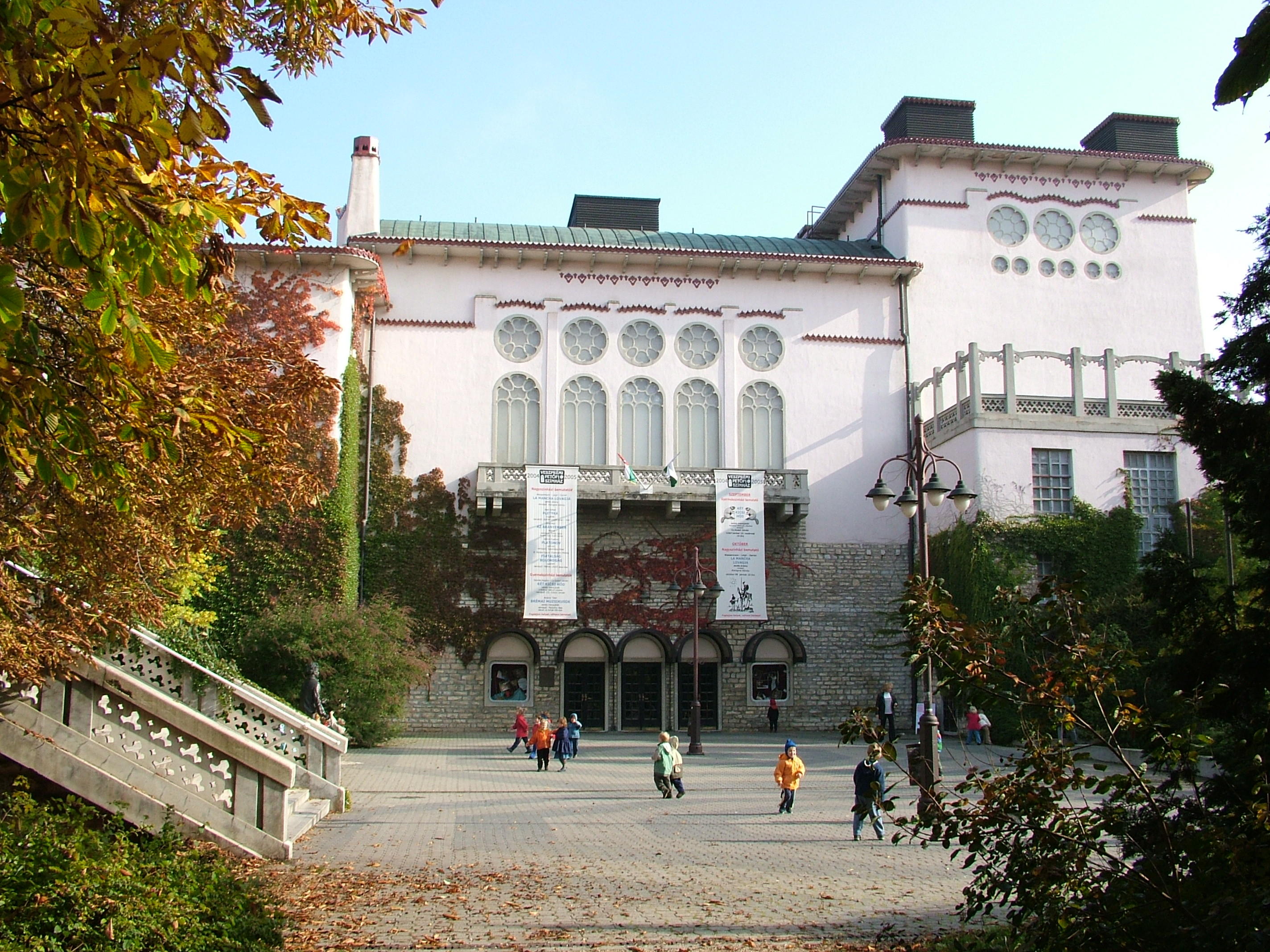
Medgyaszay: Veszprémi Petőfi Színház
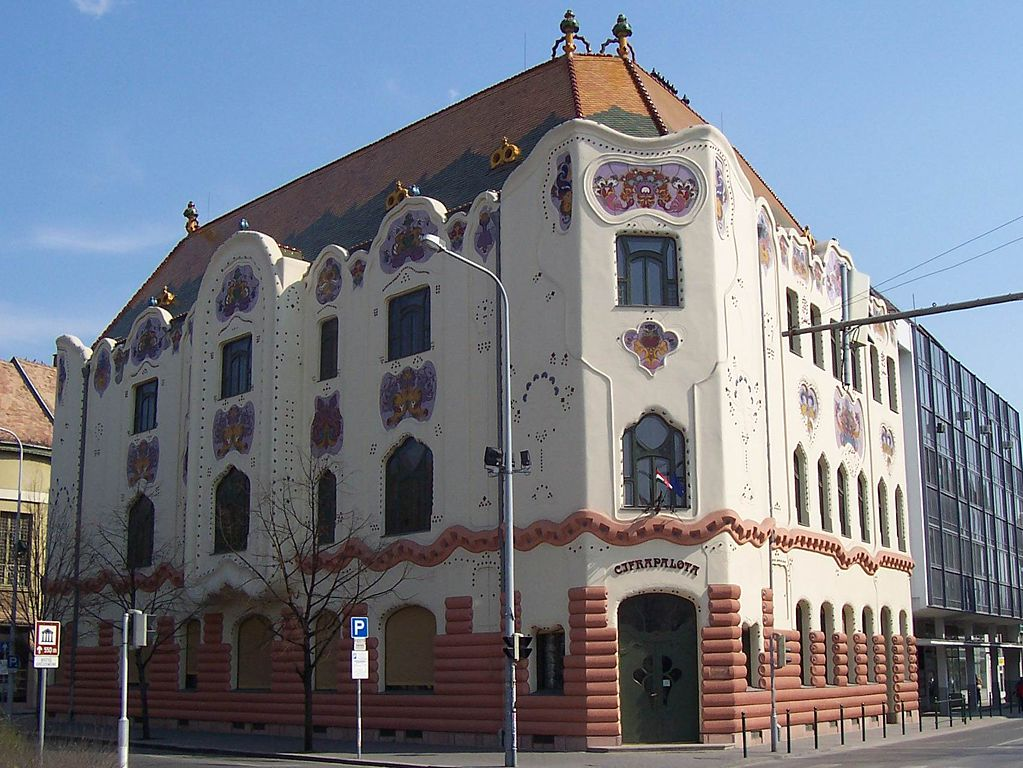
Márkus Géza: Cifrapalota
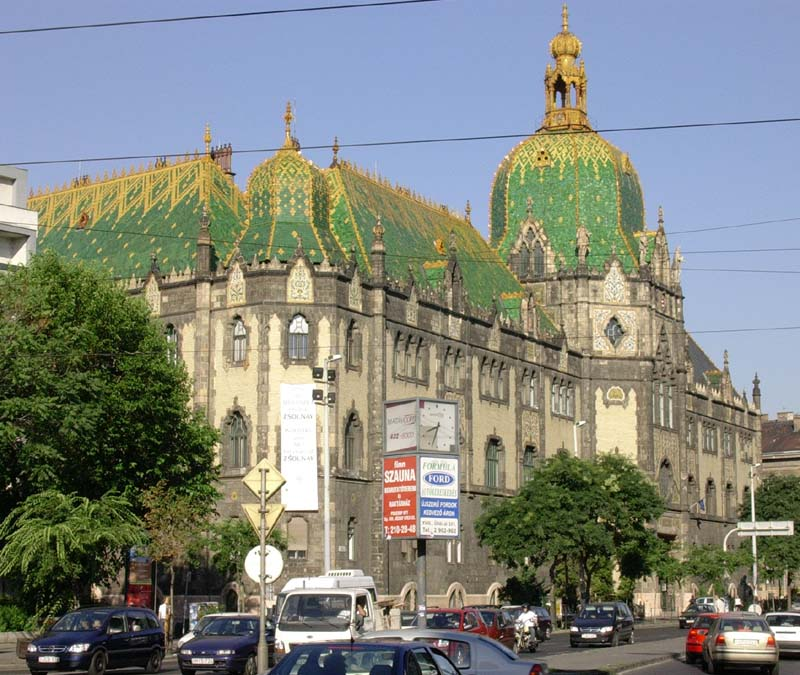
Lechner Ödön: Iparművészeti Múzeum
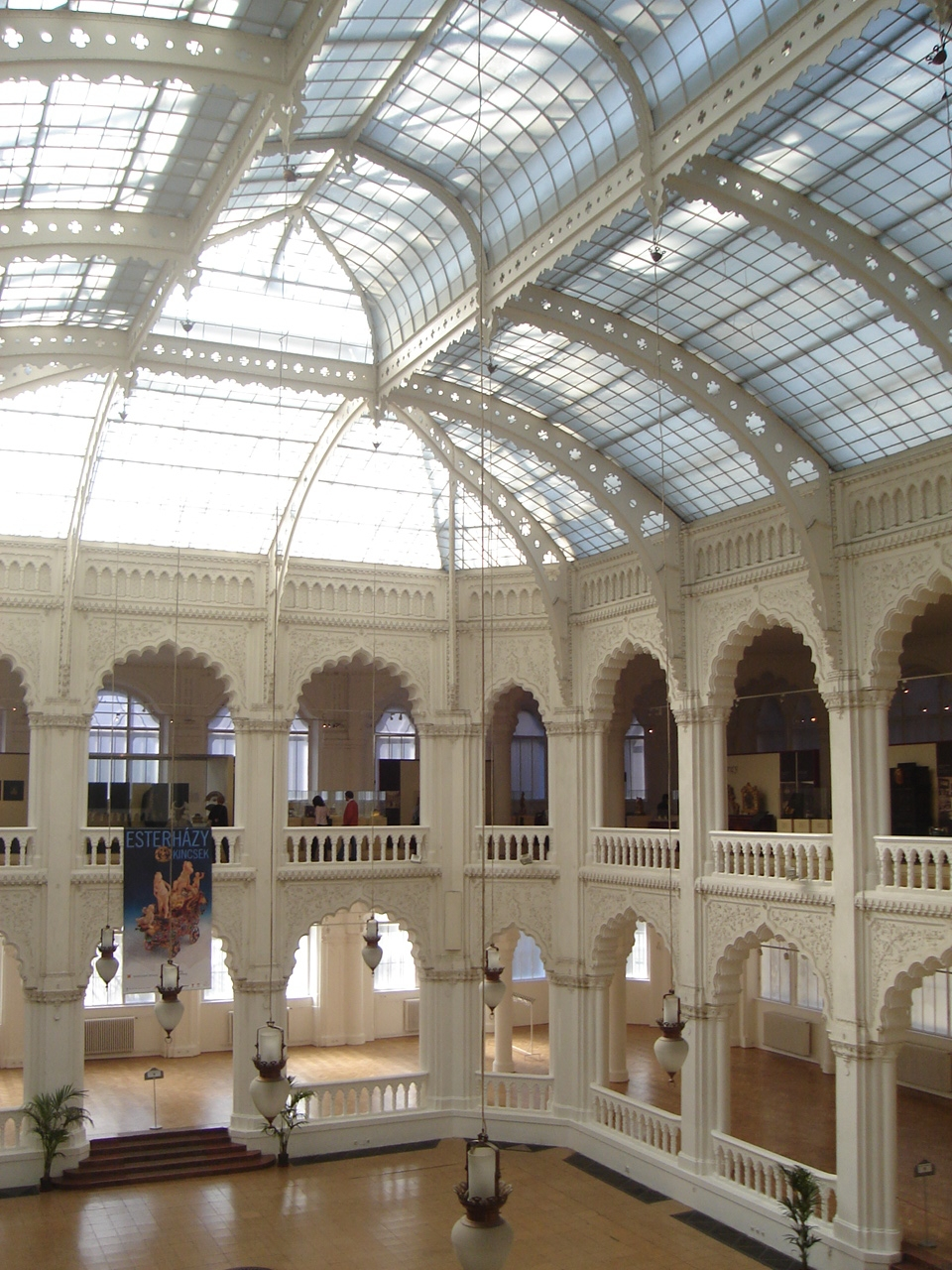
Lechner Ödön: Az Iparművészeti Múzeum vasvázas csarnoka
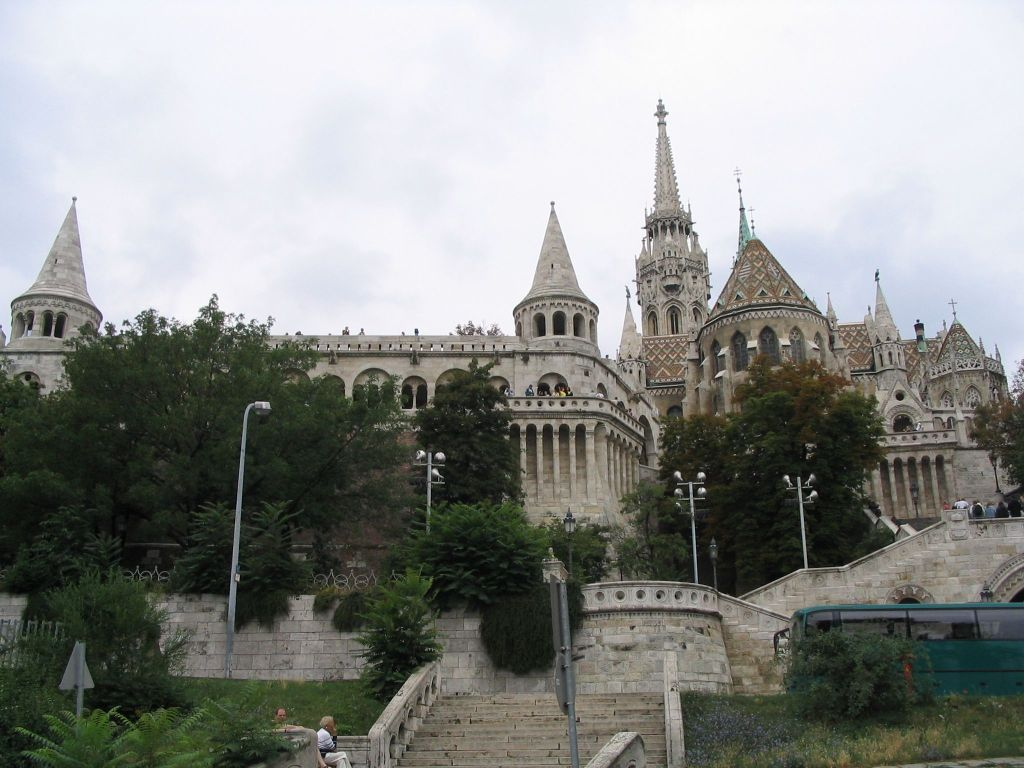
Schulek Frigyes: Halászbástya

## A 20. században
Lechner törekvéseiből indult el az első modern magyar építész, Lajta Béla (1873-1920), aki a nyugat-európai és amerikai kísérletezésekkel egy időben kereste az új utakat. A Rózsavölgyi-üzletház az első modern magyar épület. Mellette Pogány Móric (1878-1942), Györgyi Dénes (1886-1961) tartozott az újítók közé. Ehhez hozzátartozik az is, hogy az első világháború nagyon éles cezúra a magyar építészet történetében.
A két világháború között feléledtek egy időre az eklektikus törekvések, de egyre inkább teret nyertek az új áramlatok. Az egyházi épületek Árkay Aladár és Bertalan, Rimanóczy Gyula, Weichinger Károly, Kotsis Iván munkássága nyomán újultak meg, elsősorban olaszos ihletettséggel.
A Bauhaus eszmék magyarországi meghonosítását tűzte céljául a CIAM/CIRPAC magyarországi csoportja, (Molnár Farkas, Fischer József, Breuer Marcell és többen). A CIAM 1929-ben, frankfurti kongresszusán határozta el nemzeti csoportok megalakítását. A kongresszuson Molnár Farkas több magyar építésszel együtt vett részt. Hazatérésük után alakult meg a CIAM magyar csoportja, amelyet Molnár Farkas és Fischer József vezetett. A CIAM magyar csoportja a CIAM operatív bizottsága után főként CIRPAC szekciónak nevezte magát. Működése a modern építészet propagálásában, ezzel kapcsolatos társadalomkritikában és a Bauhaus elveinek megfelelő épületek tervezésében nyilvánult meg. A „Tér és Forma” folyóirat (amely köré csoportosultak a korabeli haladó építészek) általában januári számaiban közölte a CIAM magyar csoportja tagjainak terveit. A csoport működésének a Centrál kávéházban, vagy egyes vezetők lakásán tartott megbeszélések adtak rendszeres keretet.
A csoport 1932-ig tartó korszakának jellemző tevékenysége főleg agitatív jellegű volt.
Első megnyilvánulásuk a Magyar Mérnök- és Építész-Egylet 1928. novemberi, a modern építészetről szóló vitaestje volt, amelyen Fischer József (frankfurti építkezések) vetített képes beszámolót, Ligeti Pál pedig (a modern építészet esztétikája) előadást tartott.
A csoport kiállításai
Az első kiállítást az 1931 őszi Háztartási és Lakberendezési Vásár keretében szervezték. Itt mutatták be a „Kolház” tervét. A „Kolház” gondolata kilép az építészeti hagyományos gondolatkörből, s életviteli, szociológiai változás- tartalmat is hordoz, ma utópisztikus tervnek neveznénk (gondolata még a hatvanas években is felmerült, sőt élénk „kollektív ház-magánlakás” vitafórumot is szervezett az Új Írás folyóirat. Lásd még: Zalotay-féle „hírhedt” terv a Szentendrétől Budapestig húzódó „lakógép”-re).
Az 1932 tavaszán a csoport már önálló (második) kiállítását szervezte a Tamás-galériában. Ezen a kiállításon az eddigi elméleti- és propaganda tevékenységüket rendezett módon vitték a közönség elé. (…„az új érdekében harcba kellett szállni az építészetben uralkodó régi módszerekkel …”(FJ). A kiállítás anyaga kartonokon feldolgozott képek, rajzok, statisztikai adatok, amelyek az elmaradott magyarországi lakás- és szociális viszonyokat mutatja be.
A csoport harmadik kiállítását 1932-ben, a Kézművesipari Kiállítás keretében szervezte. A szellemében jelentkező társadalmi-politikai tendencia erőteljes, ezért a kiállításuk anyagának egy részét a rendőrség még a megnyitó előtt elkobozta. A kiállítás címe: „Ház, Város, Társadalom” és a szociális építészet létrehozását sürgeti. Ez volt a csoport utolsó kiállítása, s ez egyúttal tevékenysége első szakaszának végét is jelentette.
A csoport tevékenységének második szakaszában közös tervezési feladatokat látott el. Erre a szakaszra jellemző, hogy határozott szociálpolitikai beállítottságuk miatt közösségi megbízásokat nem kaptak. Tevékenységük főképpen a modernebb szellemiséget képviselő, anyagilag tehetős polgári megbízók társasház- és magánvilla tervezéseire lokalizálódott. Ezzel tulajdonképpen eltávolodtak saját ideológiai vonaluktól. Az adott magyarországi társadalmi-politikai keretek mellett ez is részes abban, hogy a csoport egysége fokozatosan megbomlott, a közös munkák elmaradtak, sőt, a CIAM 1938-as kongresszusára sem tudták a magyar anyagot összeállítani . A magyar csoport így 1938-ban feloszlott. Építészeti hatása igazában azonban csak a második világháború után vált gyümölcsözővé.
- Lásd részletesen: Magyar építészet a 20. század első felében

### Képgaléria

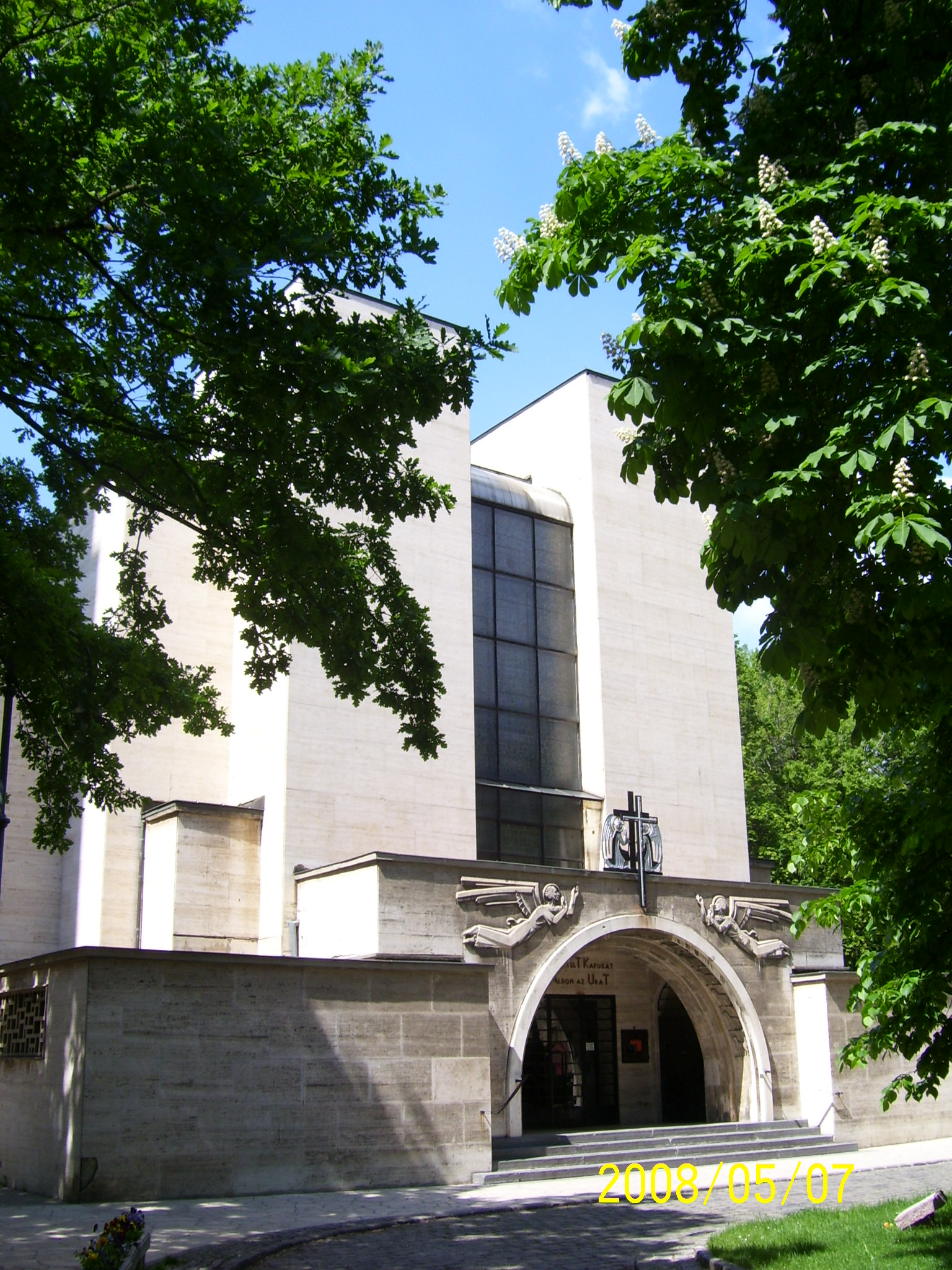
Árkay Aladár és Bertalan: Városmajori Jézus-Szíve Plébánia, 1932-33
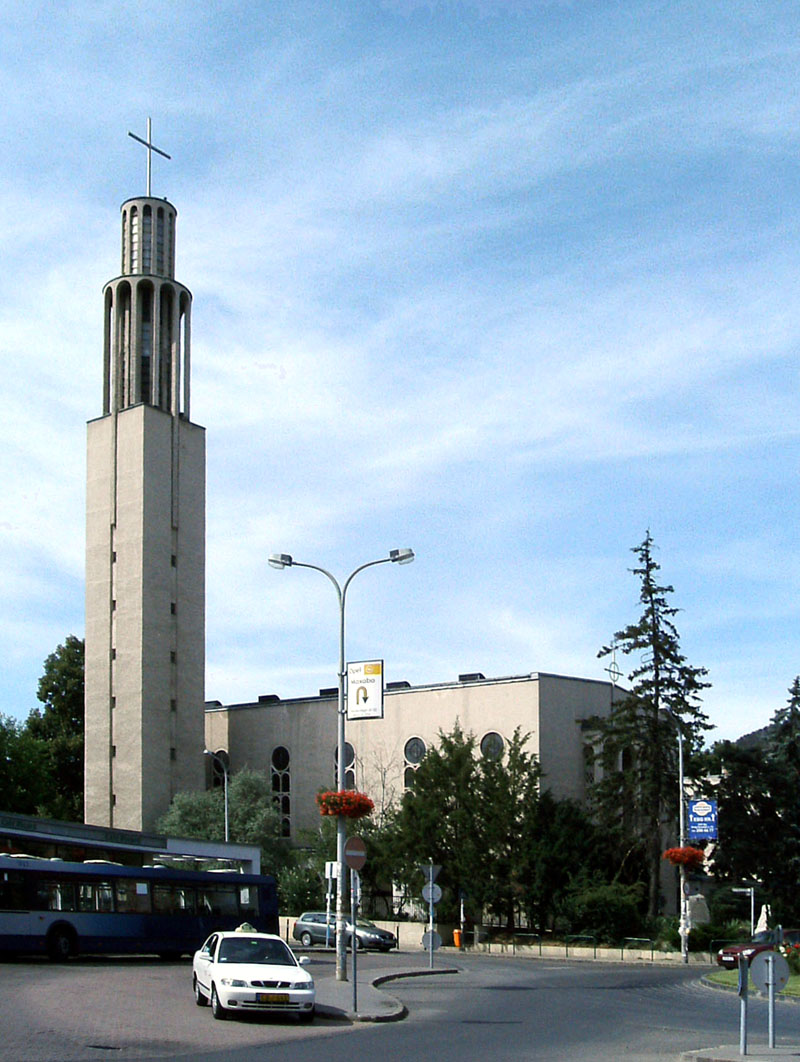
Rimanóczy Gyula: Pasaréti téri templom, 1933-34
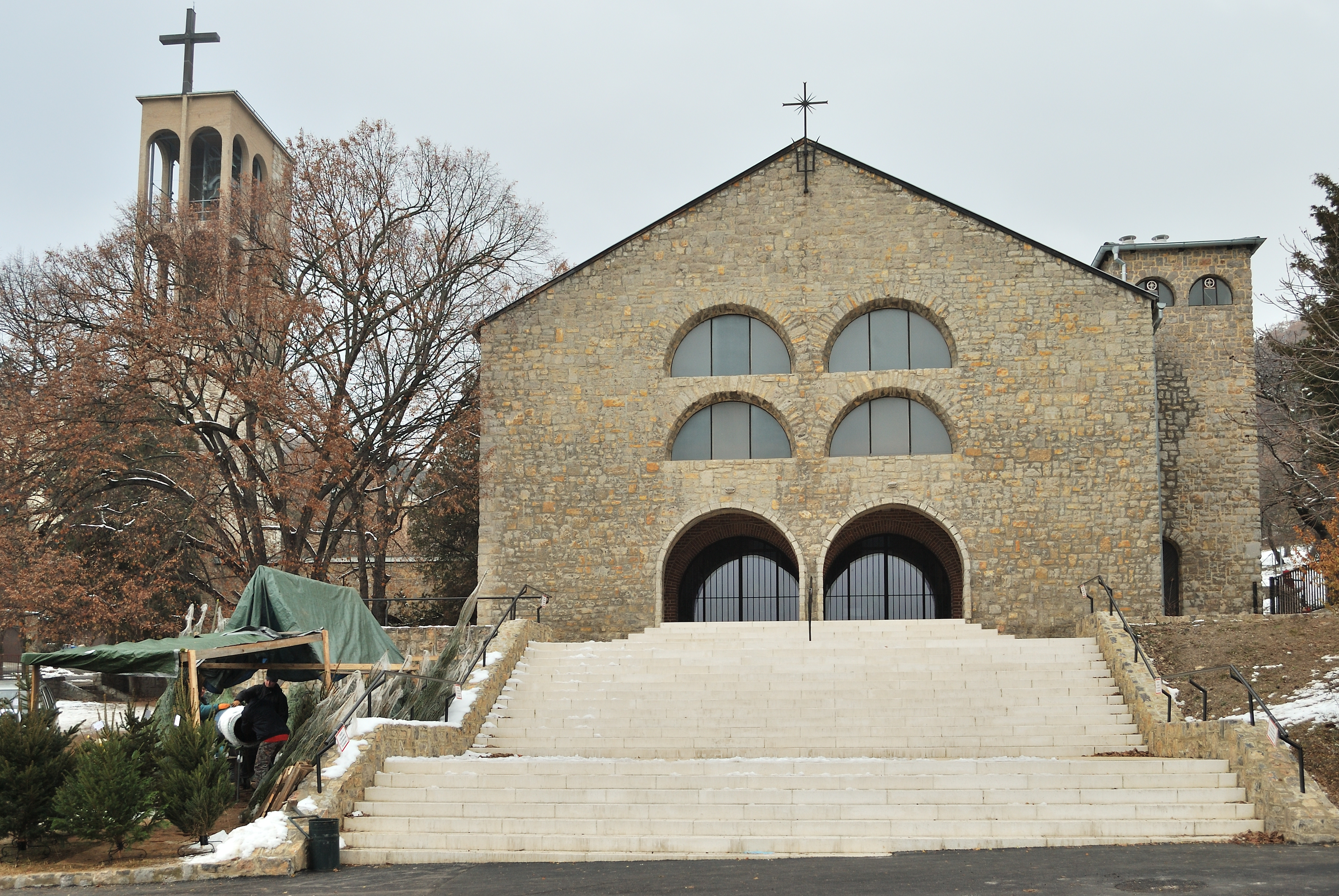
Weichinger Károly: Pécsi pálos templom, 1936-37
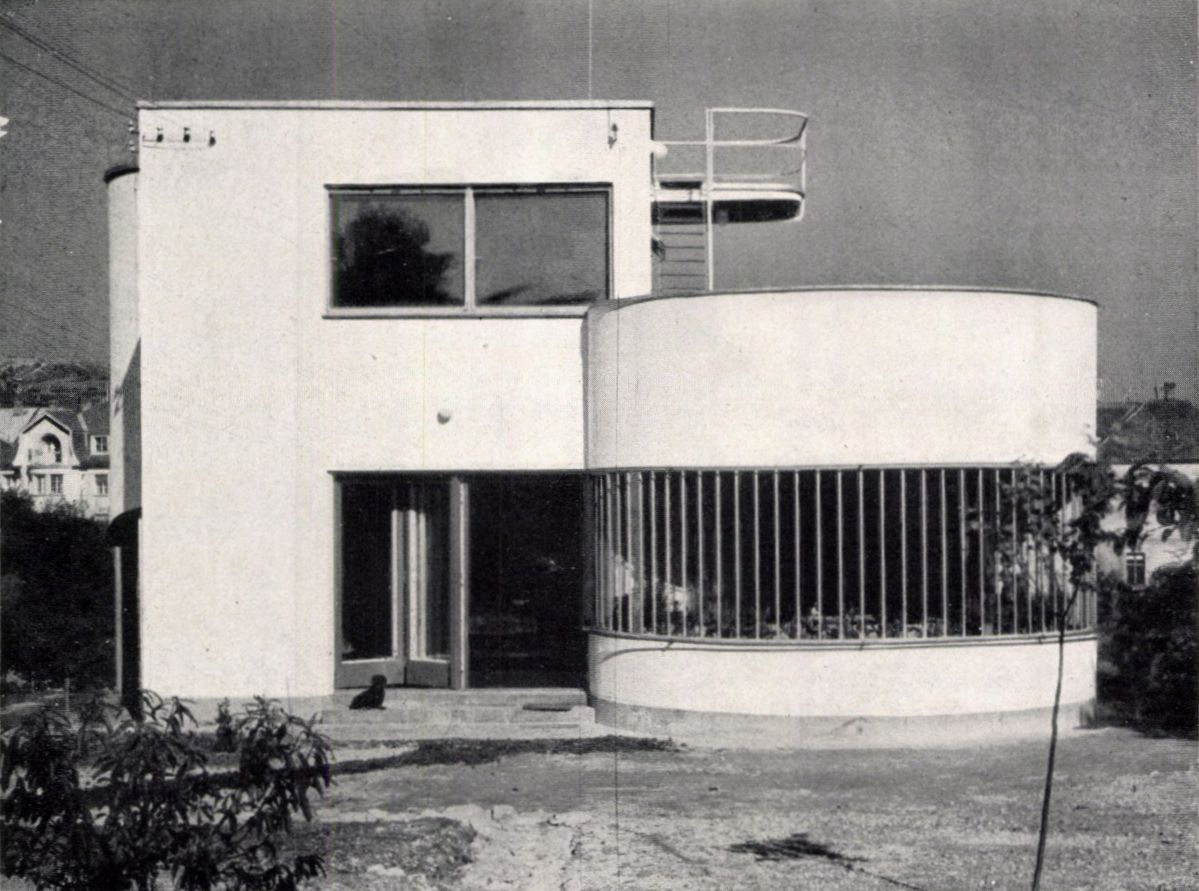
Molnár Farkas: Budapest, XII. Lejtő u.2/a, 1932
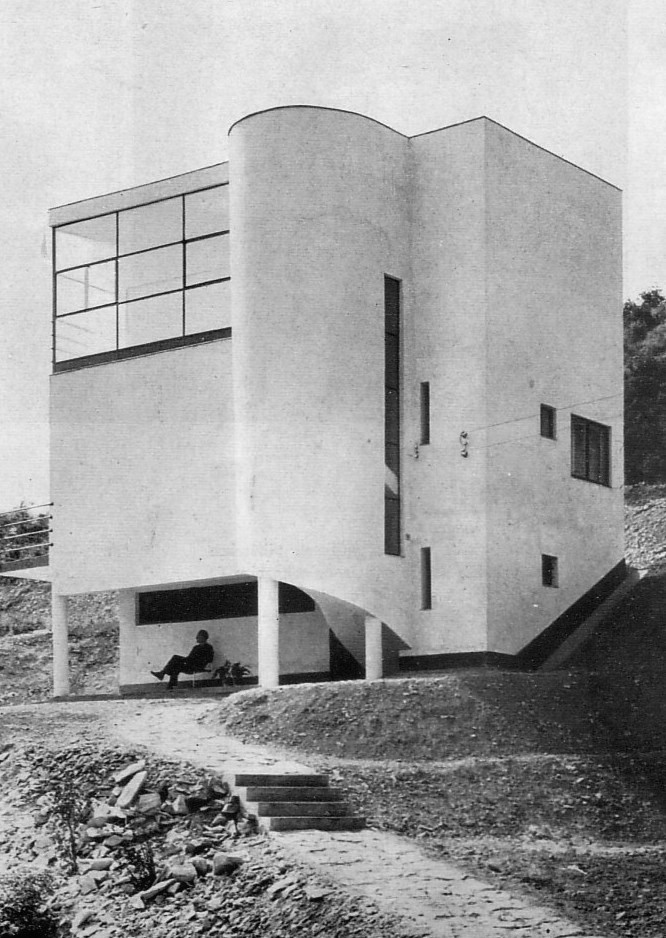
Fischer József: Budapest, II. Szépvölgyi u. 88/a, 1933-34
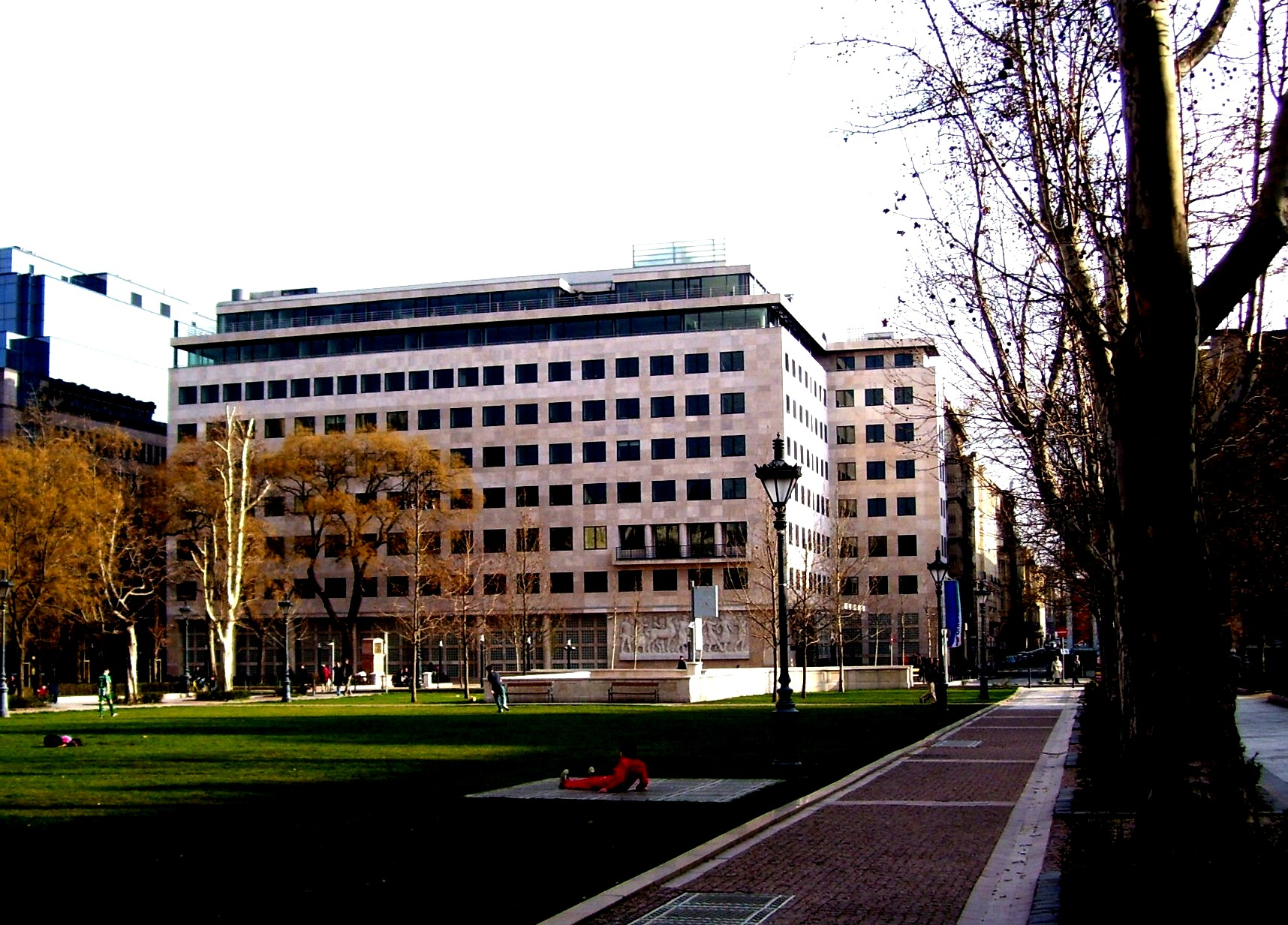
Lauber-Nyiri: Budapest, V. Szabadság tér, Pénzintézeti Központ, 1940
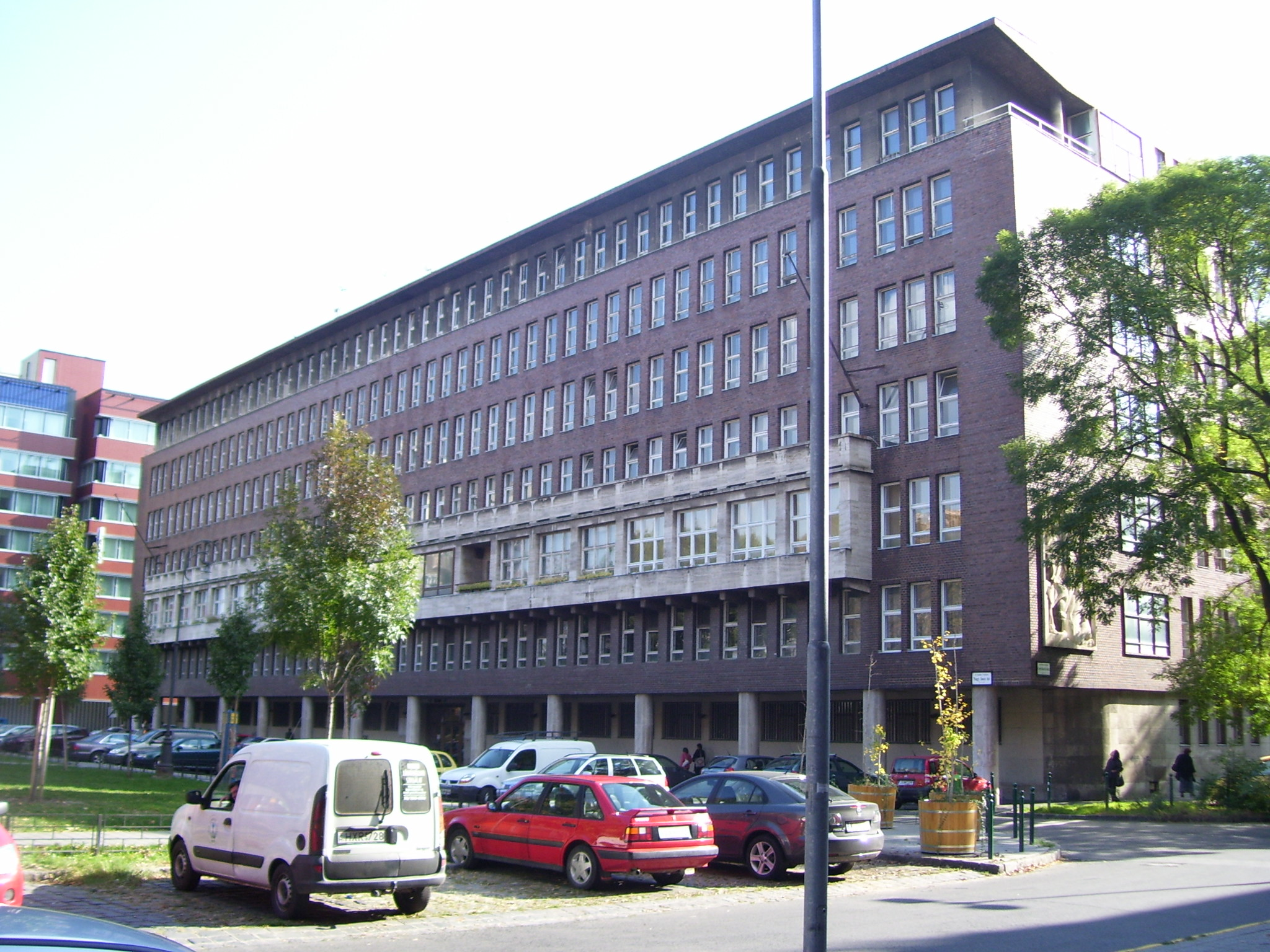
Janáky-Szendrői: Budapest, II. Nagy I. tér, Anyag és Árhivatal, 1942
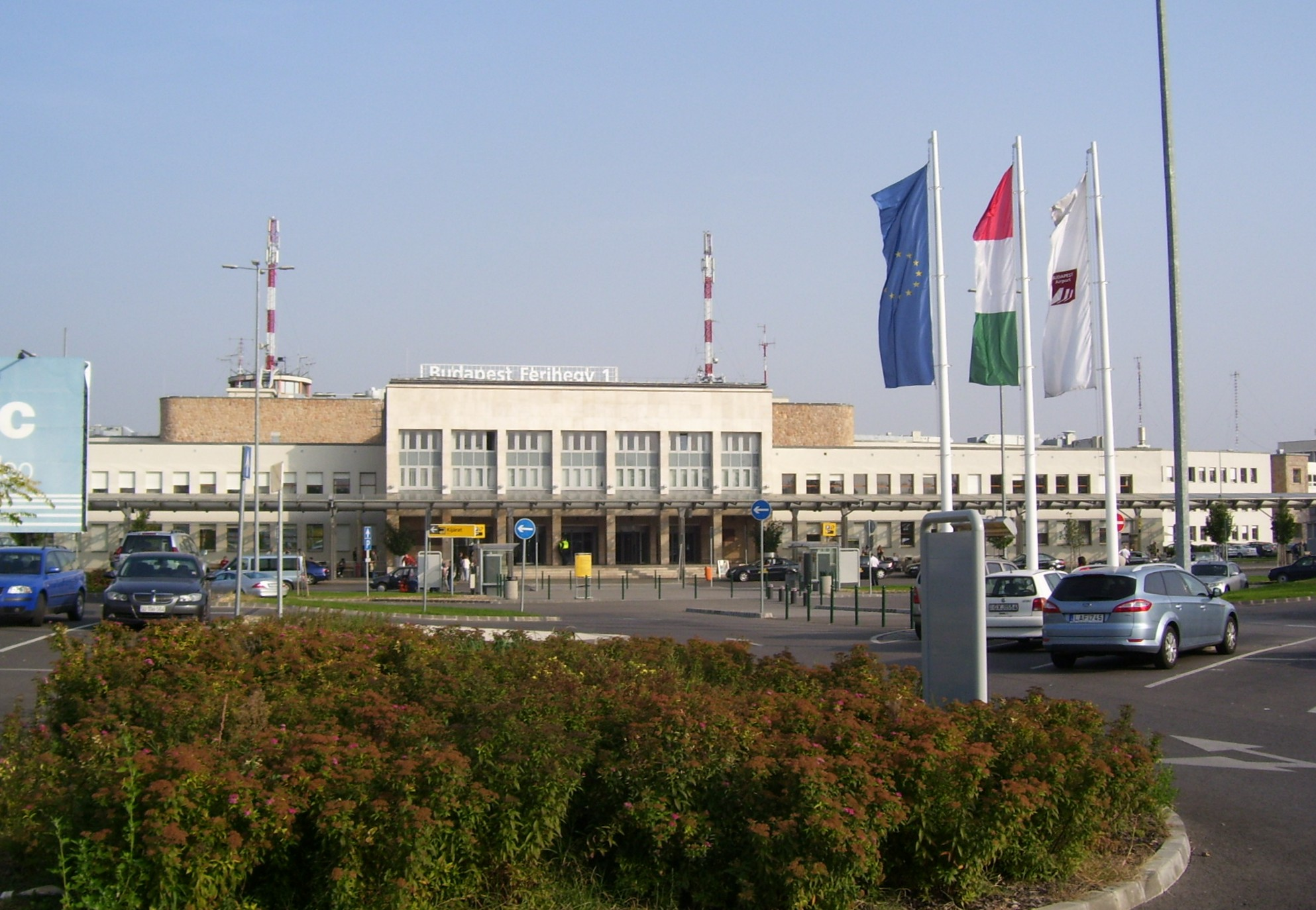
Dávid Károly: Budapest, Ferihegy 1. repülőtér Felvételi épület, 1939-48

A második világháború utáni évek legfontosabb építészeti feladata az újjáépítés volt. Eleinte még folytatódtak a modern szellemű kísérletek is, de a diktatúra idején a Szovjetunióban már virágzó szocreál építészet lett a követendő mintakép, s ez az építészet idejétmúlt eklektizáló klasszicizmusban nyilvánult meg (Weiner Tibor vezette dunaújvárosi építkezések; pártházak, háztömbök, lakótelepek). Ennek a kornak is megvannak az építészeti értékei. Ezek közé tartozik, többek között: Farkasdy Zoltán Iparművészeti Főiskolája, Jánossy György Gödöllői víztornya, és Rimanóczy Gyula BME. "R" épülete a Dunaparton.

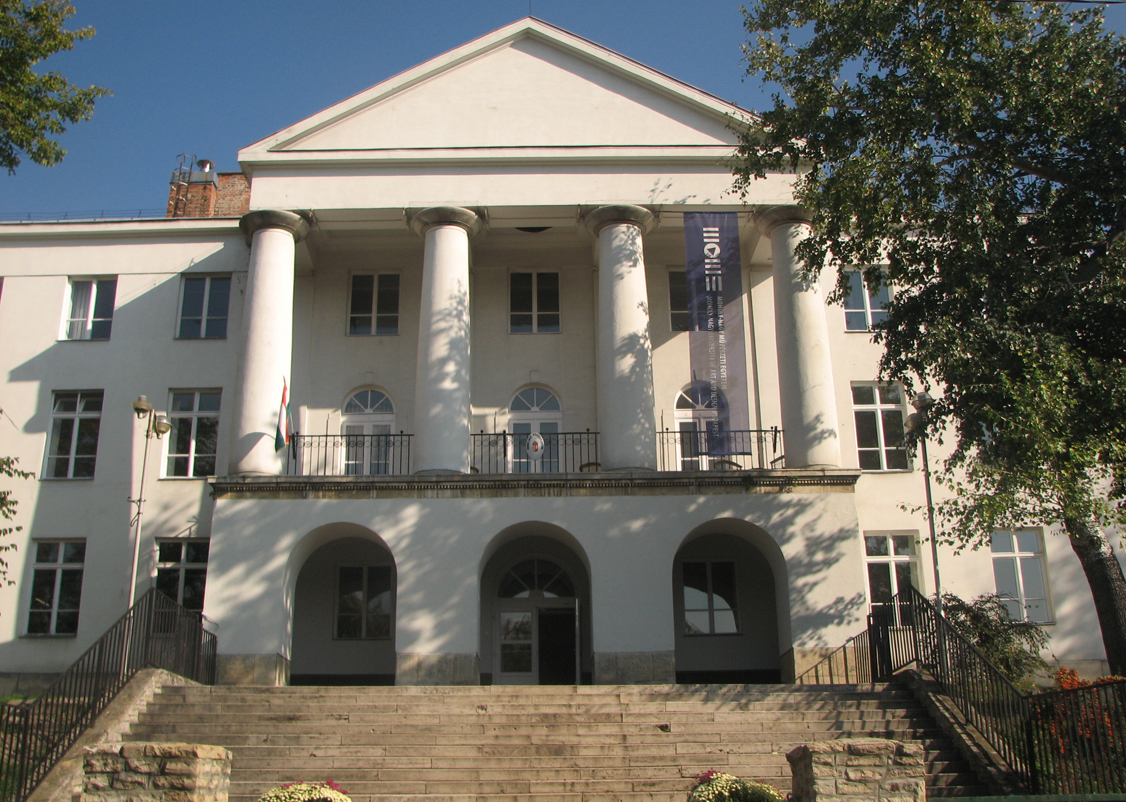
Farkasdy: Iparművészeti Főiskola
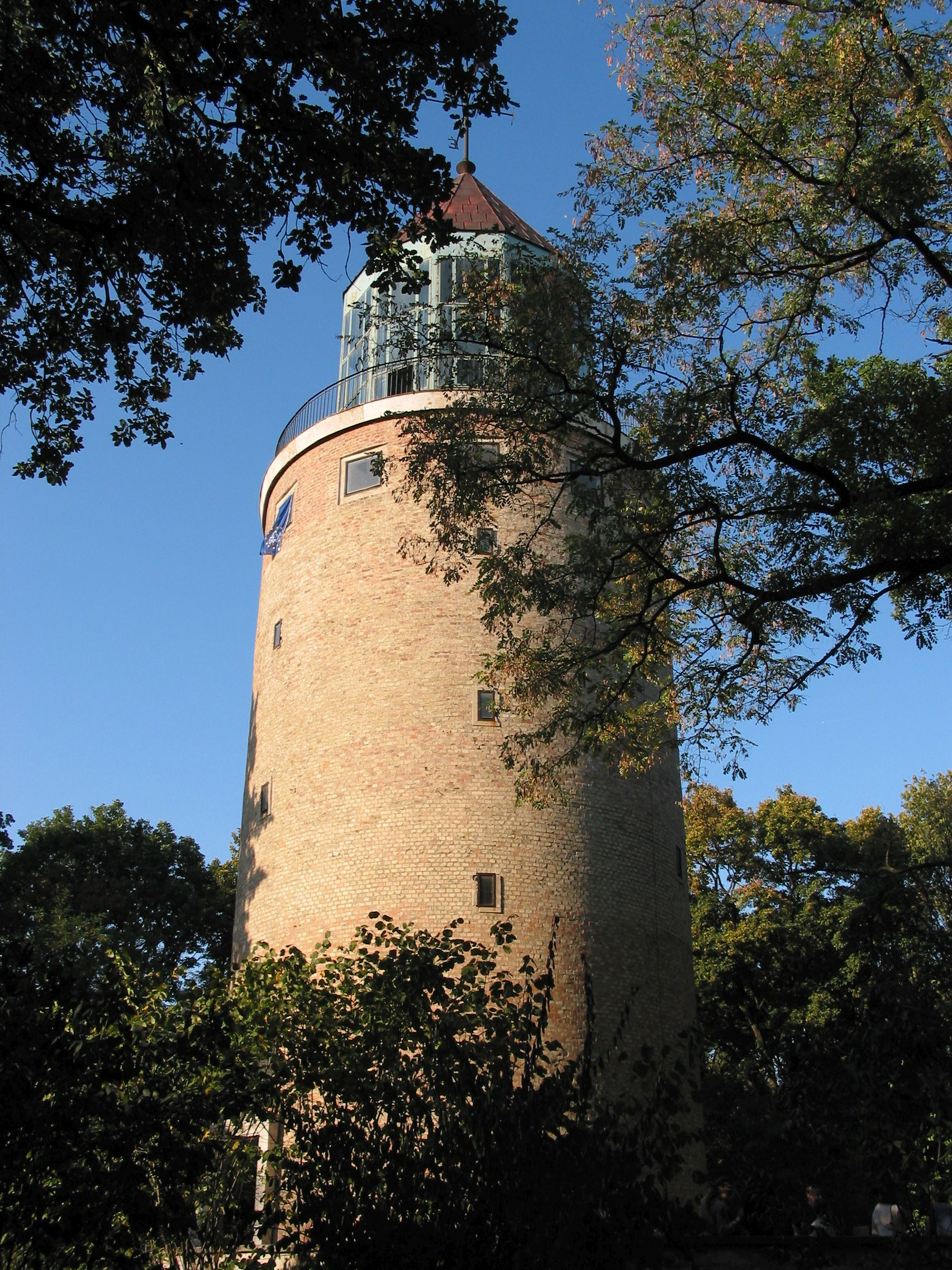
Jánossy: Gödöllő. Víztorony
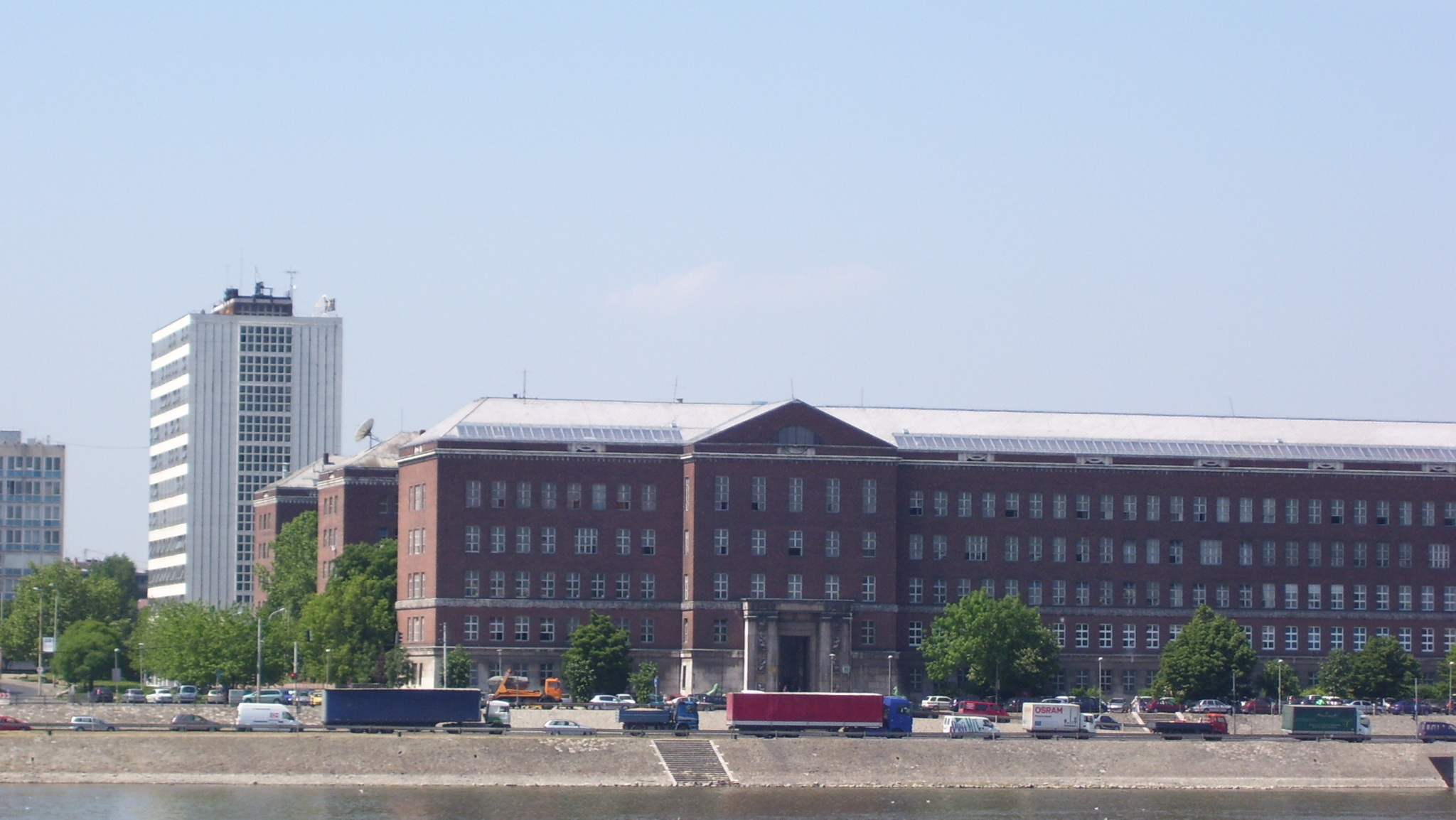
Rimanóczy: BME. "R" épület

Az 1956-os forradalmat követő időszak sajátos társadalmi-gazdasági körülményei közt felnövő új építész generáció – egyetemi hallgatók, fiatal oktatók, gyakorló építészek – kortársként, együtt élték meg a folytonosan változó társadalmi-, gazdasági-, illetve technikai-, művészeti-, építészeti eseményeket, sűrű eseményváltozásokat. Így lettek „közösen” a századvég jellegzetes magyar "alkotó építészgenerációjának" reprezentánsává, így váltak híddá az előző úttörők (és kevésbé úttörők), valamint az utánuk jövő újak közé.
A korszak 1956-tól a századvégig ível, amely markáns – mondhatni drasztikus – változások ideje. Társadalompolitikai téren a diktatórikus önkény, a lelkesítő – de vesztett – forradalom, a megtorlás, majd az egypárt-rendszerű, felülről irányított társadalmi-gazdasági formáció fokozódó válságjelenségei, a politikai rendszer-változás, a botladozva (cseppet sem hibamentesen) újraépítkező demokrácia, napjaink globalizációs problémáiig vezet.
Közben a korszak építészetét meghatározó, azt kialakító technikai-, technológiai változások kora is volt. Az államosított építőipar nagyüzemesítése, a téglaépítésből betonépítésbe, előregyártásba, fém- és könnyűszerkezetbe váltása, szerkezetszerelés-jellegűvé változása zajlott, a felhasználható építőanyagok körének bámulatos kibővülésével; a téglahordó tróglitól a házgyárig és toronydaruig változó technológiává...
Az építészeti-, építőművészeti eszme változási folyamata sem kisebb léptékű: az építészeti szellem a keleti értelmezésű szocreálból a korai magyar avantgárd nyomaira és átélő alkotóira visszaváltva startolt, miközben oktatók és tanítványok – a gyakorló fiatal építészekkel – együtt tanulták a Bauhaus-elveket, szívták magunkba a funkcionalitás, szerkezetszerűség, modern anyag- és formaképzés eszméjét, a kollektivitás szellemét. Újra rátalálva a korábbi korok szellemi értékeire, védelmére. Az építészet értelmezése kiszélesedett a környezetkultúrára, környezetvédelemre, urbanisztikára, építés- és településgazdaságra, építésügyre, építéspolitikára, térinformatikára.
De megváltozott az építész eszköz- és (kézi)szerszám-készlete is, a logarléctől és tuskihúzótól, a mindig kibicsakló graphoson, a rotring-tollakon át a számítógépes szoftverekig, a homlokzatrajztól és makettől a vizuális modellképig, a világhálón futtatott videóképekig…
Az előzők következményeként a hatvanas években a korszerű formák felé nyílt érdeklődés, a korszak reprezentatív épületei ipari épületek, kórházak, szállók és irodaházak.(Farkasdy Zoltán, Finta József, Gulyás Zoltán, Jánossy György, Jurcsik Károly, Molnár Péter, stb.
A tömeges lakásépítési programok keretében kialakuló új városrészek (lakótelepek) tervezése és megépítése önálló "urbanista" szakággá érlelte a városrendezést és városépítészetet. A korszakban épült, előre gyártott elemekből készülő lakótelepek máig meghatározó szerepet játszanak a társadalmi elvárások (lakásellátás) kielégítésében, s a lassan, botladozva átalakuló környezetkultúrában és társadalomszociológiai folyamatokban.
A hivatalos formáktól elvált a Makovecz Imre- és Csete György-féle organikus építészet.

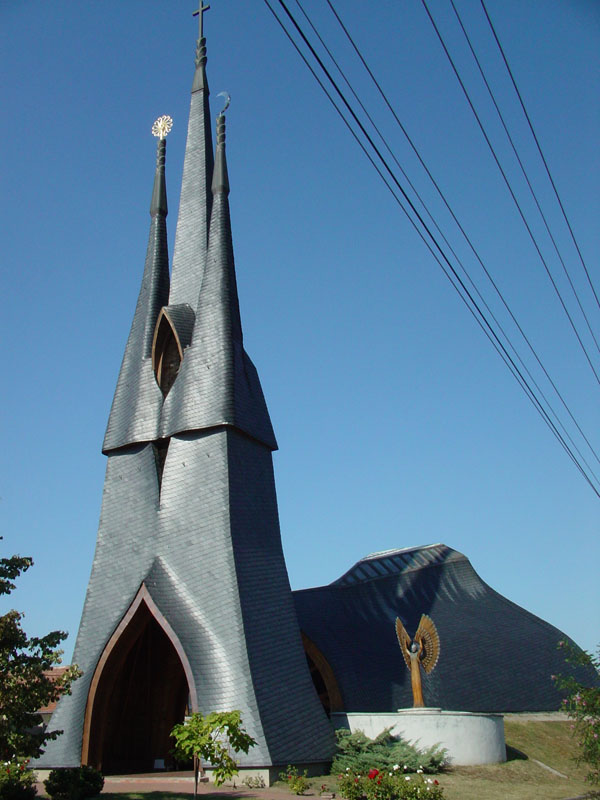
Makovecz: Paks Szentlélek templom
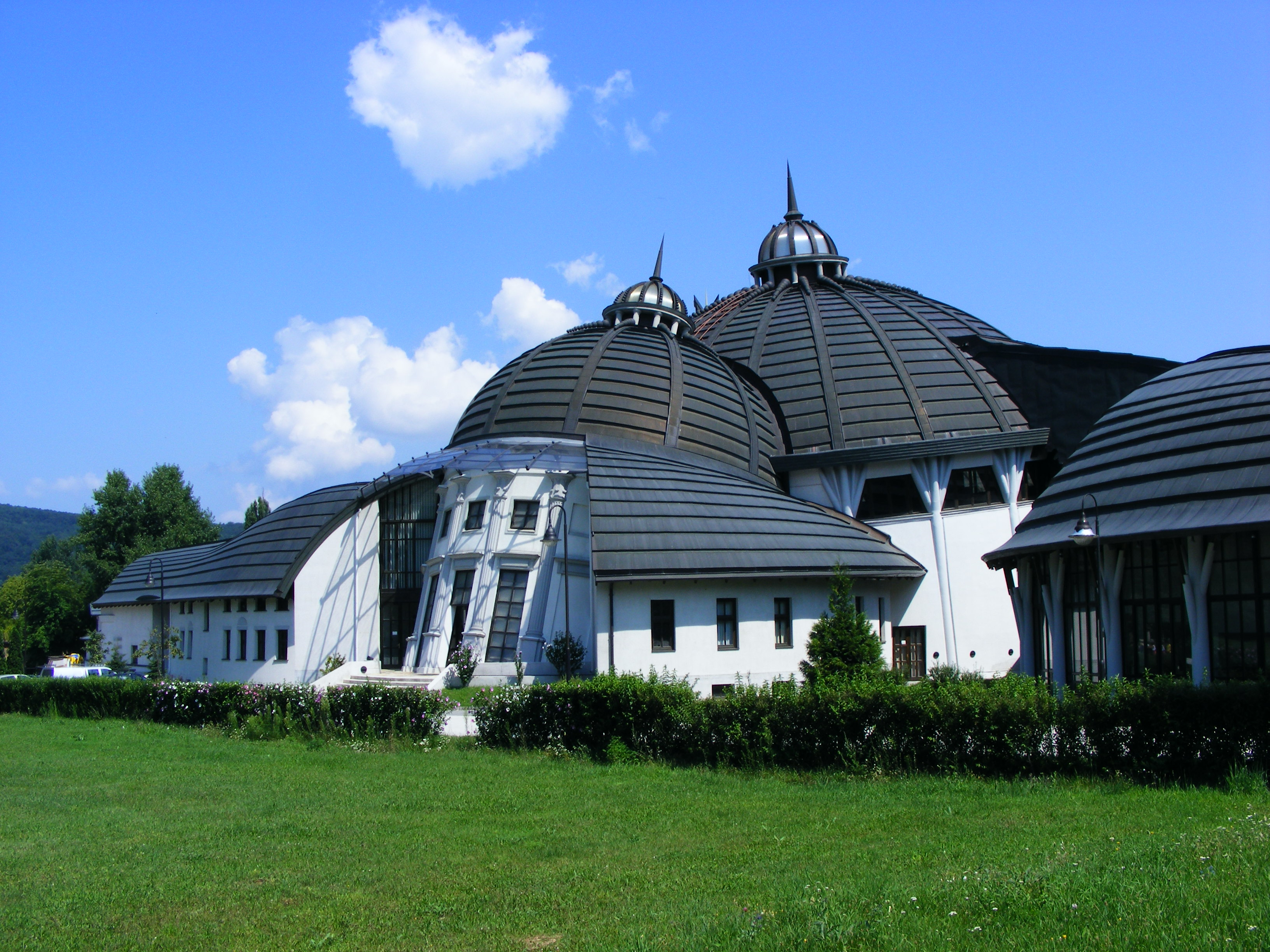
Makovecz: Piliscsaba. Stephaneum
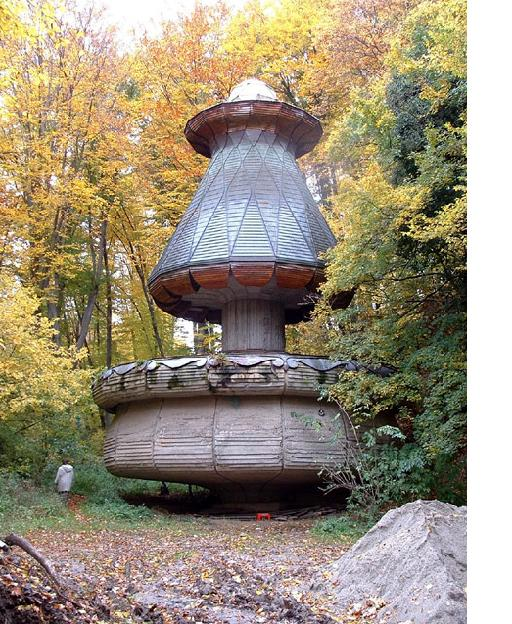
Csete: Orfű forrásház
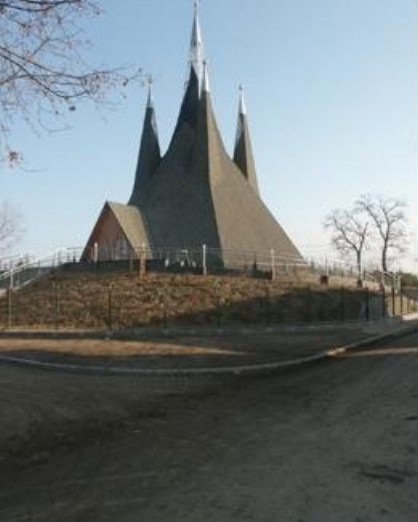
Csete: Tégláskert református templom

## Külső hivatkozások
- Kelényi – Farbaky – Széphelyi: A reneszánsz és a barokk építészete Magyarországon
- Fekete Csaba József: Reneszánsz. A korai reneszánsz építészet és stílusváltozatai
- Tóth Angelika: Magyarországi romanika
- Tóth Angelika: Magyarországi gótika